# Mexic
Mexic (México în spaniolă) este o țară situată în America de Nord, mărginită la nord cu Statele Unite ale Americii, iar la sud cu Belize și Guatemala. Este cea mai nordică țară hispanică din America Latină și cea mai populată țară vorbitoare de limbă spaniolă din lume. Întrucât Mexic este de fapt o republică federală, numele oficial complet este Statele Unite Mexicane (Estados Unidos Mexicanos). Țara este frecvent numită Republica Mexicană (República Mexicana), dar și simplu Mexic, deși nu acestea sunt titlurile recunoscute oficial.
După independență, Mexicul s-a confruntat cu tulburări politice și socio-economice. Invazia Statelor Unite în timpul Războiului Mexicano-American din 1848 a rezultat în pierderi teritoriale semnificative. Reformele liberale introduse în Constituția din 1857 au provocat conflicte interne, inclusiv intervenția franceză și stabilirea unui Imperiu, contracarată de rezistența republicană condusă de Benito Juárez. La sfârșitul secolului al XIX-lea a apărut dictatura lui Porfirio Díaz, declanșând Revoluția Mexicană în 1910, care a condus la schimbări profunde, inclusiv Constituția din 1917. Guvernarea ulterioară prin succesiunea de președinți, adesea foști generali de război, a persistat până la apariția Partidului Revoluționar Instituțional (PRI) în 1929. Sub conducerea PRI timp de 70 de ani, Mexicul a experimentat o creștere economică semnificativă, dar a întâmpinat și probleme legate de represiune și fraudă electorală.
Mexicul are a 15-a cea mai mare economie din lume după PIB nominal și a 11-a cea mai mare după PIB ajustat la paritatea puterii de cumpărare, Statele Unite fiind principalul partener economic. Ca țară nou industrializată și în curs de dezvoltare, clasându-se pe locul 86 în Indicele de Dezvoltare Umană, economia și populația sa mari, influența culturală și democratizarea constantă fac din Mexic o putere regională și de nivel intermediar.  Mexic se clasează pe primul loc în America și pe locul șapte în lume după numărul de situri din Patrimoniul Mondial UNESCO. Este, de asemenea, una dintre cele 17 țări megadiverse din lume, ocupând locul cinci în biodiversitatea naturală. Mexic este membru al Organizației Națiunilor Unite, G20, Organizației pentru Cooperare și Dezvoltare Economică (OCDE), Organizației Mondiale a Comerțului (OMC), forumului de Cooperare Economică Asia-Pacific, Organizației Statelor Americane, Comunității Statelor Americane și Caraibelor, și Organizației Statelor Ibero-Americane.

## Etimologie
Mēxihco este termenul în limba Nahuatl pentru inima imperiului Aztec, respectiv Valea Mexicului și teritoriile înconjurătoare, cu locuitorii săi cunoscuți sub numele de Mexica. Se crede în general că toponimul pentru vale a fost originea etnonimului primar pentru Tripla Alianță Aztecă, dar s-ar putea să fie și invers. În perioada colonială (1521–1821), Mexicul era cunoscut sub numele de Noua Spanie. În secolul al XVIII-lea, această regiune centrală a devenit Intendenția Mexicului, în timpul reorganizării imperiului. După ce Noua Spanie și-a obținut independența de la Imperiul Spaniol în 1821 și a devenit un stat suveran, teritoriul a devenit cunoscut sub numele de Statul Mexic, țara nouă fiind denumită după capitala sa: Ciudad de Mexico. Numele oficial al țării s-a schimbat odată cu forma de guvernare. Declarația de independență semnată la 6 noiembrie 1813 de către deputații Congresului din Anáhuac.

## Toponimia
Etnonimul mexican a fost folosit în limba spaniolă de la contactul dintre europeni și americani în moduri diferite. Pentru Spania secolului al XVI-lea, mexicanii au fost locuitorii din Mexic-Tenochtitlan, vorbitori ai limbii náhuatl. În perioada colonială unii creoli și spanioli rezidenți în Noua Spanie au folosit etnonimul pentru a se referi la ei înșiși. Liderii Războiului de Independență ezitau ca numele țării să fie ca și numele locuitorilor săi. Conform Planului de la Iguala, țara va adopta în cele din urmă numele de Mexic și a locuitorilor săi mexicani. México este un toponim de origine náhuatl a cărei semnificație este discutabilă. Toponimul derivă din cuvântul náhuatl Mēxihco [me:ʃiʔko], care desemna capitala mexicanilor. După Bernardino de Sahagún, cuvântul semnifică Ombilicul lunii, ipoteză care apoi a fost îndată preluată de Cecilio Robelo, Alfonso Caso și Gutierre Tibón și devenit popular prin cărți gratuite.

## Istorie

### Civilizații indigene înainte de contactul european (înainte de 1519)

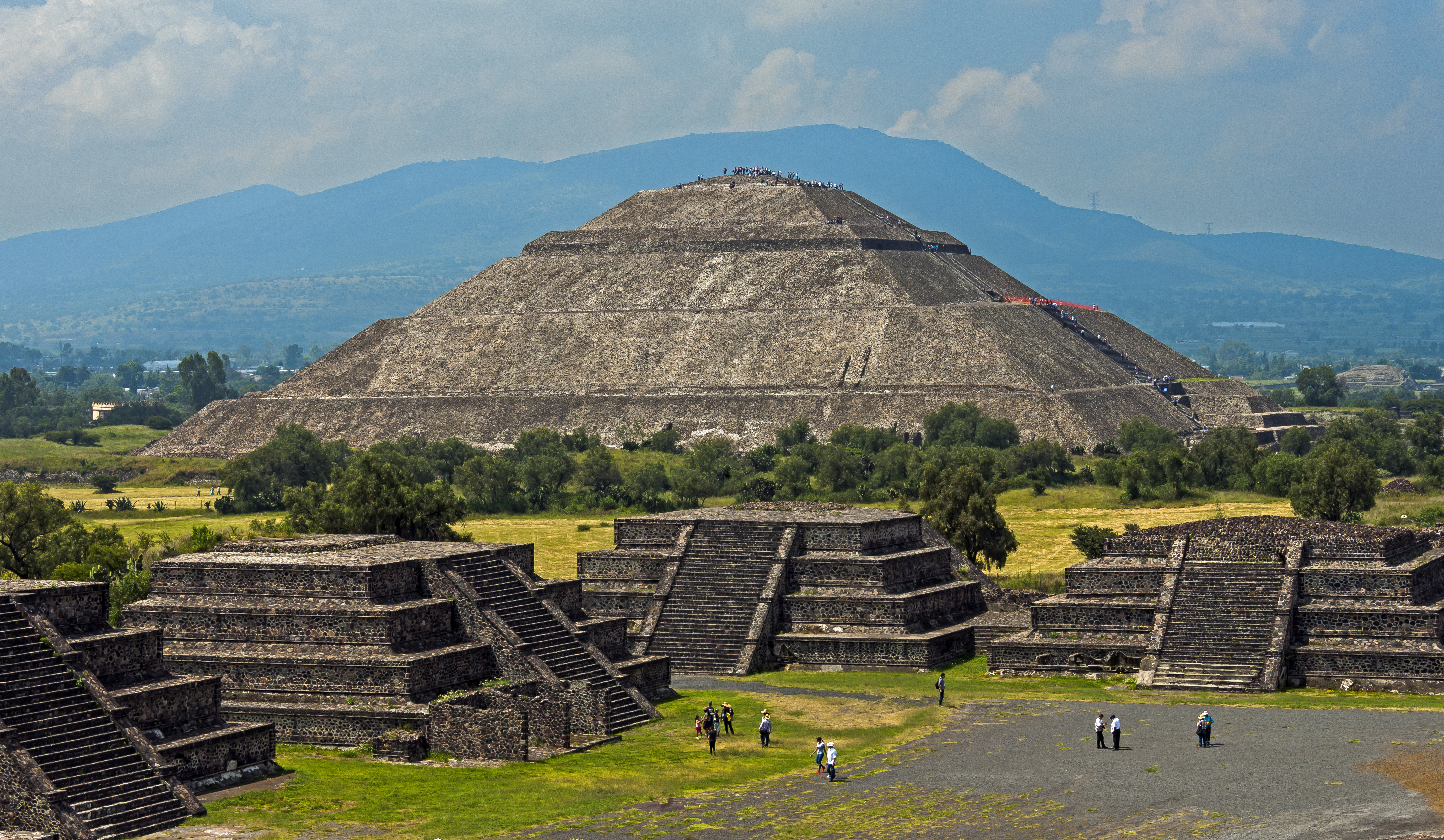
Teotihuacan, al șaselea oraș ca mărime din lume la apogeul său (1 d.Hr. până la 500 d.Hr.)

Cele mai vechi artefacte umane din Mexic sunt fragmente de unelte de piatră găsite lângă urme de foc de tabără în Valea Mexicului și sunt datate în jurul anului 10.000 î.Hr. Mexicul este locul unde a avut loc domesticirea porumbului, roșiei și fasolei.  În perioadele următoare, cultivarea porumbului și trăsăturile culturale, cum ar fi un complex mitologic și religios, au fost răspândite de culturile mexicane în restul zonei culturale mesoamericane. În această perioadă, satele au devenit mai dense în ceea ce privește populația, devenind stratificate social cu o clasă de meșteșugari. Cei mai puternici conducători aveau putere religioasă și politică.

Templul lui Kukulcán (El Castillo) din orașul Maya Chichen Itza

Cea mai veche civilizație complexă din Mexic a fost cultura Olmec, care a fost datată începând cu aproximativ 1500 î.Hr. Trăsăturile culturale ale olmecilor s-au răspândit în Mexic către alte culturi. Perioada formativă a marcat răspândirea tradițiilor religioase și simbolice distincte, precum și a complexelor artistice și arhitecturale. În perioada preclasică ulterioară, civilizațiile Maya și Zapotec au dezvoltat centre complexe la Calakmul și, respectiv, la Monte Albán. În această perioadă au fost dezvoltate primele sisteme de scriere mesoamericane adevărate în culturile Epi-Olmec și Zapotec. Tradiția scrisului mesoamerican a atins apogeul în scriptul hieroglific clasic al Mayasilor. Primele istorii scrise datează din această perioadă. Tradiția scrisului a fost importantă după cucerirea spaniolă din 1521.

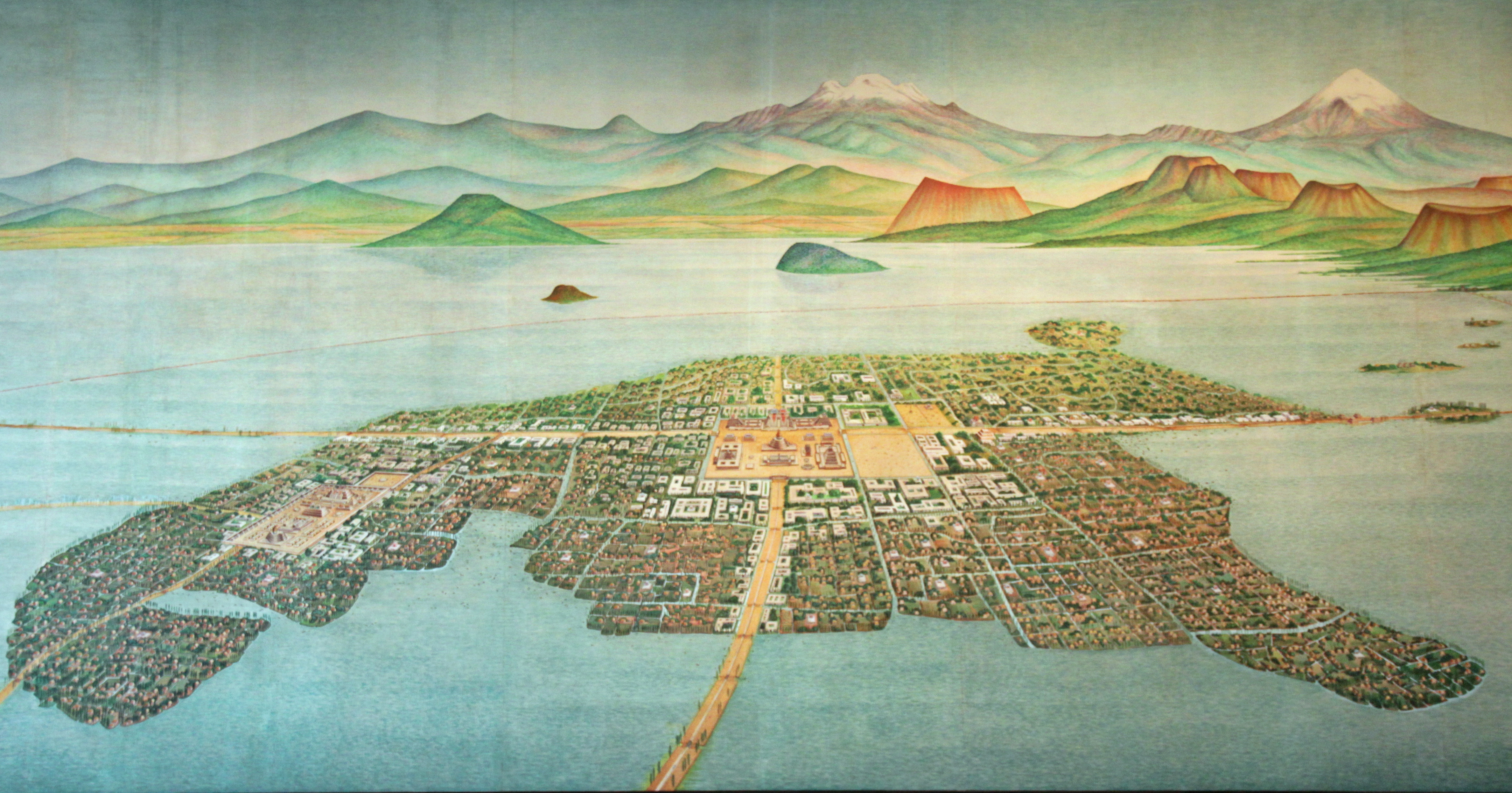
Reprezentare artistică a Mexic-Tenochtitlan, capitala aztecă și cel mai mare oraș din America la acea vreme. Orașul a fost complet distrus în asediul din 1521 al Tenochtitlanului și reconstruit ca Mexico City.

În Mexicul Central, apogeul perioadei clasice a fost marcat de ascensiunea Teotihuacánului, care a format un imperiu militar și comercial. Teotihuacánul, cu o populație de peste 150.000 de oameni, avea unele dintre cele mai mari structuri piramidale din Americile pre-columbiene. După prăbușirea Teotihuacánului în jurul anului 600 d.Hr., a urmat o competiție între mai multe centre politice importante din Mexicul Central, precum Xochicalco și Cholula. În această perioadă, în timpul Epocii Epi-Clasice, popoarele Nahua au început să se mute spre sud în Mesoamerica dinspre nord și au devenit dominant politice și cultural în Mexicul Central, înlocuind vorbitorii de limbi Oto-Manguean.  În timpul erei post-clasice timpurii (aprox. 1000–1519 CE), Mexicul Central a fost dominat de cultura Toltec, Oaxaca de cultura Mixtec, iar zona lowland Maya avea centre importante la Chichén Itzá și Mayapán.

### Cucerirea spaniolă și epoca colonială (1519–1821)

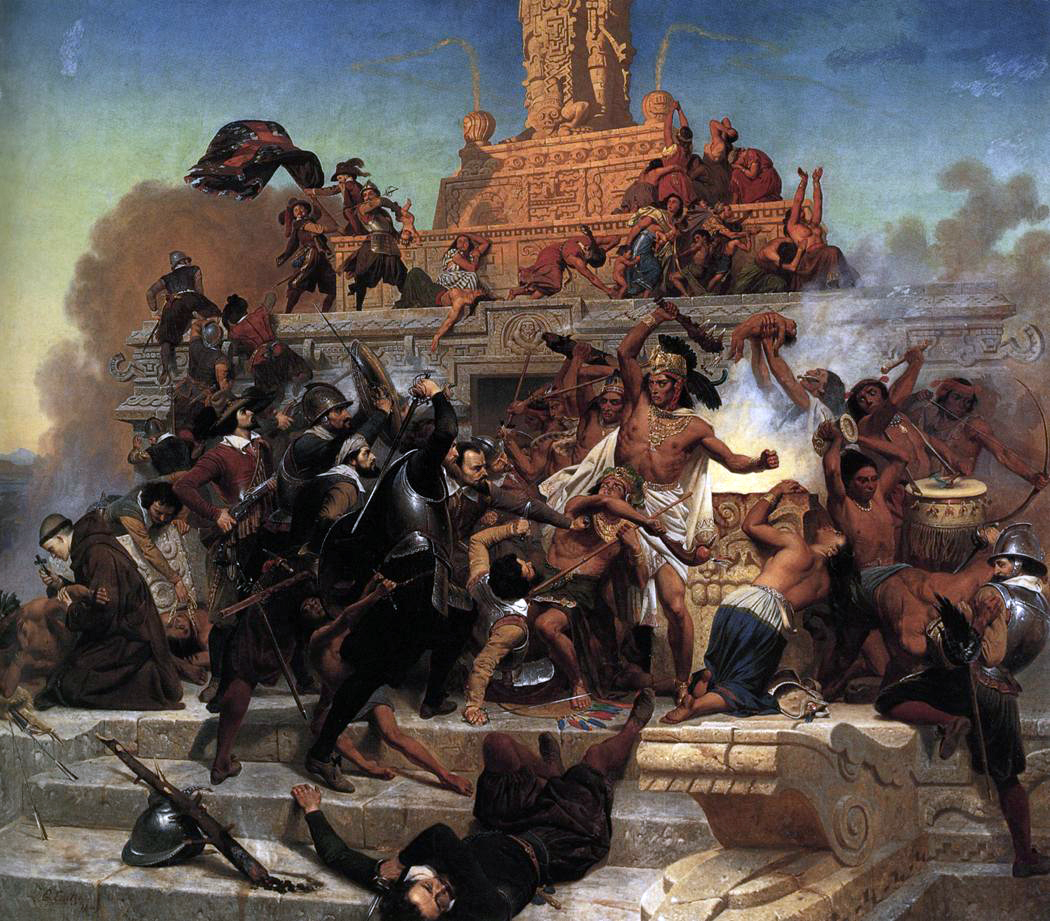
Asaltarea Teocalli de către Cortez și trupele sale (pictată în 1848)

Chiar dacă Imperiul Spaniol stabilise colonii în Caraibe începând cu anul 1493, abia în a doua jumătate a secolului al XVI-lea au început să exploreze coasta estică a Mexicului. Spaniolii au aflat pentru prima dată despre Mexic în timpul expediției lui Juan de Grijalva din 1518. Cucerirea spaniolă a Imperiului Aztec a început în februarie 1519, când Hernán Cortés a fondat orașul spaniol Veracruz. Capturarea Tenochtitlanului în 1521 și înființarea imediată a capitalei spaniole Ciudad de México pe ruinele acestuia a fost începutul unei perioade coloniale de 300 de ani în care Mexicul a fost cunoscut sub numele de Nueva España (Noua Spanie). Doi factori au făcut din Mexic o bijuterie în Imperiul Spaniol: existența unor populații mesoamericane mari, ierarhizate, care ofereau tribut și presta muncă obligatorie, și descoperirea unor depozite vaste de argint în nordul Mexicului.

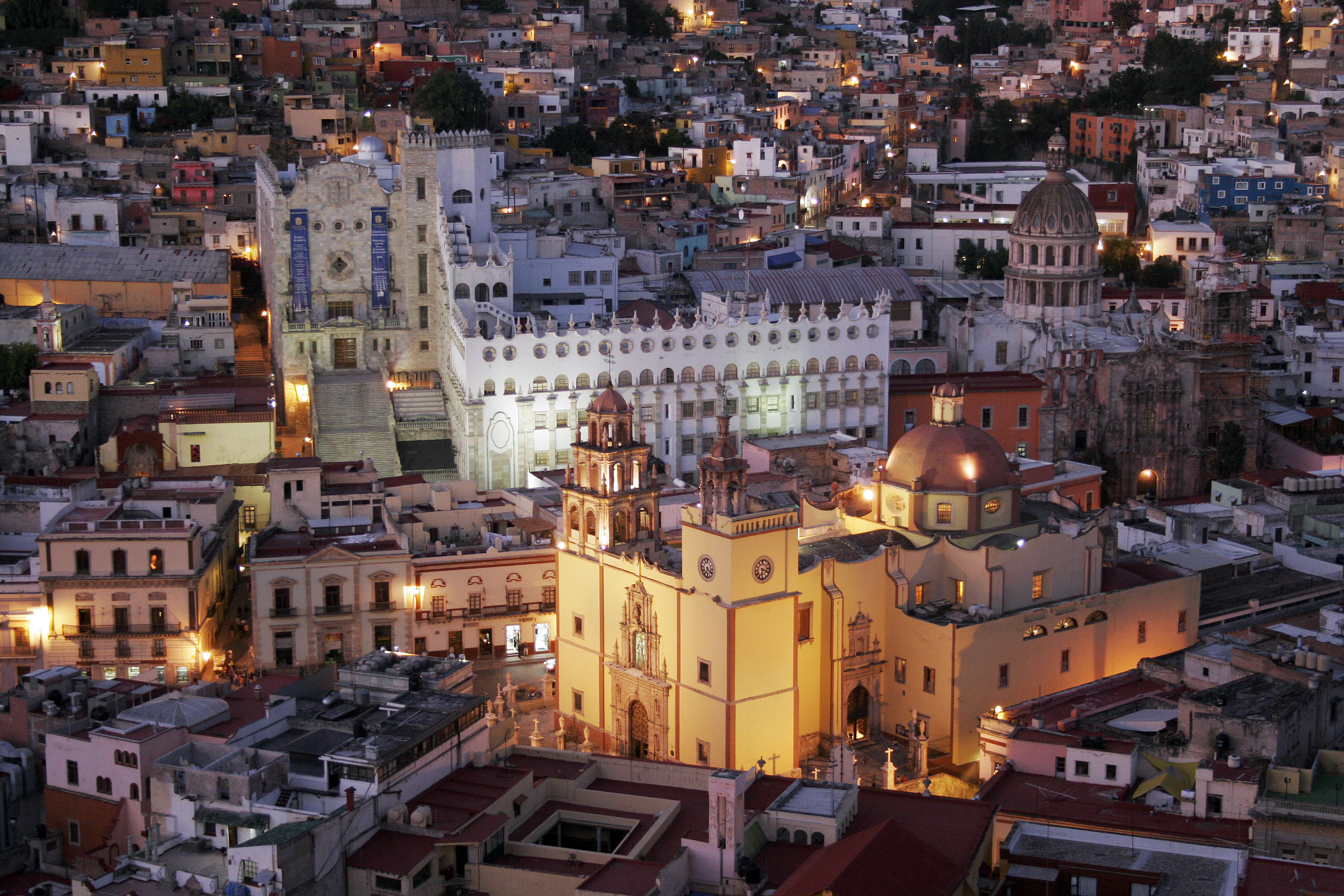
Guanajuato a fost una dintre cele mai bogate și mai opulente regiuni din Noua Spanie

Regatul Noii Spanii a fost creat din resturile imperiului Aztec. Cei doi piloni ai dominației spaniole au fost Statul și Biserica Romano-Catolică, ambele sub autoritatea coroanei spaniole. În 1493, papa a acordat puteri extinse monarhiei spaniole pentru imperiul său de peste mări, cu condiția ca coroana să răspândească creștinismul în noile sale teritorii. În 1524, regele Carol I a creat Consiliul Indiilor, cu sediul în Spania, pentru a supraveghea puterea statală în teritoriile sale de peste mări; în Noua Spanie, coroana a stabilit un înalt tribunal în Ciudad de México, Real Audiencia ('audiență regală' sau 'tribunal regal'), iar apoi în 1535 a creat Viceregatul Noii Spanii. Viceregele era oficialul cel mai înalt al Statului. În sfera religioasă, dioceza Mexicului a fost creată în 1530 și ridicată la rangul de Arhiepiscopie a Mexicului în 1546, cu arhiepiscopul ca șef al ierarhiei eclesiastice. Spaniola castiliană era limba stăpânilor. Credința catolică era singura permisă, iar cei care nu erau catolici și catolicii (cu excepția indienilor) care dețineau opinii neortodoxe erau supuși Inchiziției Mexicane, înființată în 1571.

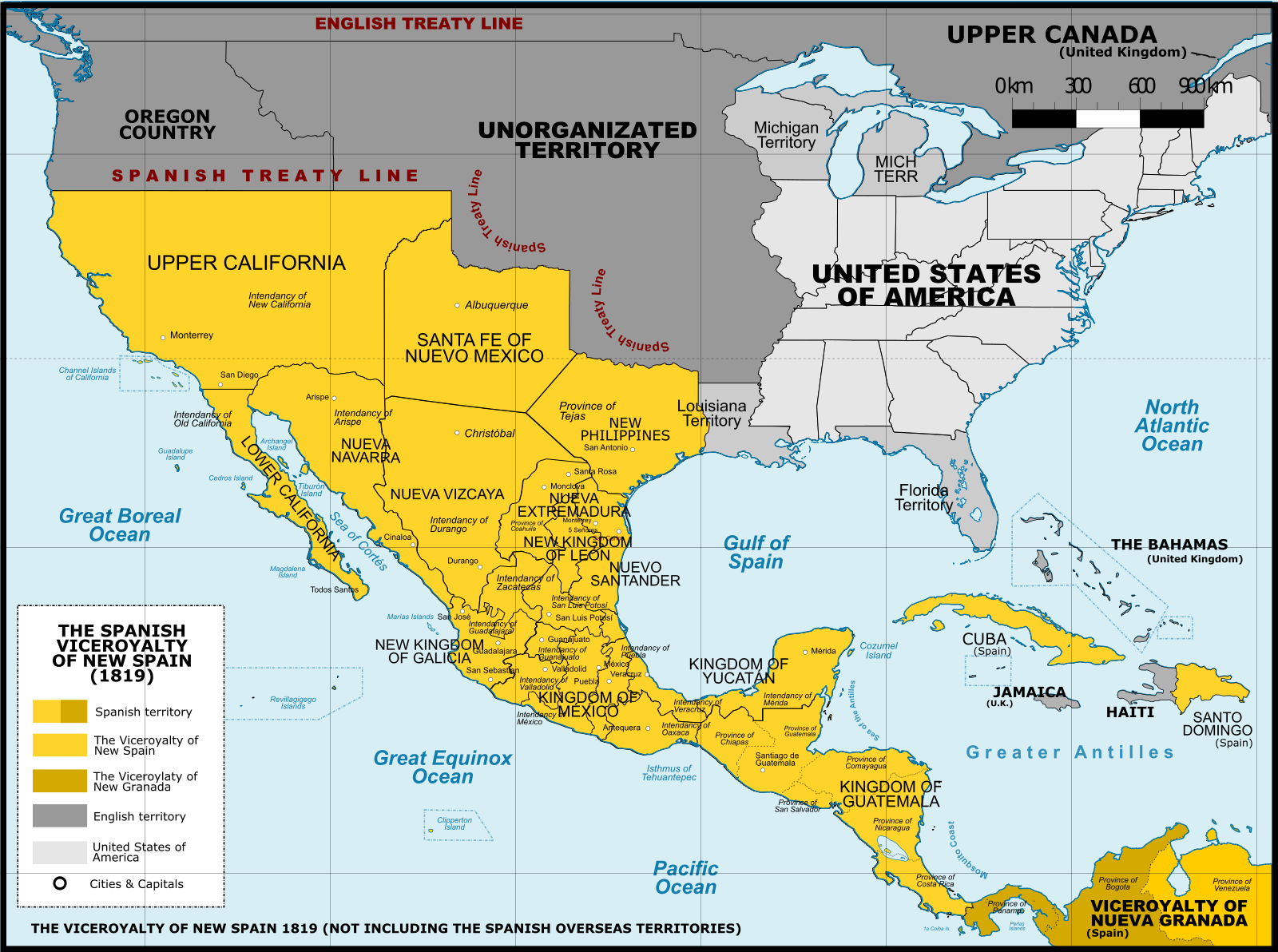
Noua Spanie după Tratatul Adams-Onís din 1819 (fără a include teritoriile insulare din Oceanul Pacific)

Forțele militare spaniole, uneori însoțite de aliați nativi, au condus expediții pentru a cuceri teritorii sau pentru a reprima rebeliuni pe parcursul erei coloniale. Revoltele amerindiene remarcabile din nordul slab populat al Noii Spanii includ Războiul Chichimec (1576–1606), Revolta Tepehuán (1616–1620), și Revolta Pueblo (1680), revolta Tzeltal din 1712 fiind o revoltă regională a mayașilor. Cele mai multe rebeliuni au fost de scară mică și locale, nereprezentând o amenințare majoră pentru elitele conducătoare. Pentru a proteja Mexicul de atacurile piraților englezi, francezi și olandezi și pentru a proteja monopolul de venit al Coroanei, doar două porturi erau deschise comerțului extern—Veracruzul pe Atlantic (conectat cu Spania) și Acapulco pe Pacific (conectat cu Filipinele). Printre cele mai cunoscute atacuri ale piraților se numără Jefuirea Campechei din 1663 și Atacul de la Veracruz din 1683. Mai multă preocupare pentru coroană era invazia străină, mai ales după ce Marea Britanie a capturat în 1762 porturile spaniole din Havana și Manila în Războiul de Șapte Ani. S-a creat o armată permanentă, s-au întărit fortificațiile de coastă și s-au extins presidiile și misiunile nordice în Alta California.

### Epoca independenței (1808–1855)

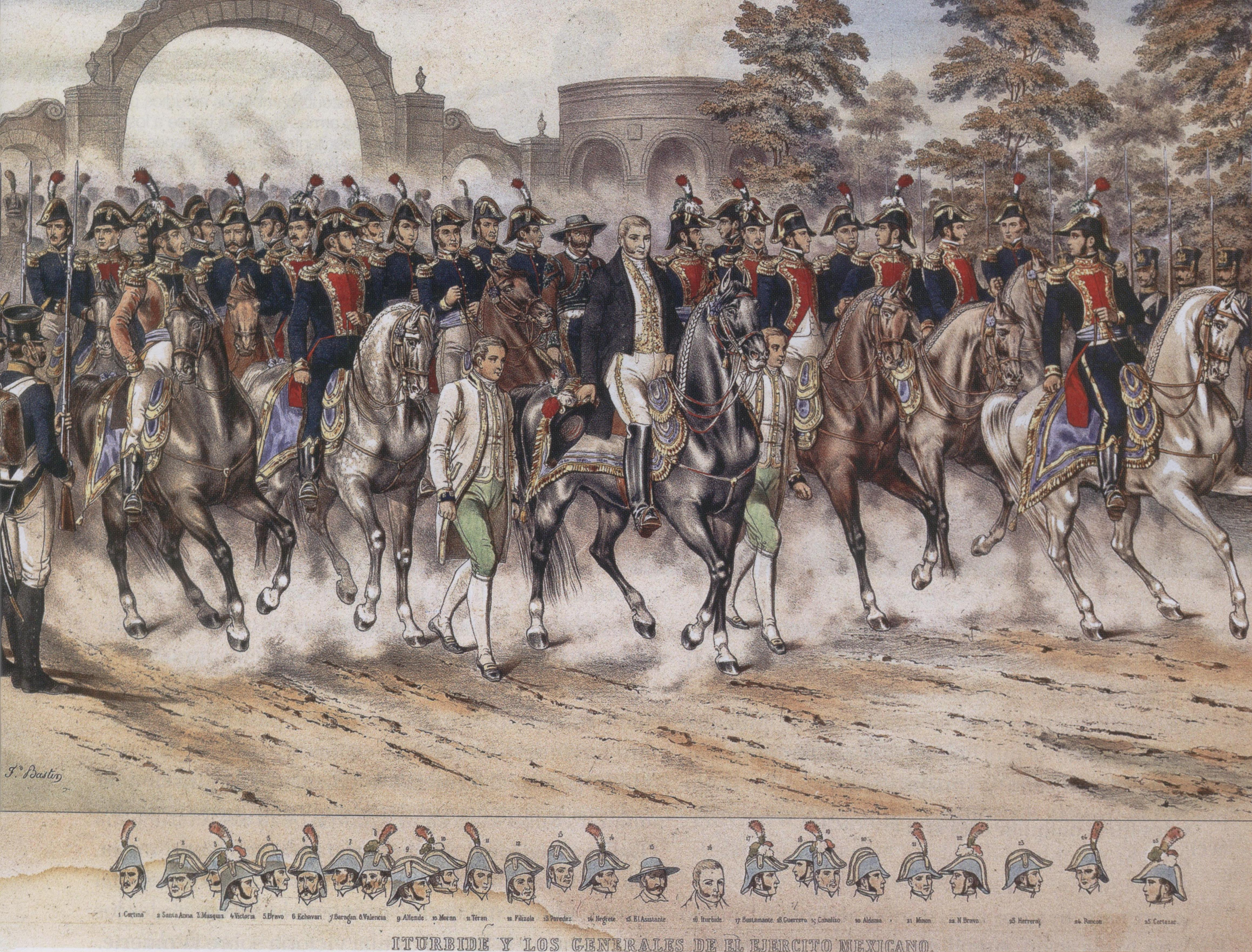
Intrarea Armatei celor Trei Garanții în Mexico City la 27 septembrie 1821

Tulburările din Imperiul Spaniol care au dus la independența majorității teritoriilor sale din Lumea Nouă au fost cauzate de invazia lui Napoleon Bonaparte în Spania în 1808. În Mexic, elitele argumentau că suveranitatea revine acum "poporului" și că consiliile orașenești (cabildos) erau cele mai reprezentative organe. La 16 septembrie 1810, preotul secular Miguel Hidalgo y Costilla a declarat împotriva "guvernului rău" în micul oraș Dolores, Guanajuato. Acest eveniment, cunoscut sub numele de Strigătul de la Dolores (Grito de Dolores), este comemorat în fiecare an, la 16 septembrie, ca ziua independenței Mexicului. Hidalgo și câțiva dintre soldații săi au fost în cele din urmă capturați.
Primii 35 de ani după independența Mexicului au fost marcați de instabilitate politică și transformarea statului mexican dintr-o monarhie trecătoare într-o republică federată fragilă. Au avut loc lovituri de stat militare, invazii străine, conflict ideologic între Conservatori și Liberali și stagnare economică. Catolicismul a rămas singura credință religioasă permisă, iar Biserica Catolică, ca instituție, și-a menținut privilegiile speciale, prestigiul și proprietatea, fiind un bastion al Conservatorismului. Armata, o altă instituție dominată de Conservatori, și-a menținut, de asemenea, privilegiile. Fostul General al Armatei Regale, Agustín de Iturbide, a devenit regent, în timp ce Mexicul proaspăt independent căuta un monarh constituțional din Europa. Când niciun membru al unei case regale europene nu a dorit poziția, Iturbide însuși a fost declarat Împăratul Agustín I. Statele Unite a fost prima țară care a recunoscut independența Mexicului, trimitând un ambasador la curte și transmitând un mesaj către Europa prin Doctrina Monroe să nu intervină în Mexic. Domnia împăratului a fost scurtă (1822–1823) și a fost răsturnat de ofițeri de armată în Planul de la Casa Mata.

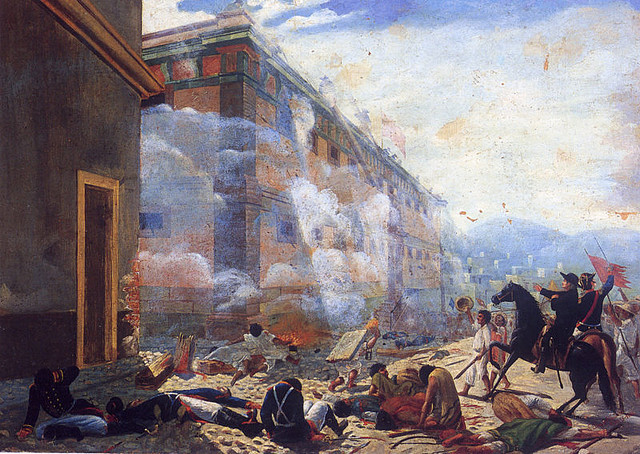
Capturarea Alhóndiga de Granaditas în Guanajuato de către armata lui Hidalgo la 28 septembrie 1810, de către José Díaz del Castillo.

După abdicarea forțată a monarhului, America Centrală și Chiapas au părăsit uniunea pentru a forma Republica Federală a Americii Centrale. În 1824, a fost promulgată o constituție a unei republici federale și a fost înființată Prima Republică Mexicană. Fostul general insurgent Guadalupe Victoria a devenit primul președinte al republicii — primul dintr-o serie de mulți generali de armată care au deținut președinția.
În anul 1829, fostul general insurgent liberal Vicente Guerrero, semnatar al Planului Iguala care a dus la independență, a devenit președinte prin alegeri contestate. Pe durata scurtului său mandat în funcție, din aprilie până în decembrie 1829, el a abolit sclavia. Ca un om de origine modestă, de rasă mixtă, Guerrero era privit de elitele politice albe ca un străin. Vicepreședintele său conservator, fostul general royalist Anastasio Bustamante, a condus o lovitură de stat împotriva lui, iar Guerrero a fost asasinat în mod judicial. A existat o luptă constantă între liberali (cunoscuți și sub numele de federaliști), care erau susținători ai unei forme federale de guvernare descentralizată, și rivalii lor politici, conservatorii (cunoscuți și sub numele de centraliști), care propuneau o formă de guvernare ierarhică.
Capacitatea Mexicului de a-și menține independența și de a stabili un guvern viabil era pusă sub semnul întrebării. Spania a încercat să-și recucerească fosta colonie în anii 1820, dar în cele din urmă i-a recunoscut independența. Franța a încercat să-și recupereze pierderile pe care le pretindea pentru cetățenii săi în timpul tulburărilor din Mexic și a blocat coasta Golfului Mexic în timpul așa-numitului Război al Pastelui din 1838–1839. Generalul Antonio López de Santa Anna a devenit un erou național datorită rolului său în ambele conflicte,
Mexicul s-a confruntat și cu grupuri indigene care controlau teritorii pe care Mexicul le revendica în nord. De exemplu, Comanche controlau un teritoriu vast în centrul și nordul Texasului, slab populat. Guvernul mexican a încurajat imigrația anglo-americană în Texasul de azi, o regiune care se învecina cu Statele Unite. Conform legii, Mexicul era o țară catolică; anglo-americanii erau în principal vorbitori de engleză protestanți din sudul Statelor Unite. Unii și-au adus sclavii negri, ceea ce, după 1829, contravenea legii mexicane. În 1835, Santa Anna a căutat să centralizeze guvernarea în Mexic, suspendând constituția din 1824 și promulgând Cele Șapte Legi, care îi conferiau puterea. Drept urmare, războiul civil s-a răspândit în întreaga țară. Trei noi guverne și-au declarat independența: Republica Texas, Republica Río Grande și Republica Yucatán. Cea mai mare lovitură pentru Mexic a fost invazia americană din 1846 în Războiul Mexicano-American. Mexicul a pierdut o mare parte din teritoriul său nordic slab populat, lucru confirmat prin Tratatul de la Guadalupe Hidalgo din 1848. În ciuda acestei pierderi dezastruoase, Santa Anna a revenit la președinție înainte de a fi răsturnat și exilat în Revoluția Liberală de la Ayutla.

### Epoca Liberală (1855–1911)

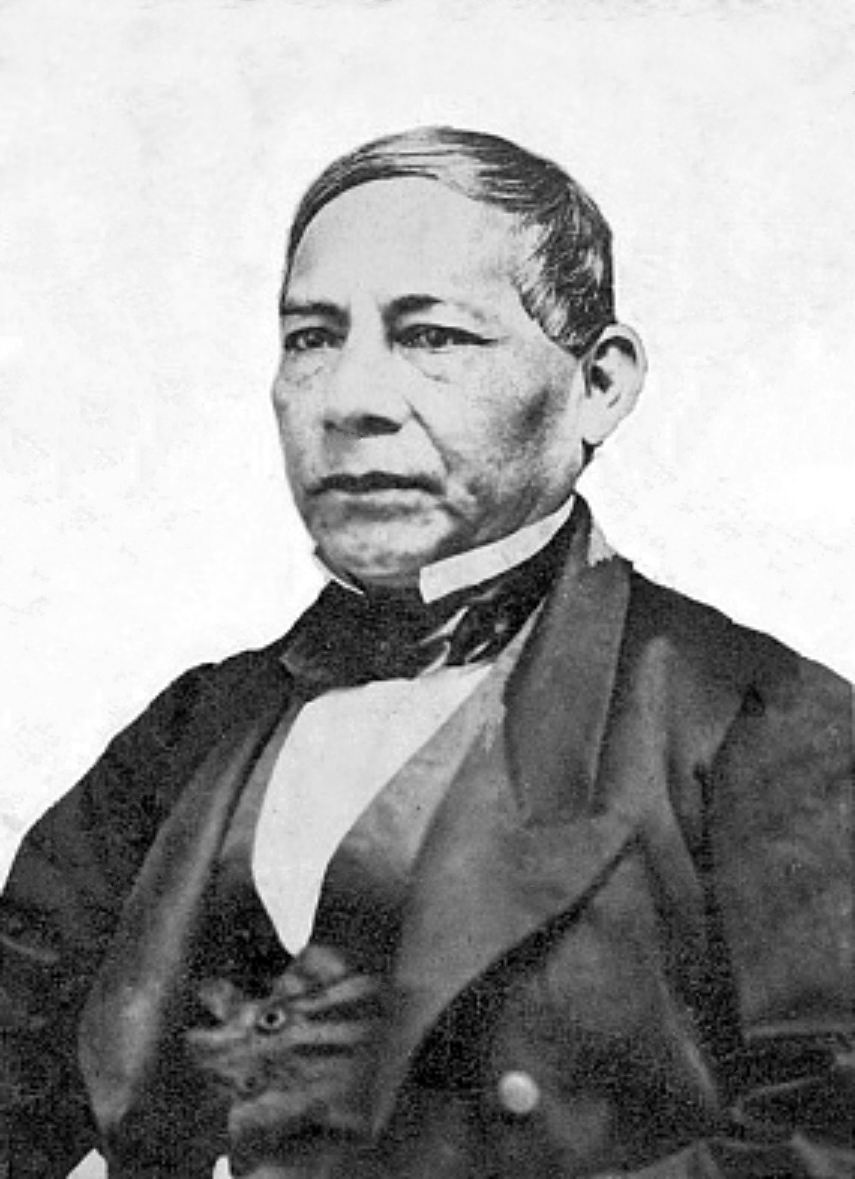
Portretul președintelui liberal Benito Juárez.

Răsturnarea lui Santa Anna și instaurarea unui guvern civil de către liberali le-au permis acestora să adopte legi pe care le considerau vitale pentru dezvoltarea economică a Mexicului. Reforma Liberală a încercat să modernizeze economia și instituțiile Mexicului pe principii liberale. Ei au promulgat o nouă Constituție în 1857, separând Biserica de Stat, eliminând privilegiile speciale ale Bisericii și armatei, impunând vânzarea proprietăților deținute de Biserică și vânzarea terenurilor comunităților indigene și secularizând educația. Conservatorii s-au revoltat, declanșând un război civil între guvernele liberale și conservatoare rivale (1858-1861).
Liberalii au învins armata conservatoare pe câmpul de luptă, dar conservatorii au căutat o altă soluție pentru a obține puterea prin intervenția străină a francezilor. Conservatorii mexicani i-au cerut împăratului Napoleon al III-lea să plaseze un monarh european ca șef de stat în Mexic. Armata franceză a învins armata mexicană și l-a instalat pe Maximilian de Habsburg pe tronul nou înființat al Mexicului, susținut de conservatorii mexicani și sprijinit de armata franceză. Republica liberală condusă de Benito Juárez era practic un guvern în exil intern, dar odată cu sfârșitul războiului civil în SUA în aprilie 1865, acel guvern a început să sprijine Republica Mexicană. Doi ani mai târziu, armata franceză și-a retras sprijinul, dar Maximilian a rămas în Mexic. Forțele republicane l-au capturat și a fost executat.
Conservatorii nu au fost doar învinși militar, ci și discreditați politic pentru colaborarea lor cu invadatorii francezi. Liberalismul a devenit sinonim cu patriotismul. Armata mexicană, care avea rădăcinile în armata regală colonială și apoi în armata primei republici, a fost distrusă. Noi lideri militari au apărut din Războiul de Reformă și conflictul cu francezii, cel mai notabil fiind Porfirio Díaz, un erou al bătăliei de la Cinco de Mayo, care acum căuta puterea civilă. Juárez a câștigat realegerea în 1867, dar a fost contestat de Díaz. Díaz a declanșat apoi o rebeliune, fiind înfrânt de Juárez. După ce a câștigat realegerea, Juárez a murit în funcție în iulie 1872, iar liberalul Sebastián Lerdo de Tejada a devenit președinte, declarând o "religie de stat" pentru statul de drept. Când Lerdo a candidat pentru realegere, Díaz s-a revoltat împotriva președintelui civil, emițând Planul de la Tuxtepec. Díaz a avut mai mult sprijin și a purtat un război de gherilă împotriva lui Lerdo. La un pas de victoria lui Díaz pe câmpul de luptă, Lerdo a fugit din funcție în exil.
După problemele din Mexic din perioada 1810-1876, domnia de 35 de ani a generalului liberal Porfirio Díaz (r.1876–1911) a permis Mexicului să se modernizeze rapid într-o perioadă caracterizată ca fiind una de "ordine și progres". Perioada Porfiriato a fost caracterizată de stabilitate și creștere economică, investiții și influențe străine semnificative, extinderea rețelei de căi ferate și telecomunicații, precum și investiții în arte și științe.
Díaz a guvernat cu un grup de consilieri care au devenit cunoscuți sub numele de científicos ('oamenii de știință'). Cel mai influent científico a fost Secretarul de Finanțe José Yves Limantour. Regimul porfirian a fost influențat de pozitivism. Ei au respins teologia și idealismul în favoarea aplicării metodelor științifice pentru dezvoltarea națională. Un aspect integral al proiectului liberal a fost educația laică. Guvernul Díaz a dus un conflict prelungit împotriva Yaqui, care a culminat cu relocarea forțată a mii de Yaqui în Yucatán și Oaxaca. Pe măsură ce se apropia centenarul independenței, Díaz a dat un interviu în care a spus că nu va candida la alegerile din 1910, când ar fi avut 80 de ani. Opoziția politică fusese suprimată și existau puține căi pentru o nouă generație de lideri. Dar anunțul său a declanșat o frenezie de activitate politică, inclusiv candidatura improbabilă a unui urmaș al unei familii bogate de proprietari de pământ, Francisco I. Madero. Madero a câștigat un sprijin politic surprinzător când Díaz s-a răzgândit și a candidat în alegeri, închizându-l pe Madero.

### Revoluția Mexicană (1910–1920)

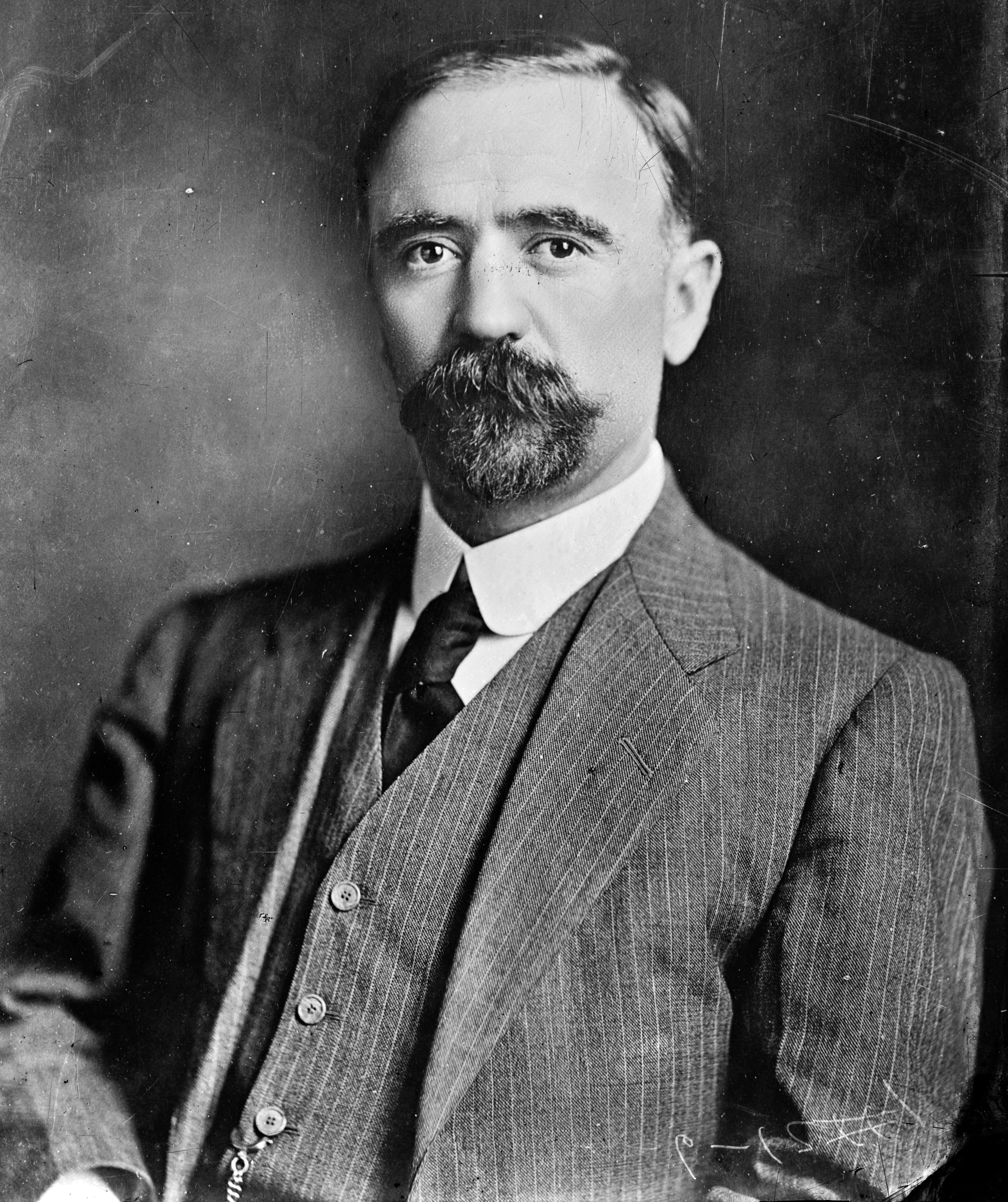
Francisco I. Madero, care l-a contestat pe Díaz în alegerile frauduloase din 1910 și a fost ales președinte când Díaz a fost forțat să demisioneze în mai 1911.

Revoluția mexicană a fost un conflict de un deceniu. A început cu revolte împotriva președintelui Díaz după alegerile frauduloase din 1910, demisia acestuia în mai 1911, demobilizarea forțelor rebele și o președinție interimară a unui membru al vechii gărzi, și alegerea democratică a unui proprietar bogat de terenuri, Francisco I. Madero, în toamna anului 1911. În februarie 1913, o lovitură de stat militară a răsturnat guvernul lui Madero, cu sprijinul Statelor Unite, rezultând în asasinarea lui Madero de către agenții generalului armatei federale Victoriano Huerta. O coaliție de forțe anti-Huerta din nord, armata constituțională condusă de guvernatorul din Coahuila, Venustiano Carranza, și o armată țărănească din sud sub conducerea lui Emiliano Zapata au învins armata federală.
În 1914, acea armată a fost dizolvată ca instituție, rămânând doar forțele revoluționare. După victoria revoluționarilor împotriva lui Huerta, aceștia au încercat să negocieze o soluție politică pașnică, dar coaliția s-a destrămat, aruncând din nou Mexicul într-un război civil. Generalul constituționalist Pancho Villa, comandantul Diviziei Nordului, s-a separat de Carranza și s-a aliat cu Zapata. Cel mai bun general al lui Carranza, Alvaro Obregón, l-a învins pe Villa, fostul său camarad de arme, în bătălia de la Celaya din 1915, iar forțele nordice ale lui Villa s-au risipit. Forțele lui Zapata din sud au revenit la războiul de gherilă.

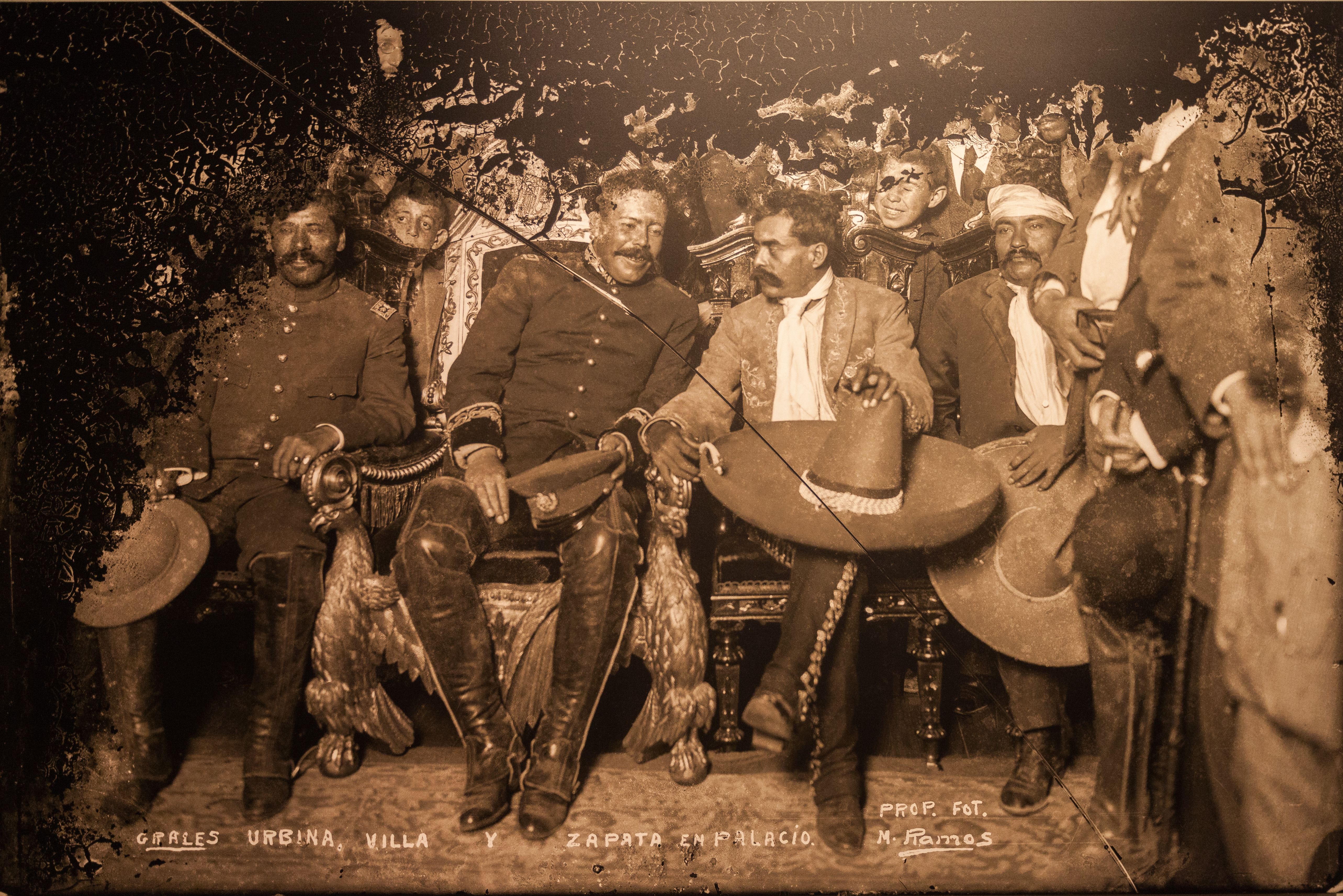
Tomás Urbina, Pancho Villa și Emiliano Zapata în Palatul Național în timpul Revoluției Mexicane, 1914.

În 1916, învingătorii s-au întâlnit la o convenție constituțională pentru a redacta Constituția din 1917, care a fost ratificată în februarie 1917. Constituția a dat guvernului puterea de a expropria resurse, inclusiv pământ, a acordat drepturi muncitorilor și a întărit prevederile anticlericale ale Constituției din 1857. Cu amendamente, aceasta rămâne documentul de bază al Mexicului. Se estimează că războiul a ucis 900.000 din populația de 15 milioane din 1910. Deși deseori văzută ca un conflict intern, revoluția a avut elemente internaționale semnificative. În timpul Revoluției, administrația republicană a SUA condusă de Taft a susținut lovitura de stat a lui Huerta împotriva lui Madero, dar când democratul Woodrow Wilson a fost inaugurat ca președinte în martie 1913, Wilson a refuzat să recunoască regimul lui Huerta și a permis vânzările de arme către constituționaliști. Wilson a ordonat trupelor militare să ocupe portul strategic Veracruz în 1914.
După ce Pancho Villa a fost învins de forțele revoluționare în 1915, el a condus un raid de incursiune în Columbus, New Mexico, determinând SUA să trimită 10.000 de soldați conduși de generalul John J. Pershing într-o încercare nereușită de a-l captura pe Villa. Carranza s-a opus prezenței trupelor americane în nordul Mexicului. Forțele expediționare s-au retras când SUA a intrat în Primul Război Mondial. Germania a încercat să determine Mexicul să se alieze cu ea, trimițând un telegramă codificată în 1917 pentru a incita războiul între SUA și Mexic, cu scopul ca Mexicul să recupereze teritoriul pierdut în Războiul Mexicano-American. Mexicul a rămas neutru în conflict.
Consolidându-și puterea, președintele Carranza l-a asasinat pe liderul țărănimii Emiliano Zapata în 1919. Carranza a câștigat sprijinul țăranilor în timpul Revoluției, dar odată ajuns la putere a făcut puține lucruri pentru a institui reforma agrară, care motivase mulți oameni să lupte în Revoluție. De fapt, Carranza a returnat unele terenuri confiscate proprietarilor lor inițiali. Cel mai bun general al președintelui Carranza, Obregón, a servit pentru scurt timp în administrația sa, dar s-a întors în statul său natal Sonora pentru a se poziționa pentru a candida la alegerile prezidențiale din 1920. Deoarece Carranza nu putea candida pentru realegere, a ales un civil, un politician și revoluționar neimportant să îl urmeze la președinție, intenționând să rămână puterea din spatele președinției. Obregón și alți doi generali revoluționari din Sonora au elaborat Planul de la Agua Prieta, răsturnându-l pe Carranza, care a murit fugind din Mexico City în 1920. Generalul Adolfo de la Huerta a devenit președinte interimar, urmat de alegerea generalului Álvaro Obregón.

### Consolidarea politică și guvernarea unui singur partid (1920–2000)

Logo al Partidului Revoluționar Instituțional, care a fost fondat în 1929 și a deținut puterea neîntreruptă în țară timp de 71 de ani, din 1929 până în 2000.

Primul sfert de secol al perioadei post-revoluționare (1920–1946) a fost caracterizat de generali revoluționari care au servit ca președinți ai Mexicului, inclusiv Álvaro Obregón (1920–24), Plutarco Elías Calles (1924–28), Lázaro Cárdenas (1934–40) și Manuel Ávila Camacho (1940–46). Proiectul post-revoluționar al guvernului mexican a urmărit să aducă ordine în țară, să pună capăt intervenției militare în politică și să creeze organizații pentru grupurile de interese. Muncitorii, țăranii, angajații urbani de birou și chiar armata pentru o scurtă perioadă au fost încorporați ca sectoare ale partidului unic care a dominat politica mexicană de la fondarea sa în 1929. Obregón a inițiat reforma agrară și a consolidat puterea muncii organizate. A obținut recunoașterea din partea Statelor Unite și a făcut pași pentru a rezolva revendicările companiilor și persoanelor care și-au pierdut proprietățile în timpul Revoluției. L-a impus pe fostul său coleg revoluționar sonoran, Calles, ca succesor al său, provocând o revoltă militară nereușită. Ca președinte, Calles a provocat un conflict major cu Biserica Catolică și cu armatele de gherilă catolice când a aplicat strict articolele anticlericale ale Constituției din 1917. Conflictul dintre Biserică și Stat a fost mediat și încheiat cu ajutorul ambasadorului SUA în Mexic și s-a încheiat cu un acord între părțile în conflict. Deși constituția interzicea realegerea președintelui, Obregón dorea să candideze din nou și constituția a fost amendată pentru a permite realegerea neconsecutivă. Obregón a câștigat alegerile din 1928, dar a fost asasinat de un fanatic catolic, provocând o criză politică de succesiune. Calles nu putea deveni din nou președinte, deoarece tocmai își încheiase mandatul. El a căutat să stabilească o structură pentru a gestiona succesiunea prezidențială, fondând partidul care avea să domine Mexicul până la sfârșitul secolului XX.

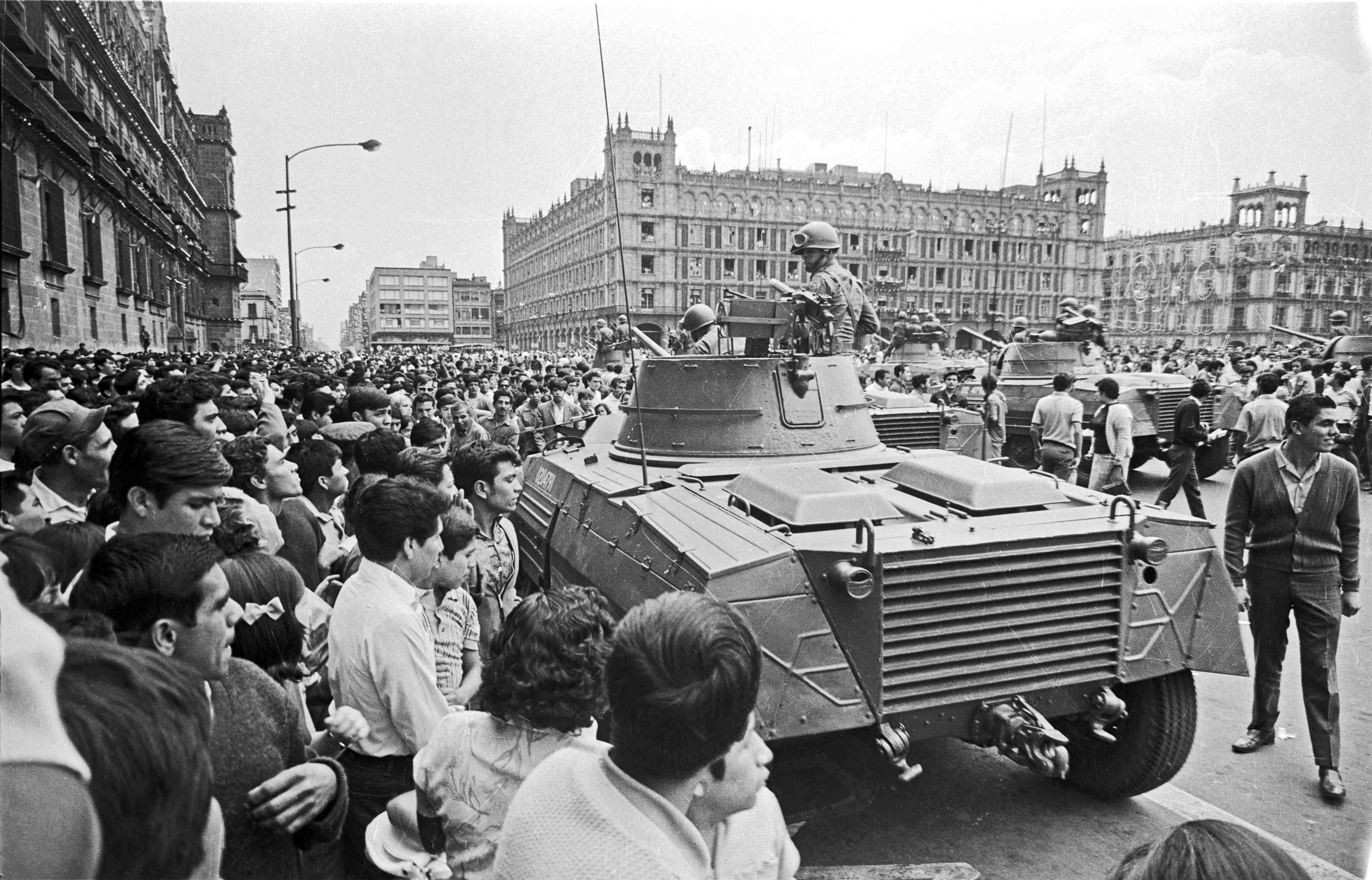
Mașini blindate în Zócalo în timpul protestelor din 1968.

Deși nu a deținut președinția, Calles a rămas o figura politică cheie în perioada cunoscută sub numele de Maximato (1929–1934). Maximato s-a încheiat în timpul președinției lui Lázaro Cárdenas, care l-a expulzat pe Calles din țară și a implementat numeroase reforme economice și sociale. Acestea au inclus exproprierea petrolului mexican în martie 1938, care a naționalizat compania petrolieră americano-anglo-olandeză cunoscută sub numele de Mexican Eagle Petroleum Company. Această mișcare a dus la crearea companiei petroliere de stat mexicane Pemex. Aceasta a provocat o criză diplomatică cu țările ale căror cetățeni și-au pierdut afacerile din cauza măsurii radicale a lui Cárdenas, dar de atunci compania a jucat un rol important în dezvoltarea economică a Mexicului. Succesorul lui Cárdenas, Manuel Ávila Camacho (1940–1946) a fost mai moderat, iar relațiile dintre SUA și Mexic s-au îmbunătățit considerabil în timpul celui de-al Doilea Război Mondial, când Mexicul a fost un aliat semnificativ, oferind forță de muncă și materiale pentru a sprijini efortul de război. Începând cu 1946, odată cu alegerea lui Miguel Alemán, primul președinte civil din perioada post-revoluționară, Mexicul a demarat un program agresiv de dezvoltare economică, cunoscut sub numele de miracolul mexican, caracterizat prin industrializare, urbanizare și creșterea inegalității în Mexic între zonele urbane și rurale. Revoluția Verde, o mișcare tehnologică care a dus la o creștere semnificativă a producției agricole la nivel mondial, a început în Valea Yaqui din Sonora la mijlocul secolului XX.

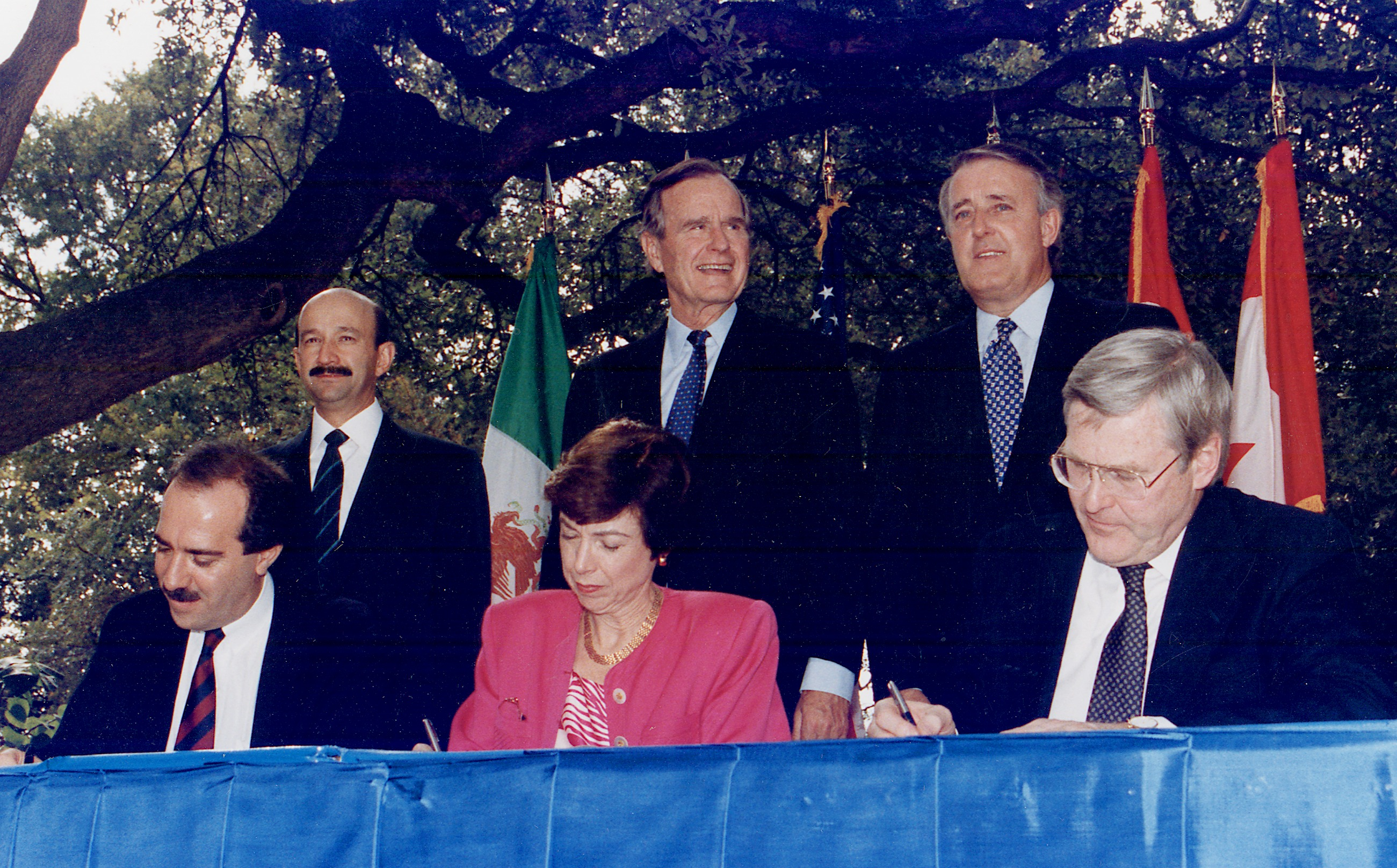
Ceremonia de semnare a NAFTA, octombrie 1992.

Cu o creștere economică robustă, Mexicul a căutat să o prezinte lumii găzduind Jocurile Olimpice de vară din 1968. Guvernul a investit resurse uriașe în construirea de noi facilități, provocând neliniște politică în rândul studenților universitari. Demonstrațiile în centrul orașului Mexico City au continuat săptămâni întregi înainte de deschiderea planificată a jocurilor, cu guvernul lui Gustavo Díaz Ordaz reprimând dur protestele. Culminarea a fost masacrul de la Tlatelolco, în care au fost uciși aproximativ 300 de protestatari conform estimărilor conservatoare și poate chiar până la 800. Deși economia a continuat să prospere pentru unii, inegalitatea socială a rămas un factor de nemulțumire. Guvernarea PRI a devenit din ce în ce mai autoritară și uneori opresivă, în ceea ce este acum cunoscut sub numele de Războiul Murdar Mexican.
Luis Echeverría a fost ales președinte în anul 1970. Guvernul său a trebuit să facă față neîncrederii mexicanilor și problemelor economice în creștere. El a instituit reforme electorale.
În anii 1980, au apărut primele fisuri în dominația politică completă a PRI. În Baja California, candidatul PAN a fost ales guvernator. Când De la Madrid l-a ales pe Carlos Salinas de Gortari drept candidat pentru PRI și, prin urmare, viitor președinte, Cuauhtémoc Cárdenas, fiul fostului președinte Lázaro Cárdenas, a rupt legăturile cu PRI și l-a provocat pe Salinas în alegerile din 1988. În 1988 a avut loc o fraudă electorală masivă, rezultatele arătând că Salinas a câștigat alegerile cu cel mai mic procentaj înregistrat vreodată. Au avut loc proteste masive în Mexico City împotriva alegerilor furate. Salinas a depus jurământul de președinte pe 1 decembrie 1988. În 1990, PRI a fost descris în mod faimos de Mario Vargas Llosa ca „dictatura perfectă”, dar până atunci au existat provocări majore la hegemonia PRI.
Salinas a demarat un program de reforme neoliberale care au fixat rata de schimb a peso-ului, au controlat inflația, au deschis Mexicul pentru investiții străine și au început discuții cu SUA și Canada pentru a se alătura acordului lor de liber schimb. Pentru a face acest lucru, Constituția din 1917 a fost modificată în mai multe moduri importante. Articolul 27, care permitea guvernului să exproprieze resurse naturale și să distribuie terenuri, a fost modificat pentru a pune capăt reformei agrare și pentru a garanta drepturile de proprietate ale proprietarilor privați. Articolele anticlericale care reduceau la tăcere instituțiile religioase, în special Biserica Catolică, au fost modificate, iar Mexicul a restabilit relațiile diplomatice cu Sfântul Scaun. Semnarea Acordului de Liber Schimb Nord-American (NAFTA) a eliminat autonomia Mexicului asupra politicii comerciale. Acordul a intrat în vigoare la 1 ianuarie 1994; în aceeași zi, Armata Zapatistă de Eliberare Națională (EZLN) din Chiapas a început o rebeliune armată țărănească împotriva guvernului federal, capturând câteva orașe și aducând atenția mondială asupra situației din Mexic. Conflictul armat a fost de scurtă durată și a continuat ca o mișcare de opoziție non-violentă împotriva neoliberalismului și globalizării. În 1994, după asasinarea candidatului prezidențial al PRI, Luis Donaldo Colosio, Salinas a fost succedat de candidatul PRI victorios Ernesto Zedillo. Salinas a lăsat guvernul lui Zedillo să se ocupe de criza peso-ului mexican, care a necesitat un ajutor de 50 de miliarde de dolari din partea FMI. Reformele macroeconomice majore au fost inițiate de Zedillo, iar economia și-a revenit rapid, creșterea atingând aproape 7% până la sfârșitul anului 1999.

### Mexicul contemporan

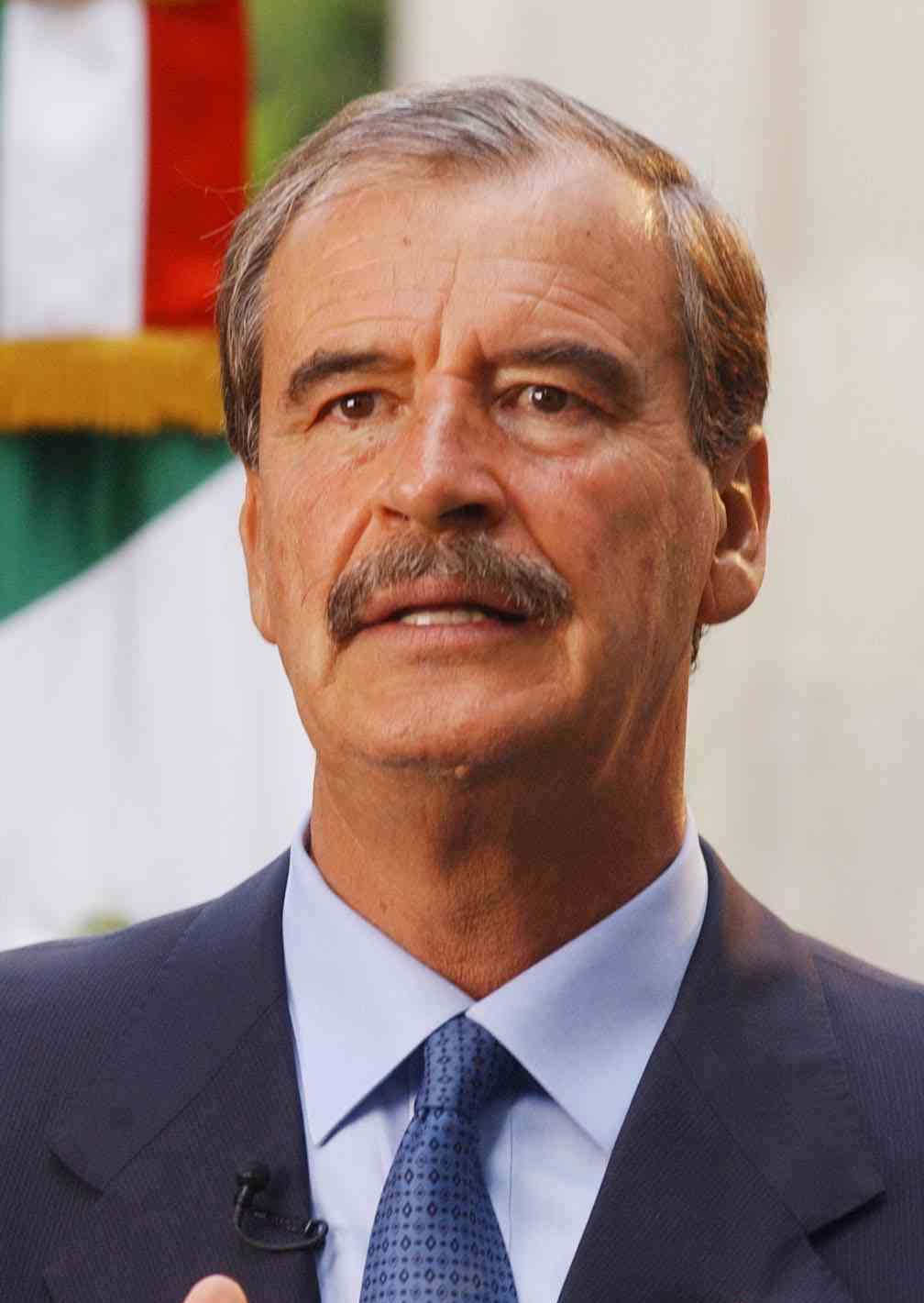
Vicente Fox a câștigat alegerile generale din 2000 și a devenit primul președinte care nu face parte din PRI.

În 2000, după 71 de ani, PRI a pierdut alegerile prezidențiale în fața lui Vicente Fox din opoziția conservatoare, Partidul Acțiunii Naționale (PAN). La alegerile prezidențiale din 2006, Felipe Calderón de la PAN a fost declarat câștigător, cu o marjă foarte restrânsă (0,58%) față de politicianul de stânga Andrés Manuel López Obrador din Partidul Revoluției Democratice (PRD). López Obrador a contestat însă alegerile și a promis să creeze un "guvern alternativ".
După doisprezece ani, în 2012, PRI a câștigat din nou președinția odată cu alegerea lui Enrique PeñaNieto. Totuși, acesta a câștigat cu o pluralitate de aproximativ 38% și nu a avut o majoritate legislativă.
După ce a fondat noul partid politic MORENA, Andrés Manuel López Obrador a câștigat alegerile prezidențiale din 2018 cu peste 50% din voturi. Coaliția sa politică, condusă de partidul său de stânga fondat după alegerile din 2012, a inclus partide și politicieni din întreg spectrul politic. Coaliția a câștigat, de asemenea, o majoritate în ambele camere ale congresului. Succesul său este atribuit epuizării șanselor celorlalte alternative politice puternice din țară, precum și adoptării de către politician a unui discurs moderat, axat pe conciliere.
Mexicul s-a confruntat cu rate ridicate ale criminalității, corupție oficială, narcotrafic și o economie stagnantă. Multe întreprinderi industriale de stat au fost privatizate începând din anii 1990, prin reforme neoliberale, dar Pemex, compania petrolieră de stat, este privatizată doar treptat, cu licențe de explorare fiind emise. Într-un efort împotriva corupției guvernamentale, fostul CEO al Pemex a fost arestat.
Deși au existat temeri de fraudă electorală în alegerile prezidențiale din Mexic din 2018, rezultatele i-au dat un mandat lui AMLO. Andrés Manuel López Obrador a câștigat o victorie zdrobitoare în alegerile prezidențiale din iulie 2018 și a devenit primul președinte de stânga după decenii.

## Geografie

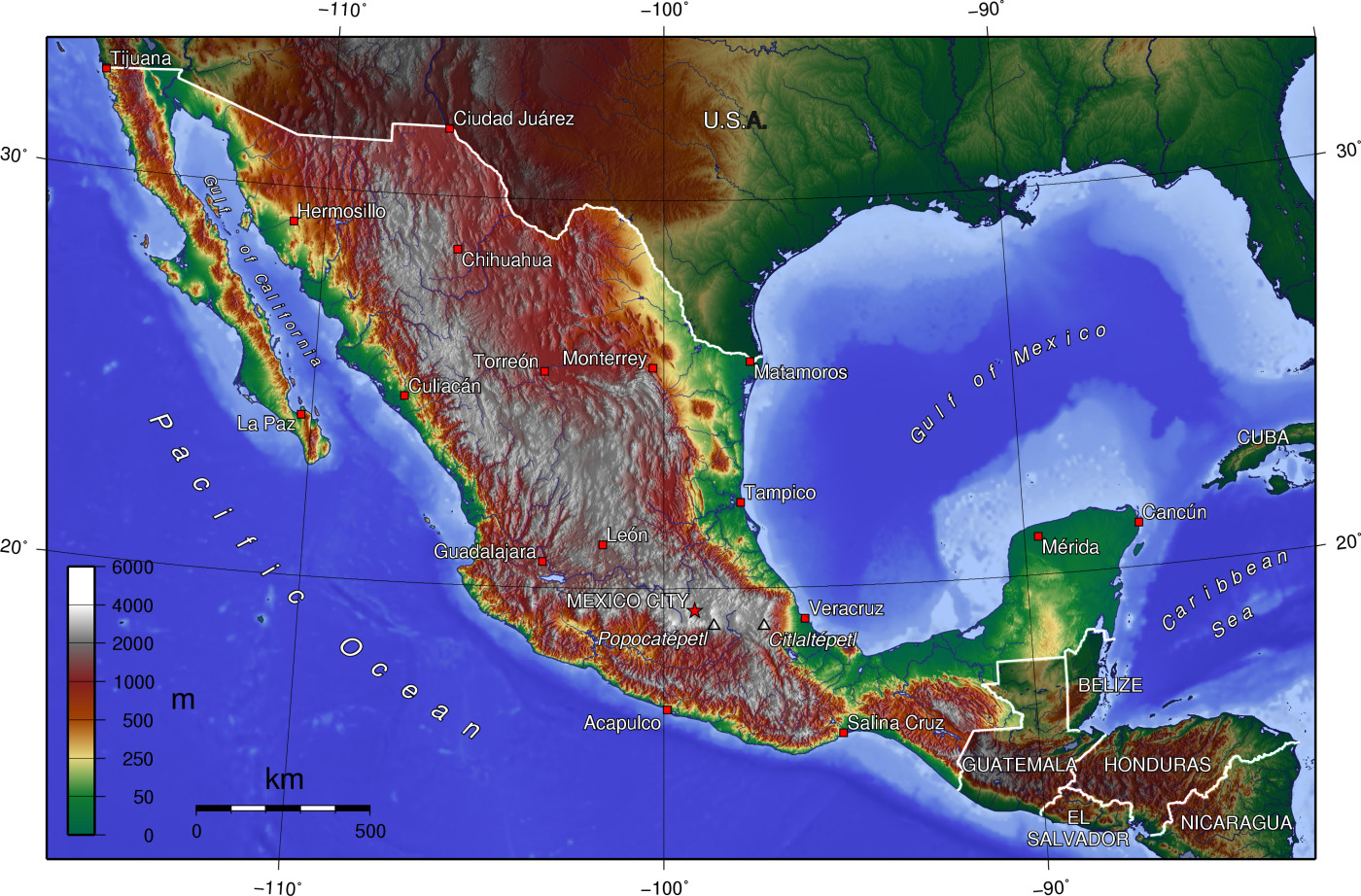
Harta topografică a Mexicului.

Din punct de vedere geografic, Mexic face parte din America centrală. Forma teritoriului este aproximativ triunghiulară, având peste 3000 km de la extremitatea nord-vestică la cea sud-estică. Țara are granițe cu Statele Unite ale Americii la nord și cu Belize și Guatemala la sud. Peninsula Baja California, cu o lungime de 1250 km, este situată în vestul țării și formează Golful Californiei. În estul țării este situat Golful Mexicului, format de cealaltă peninsulă mexicană, Yucatán.

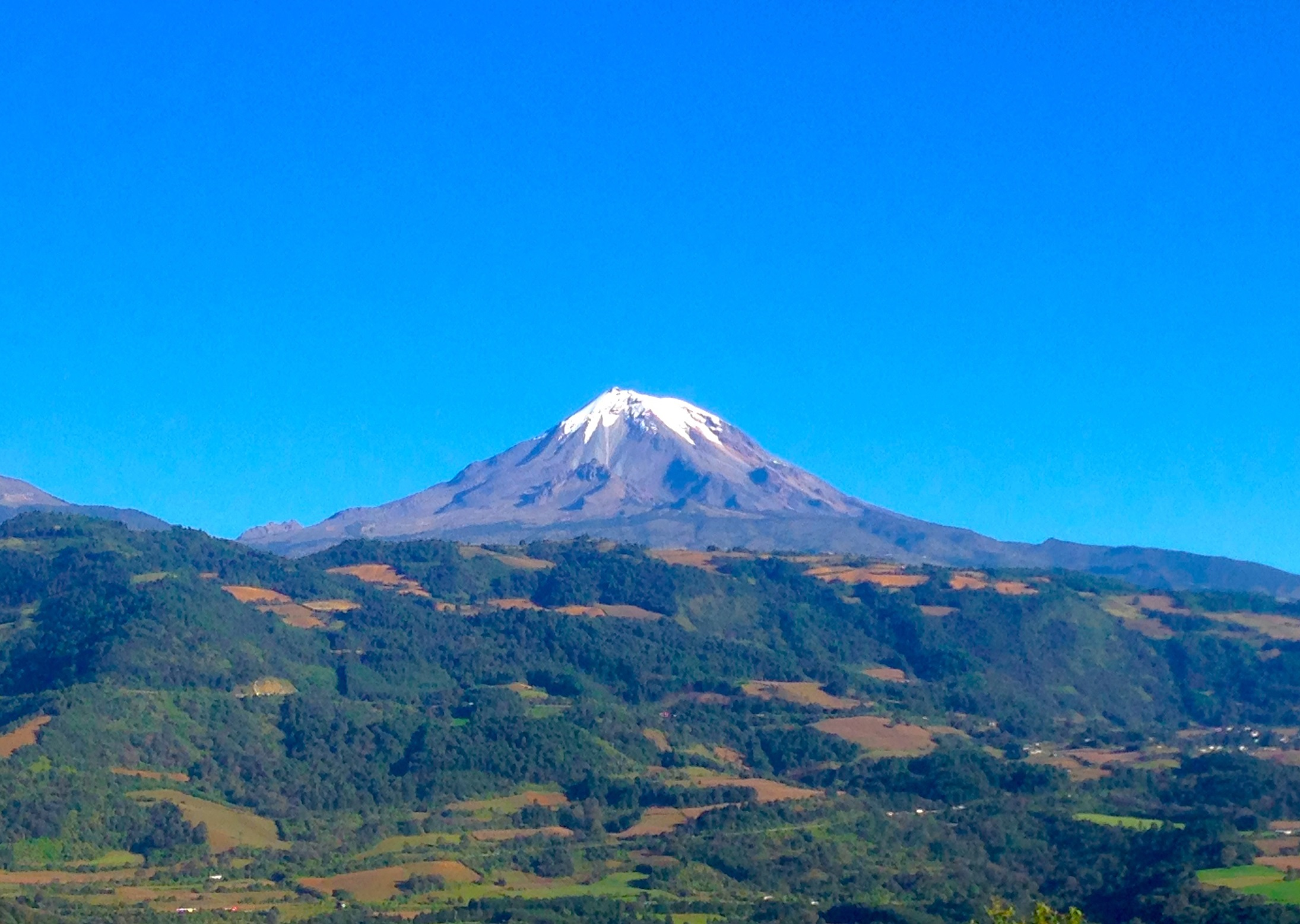
Pico de Orizaba, cel mai înalt munte din Mexic.

Suprafața totală a Mexicului este de 1.972.550 km² (761.606 mi²), ceea ce îl face a 13-a cea mai mare țară din lume ca suprafață totală. Mexicul are linii de coastă la Oceanul Pacific și Golful California, precum și la Golful Mexic și Marea Caraibilor, ultimele două făcând parte din Oceanul Atlantic. De la cele mai îndepărtate puncte de uscat, Mexicul are o lungime de puțin peste 3.219 km (2.000 mi). Mexicul are nouă regiuni distincte: Baja California, Câmpiile de coastă ale Pacificului, Platoul Mexican, Sierra Madre Oriental, Sierra Madre Occidental, Cordillera Neo-Volcánica, Câmpia de coastă a Golfului, Înălțimile Sudice și Peninsula Yucatán. Deși Mexicul este mare, o mare parte din suprafața sa terestră nu este compatibilă cu agricultura din cauza aridității, solului sau terenului. În 2018, se estimează că 54,9% din teren este agricol; 11,8% este arabil; 1,4% este destinat culturilor permanente; 41,7% este pășune permanentă; și 33,3% este pădure.
Mexicul este traversat de la nord la sud de două lanțuri montane cunoscute sub numele de Sierra Madre Oriental și Sierra Madre Occidental, care sunt extensii ale Munților Stâncoși din nordul Americii de Nord. De la est la vest, în centrul țării, se află Cintura Vulcanică Trans-Mexicană, cunoscută și sub numele de Sierra Nevada. Un al patrulea lanț muntos, Sierra Madre del Sur, se întinde de la Michoacán la Oaxaca. Astfel, majoritatea teritoriilor centrale și nordice ale Mexicului se află la altitudini mari, iar cele mai înalte elevații se găsesc în Cintura Vulcanică Trans-Mexicană: Pico de Orizaba (5.700 m sau 18.701 ft), Popocatépetl (5.462 m sau 17.920 ft), Iztaccihuatl (5.286 m sau 17.343 ft) și Nevado de Toluca (4.577 m sau 15.016 ft). Trei aglomerații urbane majore sunt situate în văile dintre aceste patru elevații: Toluca, Zona Metropolitană a Orașului Mexico și Puebla.
O caracteristică geologică importantă a peninsulei Yucatán este craterul Chicxulub. Consensul științific este că impactorul Chicxulub a fost responsabil pentru evenimentul de extincție Cretacic–Paleogen. Mexicul este supus unui număr de riscuri naturale, inclusiv uragane pe ambele coaste, tsunamiuri pe coasta Pacificului și vulcanism.

### Climat

Harta Mexic-ului a clasificării climatice Köppen

Clima Mexicului este destul de variată datorită dimensiunii și topografiei țării. Tropicul Racului împarte efectiv țara în zone temperate și tropicale. Terenul la nord de Tropicul Racului experimentează temperaturi mai scăzute în lunile de iarnă. La sud de Tropicul Racului, temperaturile sunt relativ constante pe tot parcursul anului și variază doar în funcție de altitudine. Acest lucru conferă Mexicului unul dintre cele mai diverse sisteme meteorologice din lume. Maselor de aer maritime aduc precipitații sezoniere din mai până în august. Multe părți ale Mexicului, în special nordul, au un climat uscat cu precipitații sporadice, în timp ce părțile de câmpie tropicală din sud au în medie mai mult de 2.000 mm de precipitații anuale. De exemplu, multe orașe din nord, precum Monterrey, Hermosillo și Mexicali, experimentează temperaturi de 40 °C sau mai mult vara. În deșertul Sonora, temperaturile ating 50 °C sau mai mult.
Descrierea regiunilor se face după temperatură, cu tierra caliente (ținutul cald) fiind zona de coastă până la 900 de metri; tierra templada (ținutul temperat) fiind de la 1.800 de metri; tierra fría (ținutul rece) extinzându-se până la 3.500 de metri. Dincolo de ținuturile reci se află páramos, pajiștile alpine, și tierra helada (ținutul înghețat) (4.000-4.200 de metri) în centrul Mexicului. Zonele la sud de Tropicul Racului, cu altitudini de până la 1.000 m (3.281 ft) (părțile sudice ale ambelor câmpii de coastă, precum și Peninsula Yucatán), au o temperatură medie anuală între 24 și 28 °C (75,2 și 82,4 °F). Aici, temperaturile rămân ridicate pe tot parcursul anului, cu doar o diferență de 5 °C (9 °F) între temperaturile medii de iarnă și vară. Ambele coaste mexicane, cu excepția coastei sudice a Golfului Campeche și a nordului Baja California, sunt, de asemenea, vulnerabile la uragane serioase în timpul verii și toamnei. Deși zonele joase la nord de Tropicul Racului sunt fierbinți și umede în timpul verii, ele au în general temperaturi medii anuale mai scăzute (între 20 și 24 °C sau 68,0 și 75,2 °F) datorită condițiilor mai moderate din timpul iernii.

### Biodiversitate

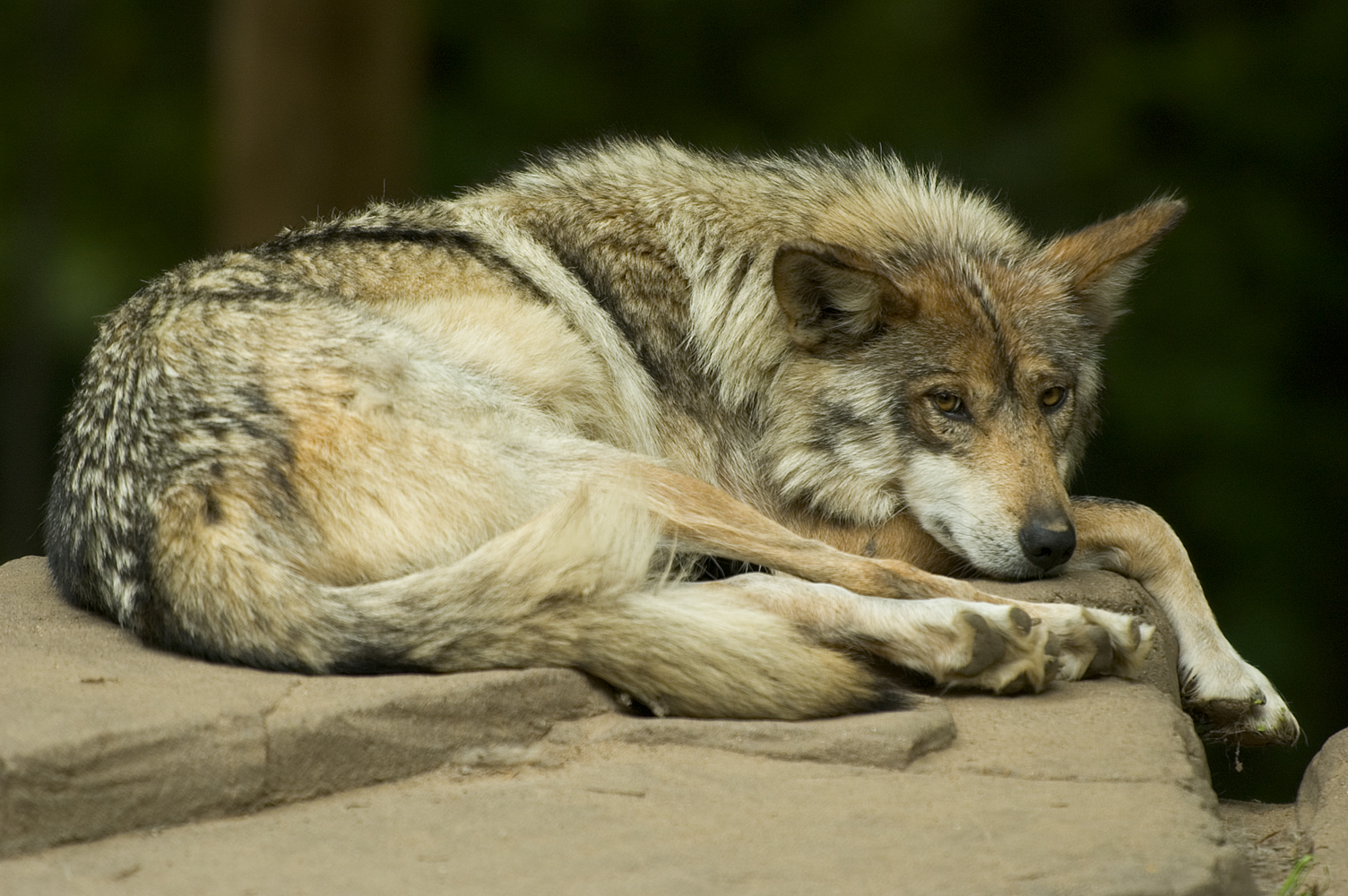
Lup mexican.

Mexicul se situează pe locul al patrulea în lume în ceea ce privește biodiversitatea și este una dintre cele 17 țări megadiverse. Cu peste 200.000 de specii diferite, Mexicul găzduiește 10-12% din biodiversitatea mondială. Mexicul se situează pe primul loc în biodiversitatea reptilelor, cu 707 specii cunoscute, pe locul al doilea la mamifere, cu 438 de specii, pe locul al patrulea la amfibieni, cu 290 de specii, și pe locul al patrulea la floră, cu 26.000 de specii diferite. Mexicul este, de asemenea, considerat a doua țară din lume în ceea ce privește ecosistemele și pe locul al patrulea în ceea ce privește diversitatea generală a speciilor. Aproximativ 2.500 de specii sunt protejate de legislația mexicană. În 2002, Mexicul avea a doua cea mai rapidă rată de defrișare din lume, după Brazilia. În 2019, a avut un scor mediu de 6,82/10 în Indexul Integrității Peisajului Forestier, clasându-se pe locul 63 la nivel global din 172 de țări. Potrivit SGI, există defrișări și eroziune a solului, în special în zonele rurale ale Mexicului. În raportul din 2022, s-a menționat că legile de protecție a mediului s-au îmbunătățit în marile orașe, dar rămân neaplicate sau nereglementate în regiunile rurale.

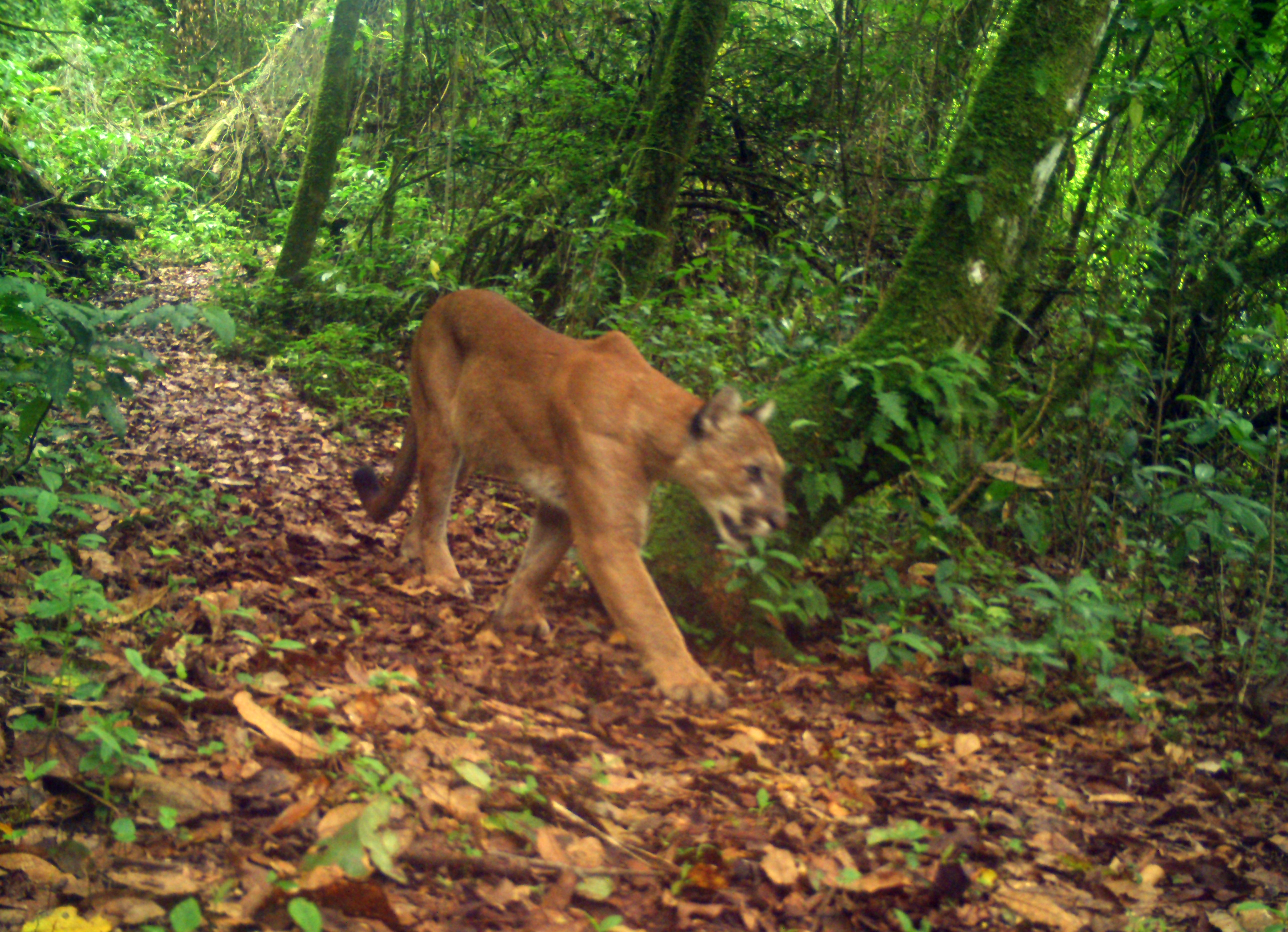
Puma într-o pădure, Rezervația Biosferei Sierra de Manantlán.

În Mexic, 170.000 de kilometri pătrați (65.637 mi²) sunt considerați "Arii Naturale Protejate". Acestea includ 34 de rezervații ale biosferei (ecosisteme nealterate), 67 de parcuri naționale, 4 monumente naturale (protejate în perpetuitate pentru valoarea lor estetică, științifică sau istorică), 26 de zone de protecție a florei și faunei, 4 zone pentru protecția resurselor naturale (conservarea solului, bazinelor hidrologice și pădurilor) și 17 sanctuare (zone bogate în specii diverse). Plantele indigene ale Mexicului sunt cultivate în multe părți ale lumii și integrate în propriile lor bucătării naționale. Unele dintre ingredientele culinare native ale Mexicului includ: porumb, roșii, fasole, dovlecei, ciocolată, vanilie, avocado, guava, chayote, epazote, camote, jícama, nopal, dovlecel, tejocote, huitlacoche, sapote, mamey sapote, și o mare varietate de chile, cum ar fi habanero și jalapeño. Majoritatea acestor nume provin din limba indigenă Nahuatl. Tequila, băutura alcoolică distilată obținută din cactuși de agave cultivați, este o industrie importantă. Datorită biodiversității sale ridicate, Mexicul a fost, de asemenea, un loc frecvent de bioprospectare pentru organizații internaționale de cercetare.

## Guvern și Politică

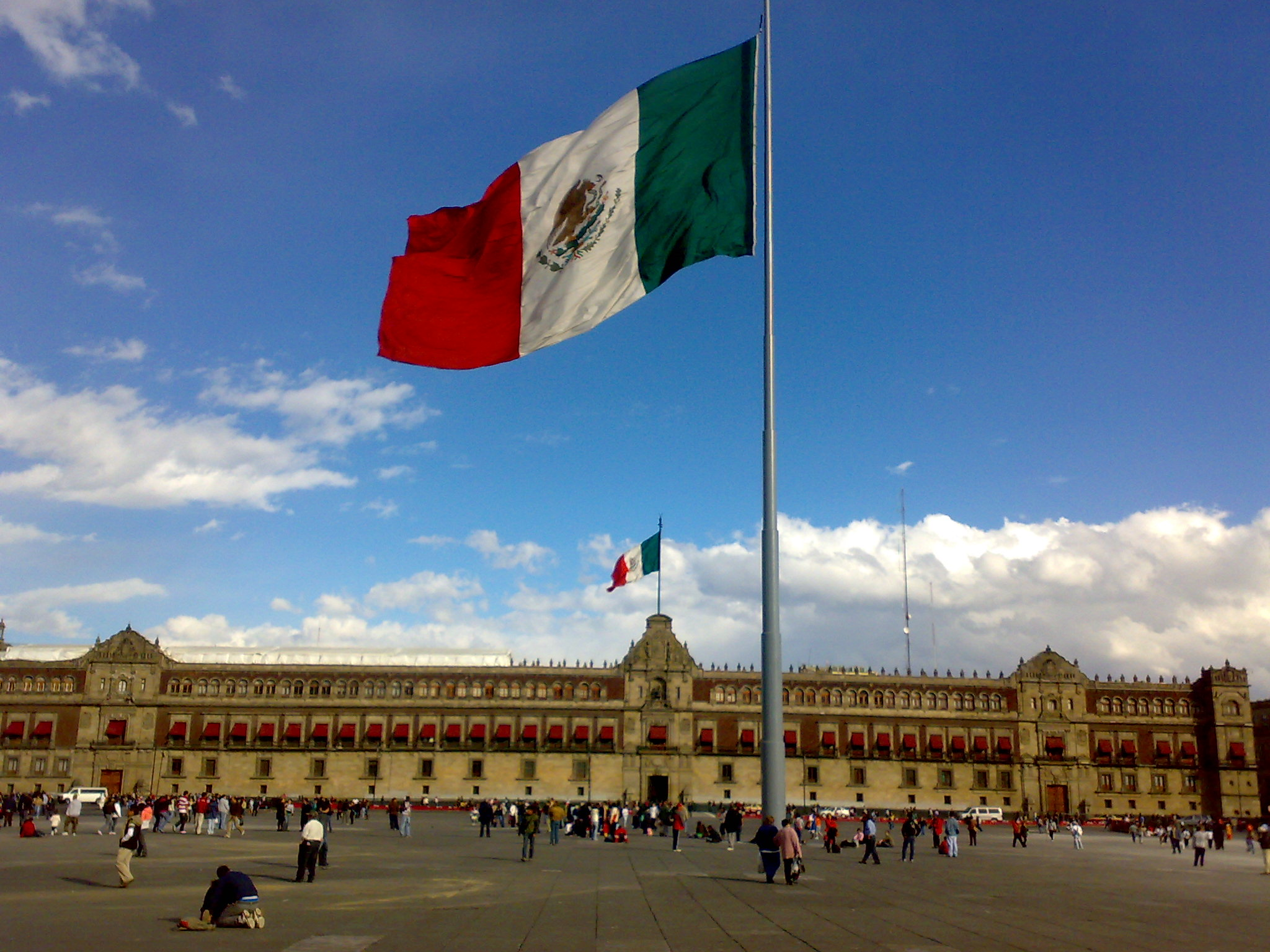
Palatul Național din partea de est a Plaza de la Constitución sau Zócalo, piața principală a orașului Mexico.

Statele Unite Mexicane sunt o federație cu un guvern reprezentativ, democratic și republican, bazat pe un sistem prezidențial conform Constituției din 1917. Constituția stabilește trei niveluri de guvernare: Uniunea federală, guvernele statelor și guvernele municipale.

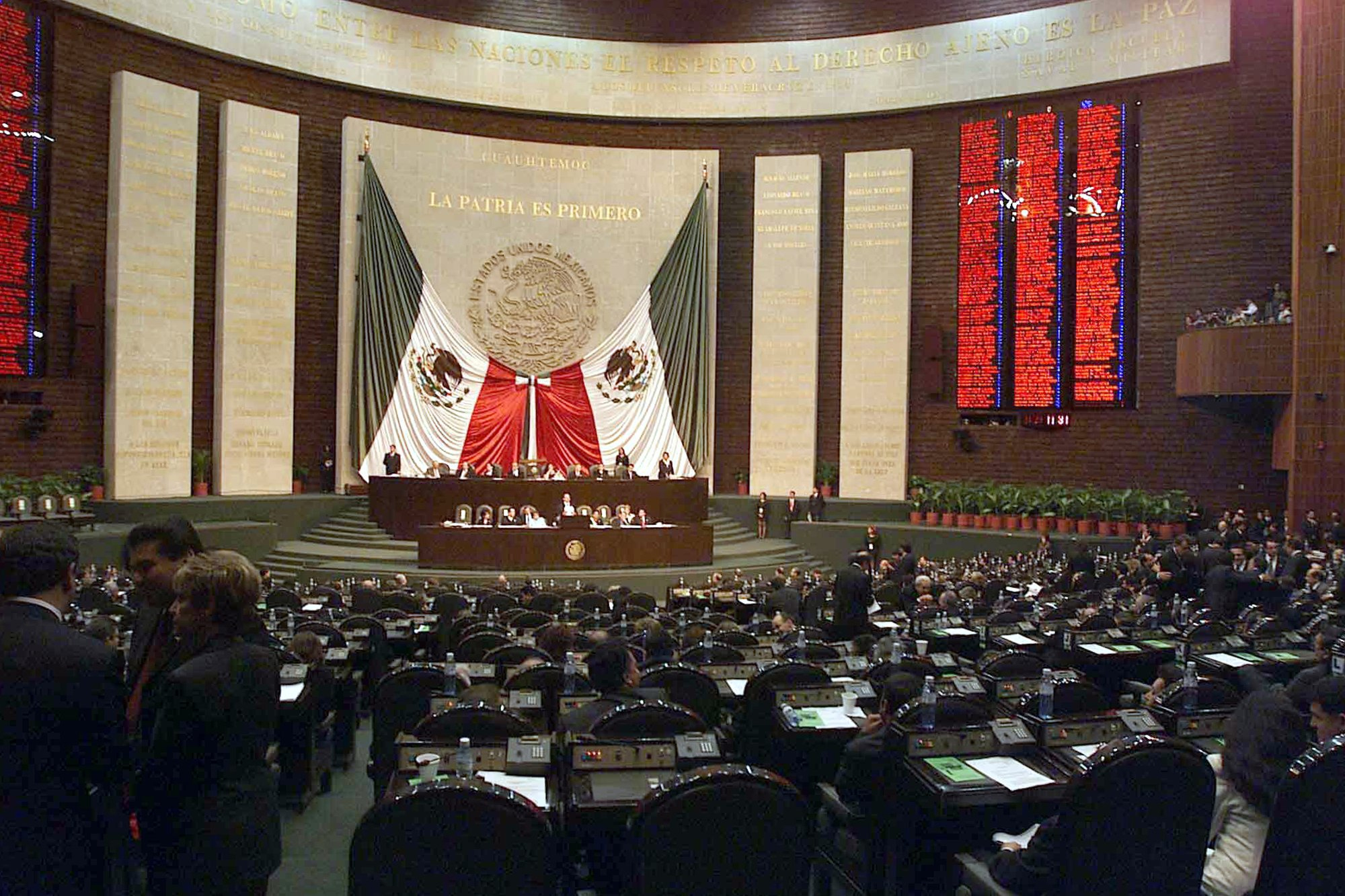
Camera Deputaților, camera inferioară a Congresului Mexicului.

Legislativul federal este Congresul Uniunii, bicameral, compus din Senatul Republicii și Camera Deputaților. Congresul creează legea federală, declară război, impune taxe, aprobă bugetul național și tratatele internaționale și ratifică numirile diplomatice. Congresul federal, precum și legislativul statelor, sunt aleși printr-un sistem de vot paralel care include reprezentare pluritară și proporțională. Camera Deputaților are 500 de deputați. Dintre aceștia, 300 sunt aleși prin vot plurinominal în circumscripții uninominale (circumscripțiile electorale federale), iar 200 sunt aleși prin reprezentare proporțională cu liste închise de partid, pentru care țara este împărțită în cinci părți electorale. Senatul este format din 128 de senatori: 64 (doi pentru fiecare stat și doi pentru Ciudad de Mexico) sunt aleși prin vot plurinominal în perechi, 32 sunt primii minoritari sau primii clasificați (câte unul pentru fiecare stat și unul pentru Ciudad de Mexico), iar 32 sunt aleși prin reprezentare proporțională din liste naționale închise de partid.
Puterea executivă este exercitată de Președintele Statelor Unite Mexicane, care este șeful de stat și de guvern, precum și comandantul suprem al forțelor militare mexicane. Președintele numește și Cabinetul și alți funcționari.
Cel mai înalt organ al ramurii judiciare a guvernului este Curtea Supremă de Justiție care are unsprezece judecători numiți de Președinte și aprobați de Senat. Curtea Supremă de Justiție interpretează legile și judecă cazuri de competență federală. Alte instituții ale sistemului judiciar sunt Tribunalul Electoral Federal, tribunalele colegiale, unitare și de district, și Consiliul Judiciar Federal.

### Relații Externe

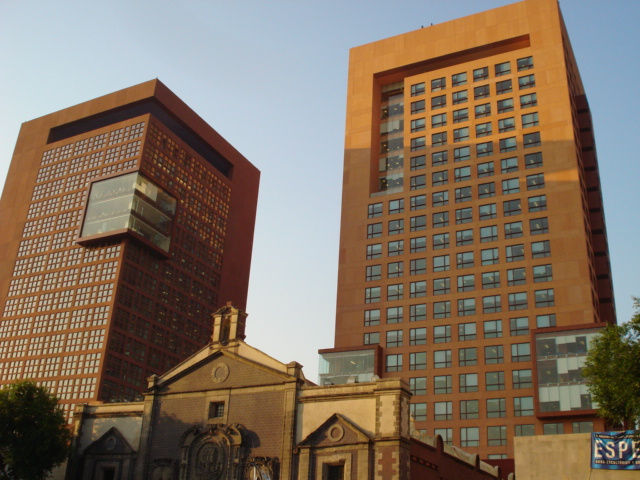
Sediul Secretariatului pentru Afaceri Externe.

Relațiile externe ale Mexicului sunt conduse de Președintele Mexicului și gestionate prin intermediul Ministerului Afacerilor Externe. Principiile politicii externe sunt recunoscute constituțional în Articolul 89, Secțiunea 10, care includ: respectul pentru dreptul internațional și egalitatea legală a statelor, suveranitatea și independența lor, tendința spre non-intervenționism în afacerile interne ale altor țări, rezolvarea pașnică a conflictelor și promovarea securității colective prin participarea activă în organizațiile internaționale. Din anii 1930, Doctrina Estrada a servit ca un complement crucial al acestor principii.
Mexicul este membru fondator al mai multor organizații internaționale, cel mai remarcabil fiind Organizația Națiunilor Unite, Organizația Statelor Americane, Organizația Statelor Ibero-Americane, OPANAL și CELAC. În 2008, Mexicul a contribuit cu peste 40 de milioane de dolari la bugetul regulat al Națiunilor Unite. În plus, a fost singurul membru latin-american al Organizației pentru Cooperare și Dezvoltare Economică din momentul aderării sale în 1994 până când Chile a obținut statut de membru cu drepturi depline în 2010.
Mexicul este considerat o putere regională, de aceea este prezent în grupuri economice importante precum G8+5 și G-20. Din anii 1990, Mexicul a căutat o reformă a Consiliului de Securitate al Națiunilor Unite și a metodelor sale de lucru, cu sprijinul Canadei, Italiei, Pakistanului și altor nouă țări, care formează un grup numit informal Clubul de Cafea.

### Armata

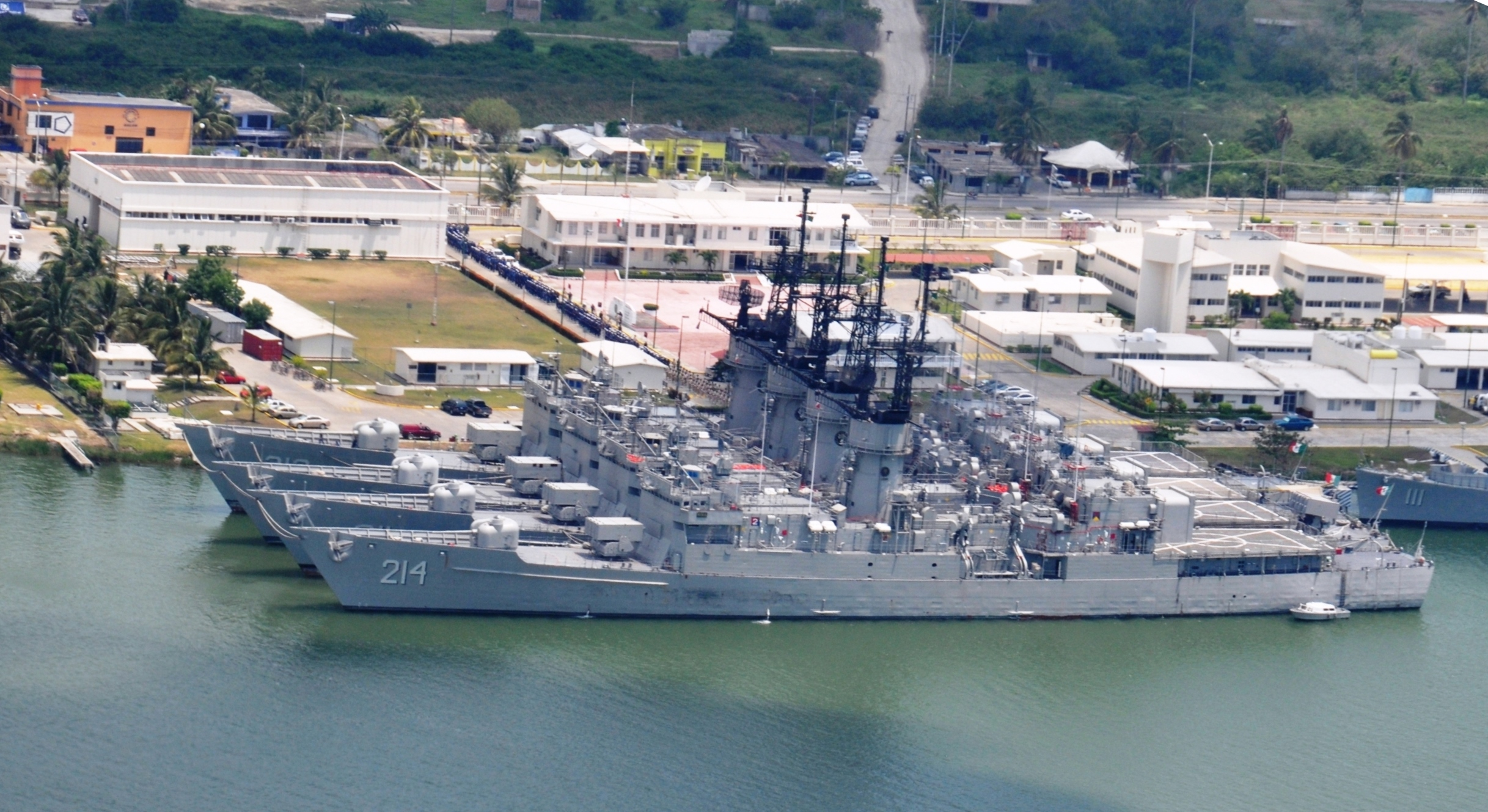
Fregate clasa Allende în Tuxpan.

Forțele Armate Mexicane sunt administrate de Secretariatul Apărării Naționale (Secretaria de Defensa Nacional, SEDENA). Există două ramuri: Armata Mexicană (care include Forțele Aeriene Mexicane) și Marina Mexicană. Secretariatul Securității Publice și Protecției Civile are jurisdicție asupra Gărzii Naționale, care a fost formată în 2019 din fostele Poliții Federale și polițiile militare ale Armatei și Marinei. Datele variază în ceea ce privește personalul, dar în prezent sunt aproximativ 223.000 de persoane în forțele armate (160.000 de soldați în Armată; 8.000 în Forțele Aeriene; 55.000 în Marina, inclusiv aproximativ 20.000 de marinari); aproximativ 100.000 de membri ai Gărzii Naționale (în 2021). Cheltuielile guvernamentale pentru armată reprezintă o mică proporție din PIB: 0,7% din PIB (estimare pentru 2021), 0,6% din PIB (2020).

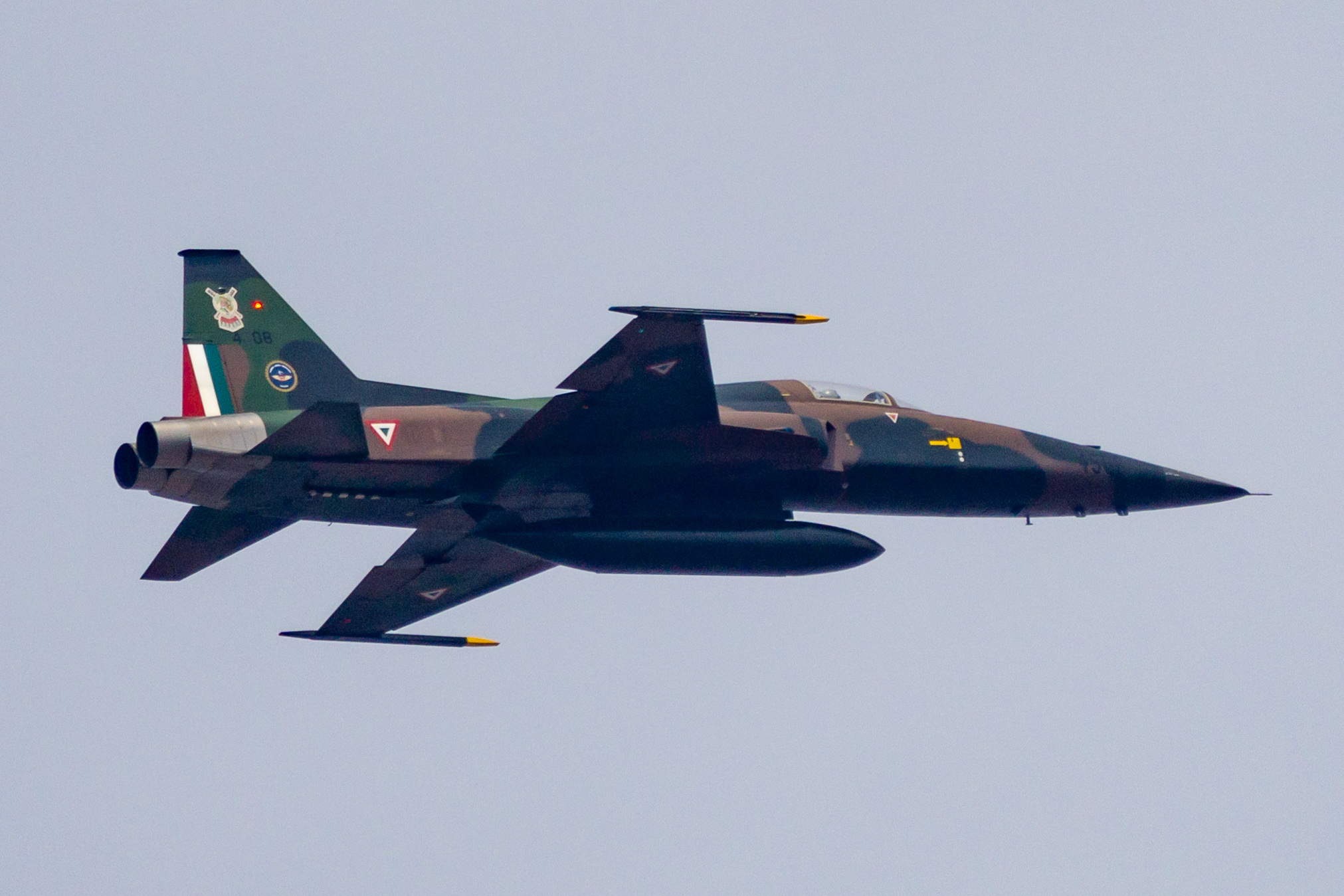
Forțele aeriene mexicane F-5 Tiger II.

Forțele Armate Mexicane mențin o infrastructură semnificativă, inclusiv facilități pentru proiectarea, cercetarea și testarea armelor, vehiculelor, aeronavelor, navele militare, sistemele de apărare și electronică; centre de producție industrială militară pentru construirea acestor sisteme și șantiere navale avansate care construiesc nave militare grele și tehnologii avansate de rachete. Din anii 1990, când rolul militarului a crescut în războiul împotriva drogurilor, s-a acordat o importanță tot mai mare achiziționării de platforme de supraveghere aeriană, aeronave, elicoptere, tehnologii digitale de luptă, echipamente pentru războiul urban și transport rapid de trupe. Mexicul are capacitatea de a produce arme nucleare, dar a abandonat această posibilitate cu Tratatul de la Tlatelolco din 1968 și s-a angajat să folosească tehnologia nucleară doar în scopuri pașnice. Mexicul a semnat tratatul ONU privind interzicerea armelor nucleare.
În mod istoric, Mexicul a rămas neutru în conflictele internaționale, cu excepția celui de-Al Doilea Război Mondial. Cu toate acestea, în ultimii ani, unele partide politice au propus o amendare a Constituției pentru a permite Armatei Mexicane, Forței Aeriene sau Marinei să colaboreze cu Națiunile Unite în misiuni de menținere a păcii sau să ofere ajutor militar țărilor care solicită oficial acest lucru.

### Aplicarea legii și drepturile omului

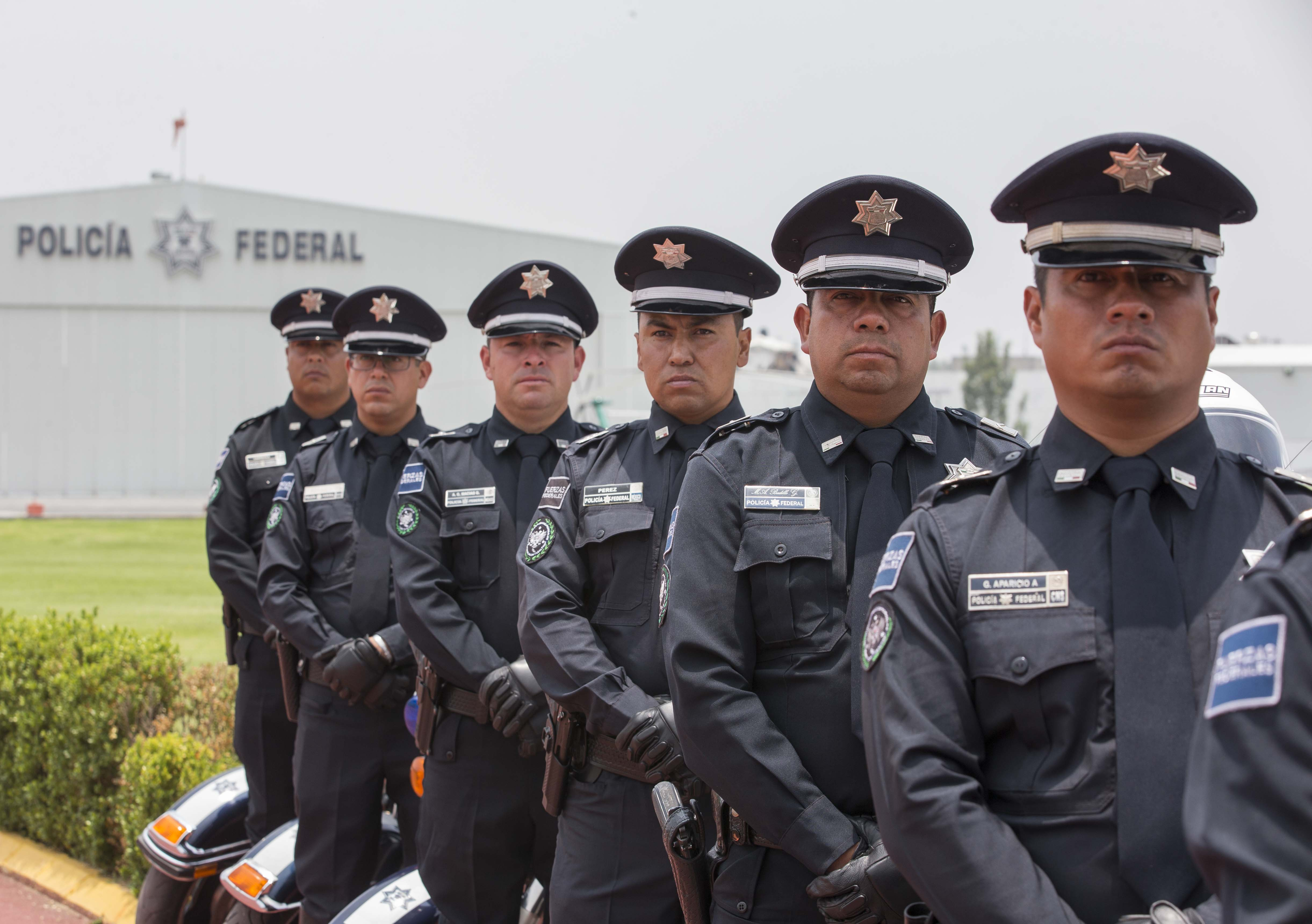
Sărbătoarea Poliției Federale Mexicane.

Poliția Federală Mexicană a fost dizolvată în 2019 printr-un amendament constituțional în timpul administrației președintelui López Obrador și Garda Națională Mexicană a fost înființată, reunind unități ale Poliției Federale, Poliției Militare și Poliției Navale. În 2022, Garda Națională numără aproximativ 110.000 de membri. López Obrador a folosit din ce în ce mai mult forțele militare pentru aplicarea legii pe plan intern, în special împotriva cartelurilor de droguri. Au fost raportate abuzuri grave de putere în operațiunile de securitate din partea de sud a țării și în comunitățile indigene și cartierele urbane sărace. Comisia Națională pentru Drepturile Omului a avut un impact redus în inversarea acestei tendințe, ocupându-se în principal de documentare, dar nereușind să-și folosească puterile pentru a emite condamnări publice împotriva oficialilor care ignoră recomandările sale. Majoritatea mexicanilor au încredere scăzută în poliție sau în sistemul judiciar și, prin urmare, puține crime sunt raportate de cetățeni.

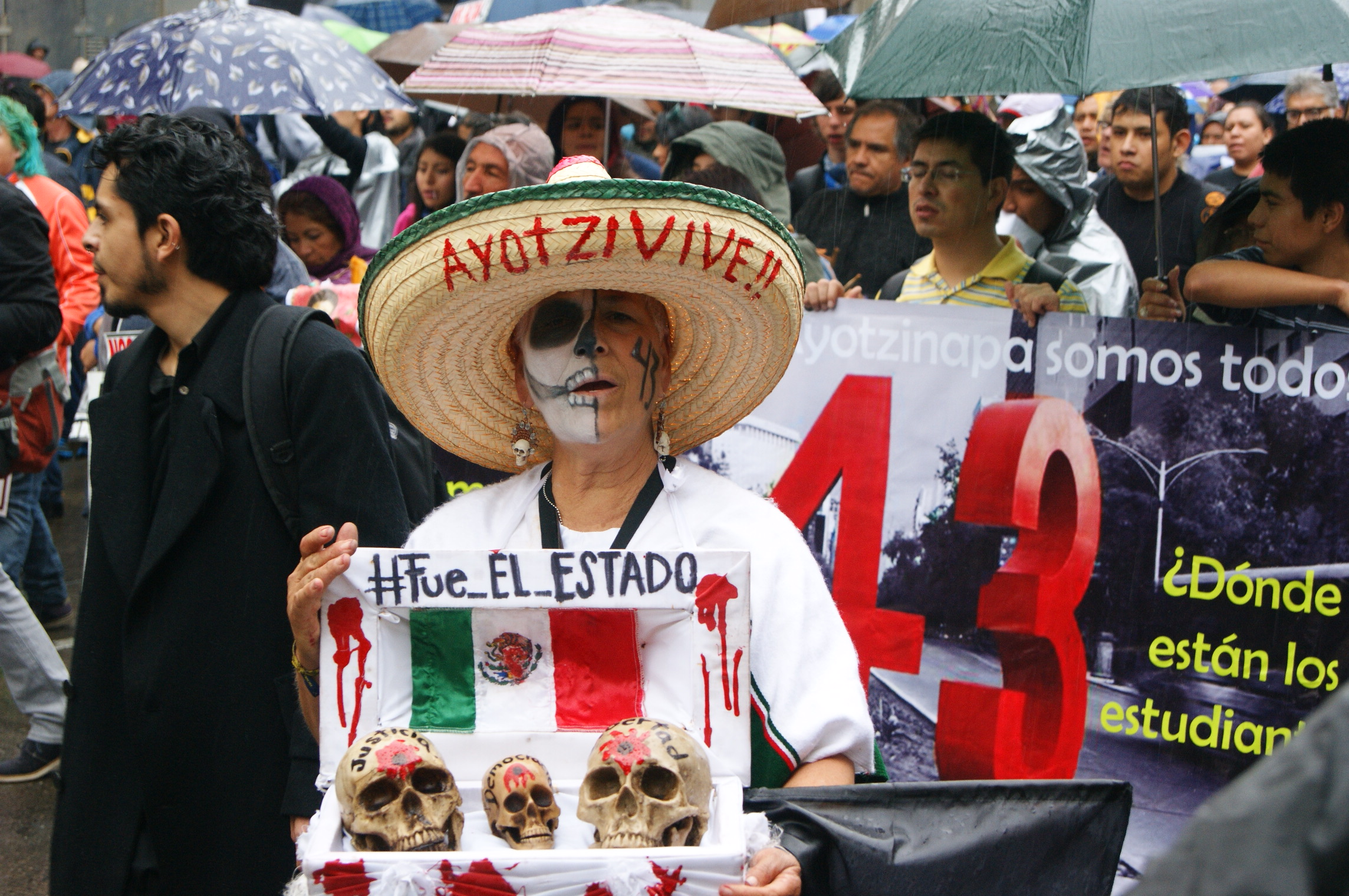
Manifestație din 26 septembrie 2015, la prima aniversare a dispariției celor 43 de studenți din orașul mexican Iguala.

Mexicul a recunoscut pe deplin căsătoria între persoane de același sex din 2022, iar legile anti-discriminare privind orientarea sexuală există în națiune din 2003. Cu toate acestea, crimele motivate de ură împotriva comunității LGBT rămân o problemă în Mexic. Alte crime și încălcări ale drepturilor omului din Mexic au fost criticate, inclusiv disparițiile forțate (răpirile), abuzurile împotriva migranților, execuțiile extrajudiciare, violența de gen, în special femicidul, și atacurile asupra jurnaliștilor și apărătorilor drepturilor omului. Un raport din 2020 al BBC oferă statistici despre criminalitate în Mexic, cu 10,7 milioane de gospodării cu cel puțin o victimă a criminalității. În mai 2022, 100.000 de persoane erau listate oficial ca dispărute, majoritatea din 2007, când președintele Calderón a încercat să oprească cartelurile de droguri. Cartelurile de droguri rămân o problemă majoră în Mexic, cu o proliferare a cartelurilor mai mici când cele mai mari sunt destrămate și cu utilizarea din ce în ce mai sofisticată a echipamentului și tacticilor militare.
Războiul împotriva drogurilor din Mexic, în desfășurare din 2006, a lăsat peste 120.000 de morți și probabil încă 37.000 de dispăruți. Institutul Național de Geografie și Statistică din Mexic a estimat că în 2014, o cincime dintre mexicani au fost victime ale unei forme de criminalitate. Răpirea în masă a 43 de studenți în Iguala pe 26 septembrie 2014 a declanșat proteste naționale împotriva răspunsului slab al guvernului la dispariții și a corupției răspândite care oferă libertate organizațiilor criminale. Peste 100 de jurnaliști și lucrători din mass-media au fost uciși sau au dispărut din 2000, iar majoritatea acestor crime au rămas nerezolvate, anchetate necorespunzător, și cu puțini făptași arestați și condamnați.

### Divizii administrative

Granițele și unitățile componente ale Mexicului au evoluat de-a lungul timpului de la originile sale din perioada colonială. America Centrală s-a separat pașnic de Mexic după obținerea independenței în 1821. Yucatán a fost pentru scurt timp o republică independentă. Texas s-a separat în urma Revoluției Texane și, când a fost anexat de SUA în 1845, a pus bazele războiului mexicano-american și a pierderilor teritoriale majore în favoarea SUA. Vânzarea teritoriului nordic cunoscut în SUA ca Achiziția Gadsden a fost ultima pierdere de teritoriu mexican. Statele Unite Mexicane sunt o federație de 31 de state libere și suverane, care formează o uniune ce exercită un anumit grad de jurisdicție asupra orașului Mexico City. Fiecare stat are propria constituție, congres și sistem judiciar, iar cetățenii săi își aleg prin vot direct un guvernator pentru un mandat de șase ani și reprezentanți în congresele statale unicamere pentru mandate de trei ani.
Orașul Mexico City este o diviziune politică specială care aparține federației în ansamblu și nu unui anumit stat. Cunoscut anterior sub numele de Districtul Federal, autonomia sa era anterior limitată în comparație cu cea a statelor. A renunțat la această denumire în 2016 și este în proces de obținere a unei autonomii politice mai mari, devenind o entitate federală cu propria constituție și propriul congres. Statele sunt împărțite în municipalități, cea mai mică entitate politică administrativă din țară, guvernate de un primar sau președinte municipal (presidente municipal), ales de către locuitorii săi prin vot majoritar.

## Economie

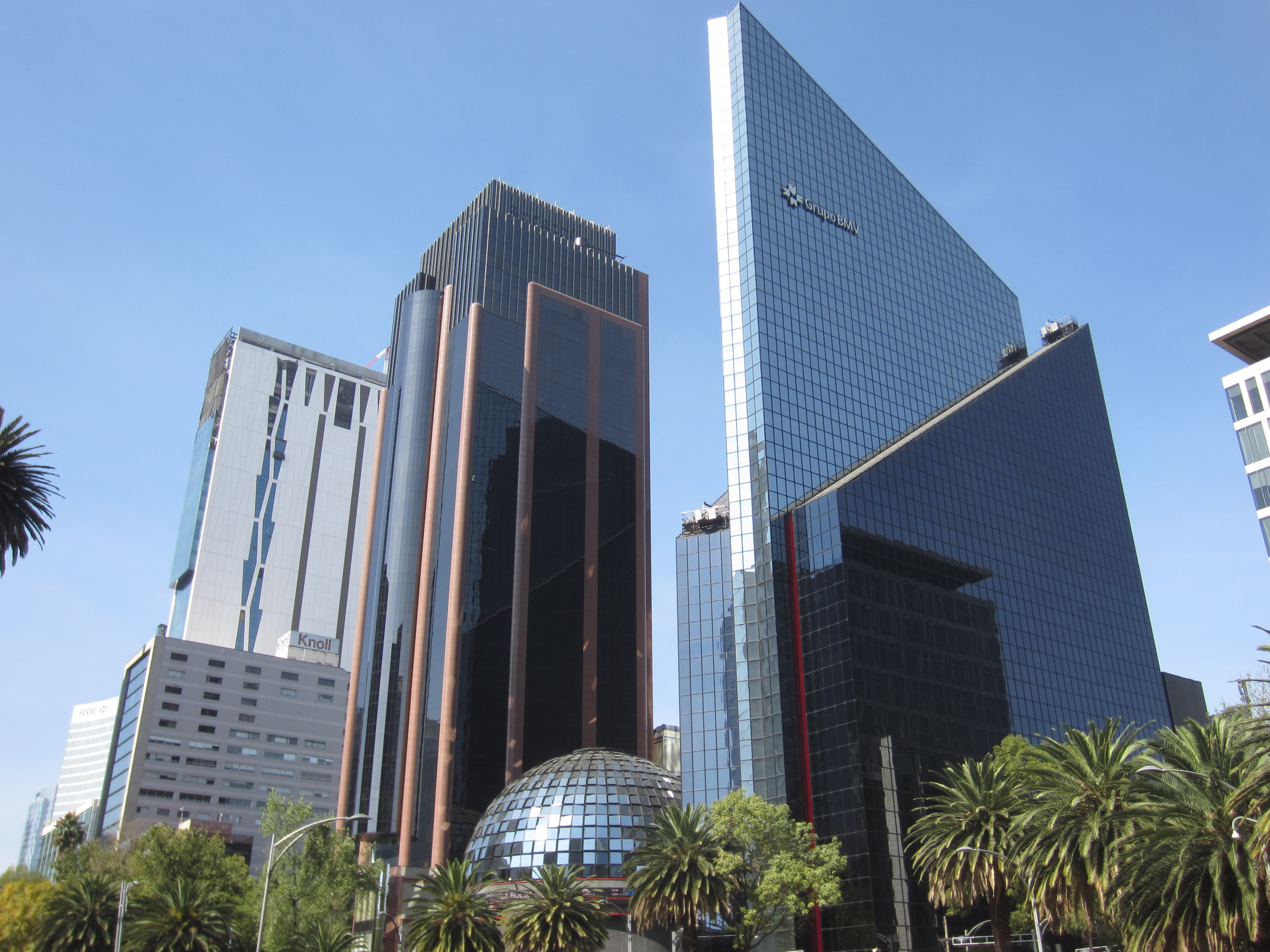
Clădirea Bursei de Valori Mexicane, în Mexico City.

În aprilie 2018, Mexicul avea al 15-lea cel mai mare PIB nominal (1,15 trilioane USD) și al 11-lea cel mai mare PIB după paritatea puterii de cumpărare (2,45 trilioane USD). Creșterea medie anuală a PIB-ului a fost de 2,9% în 2016 și 2% în 2017. Agricultura a constituit 4% din economie în ultimele două decenii, în timp ce industria contribuie cu 33% (în principal industria auto, petrolieră și electronică) și serviciile (în special serviciile financiare și turismul) contribuie cu 63%. PIB-ul Mexicului pe cap de locuitor în PPP a fost de 18.714,05 USD. Banca Mondială a raportat în 2009 că venitul național brut al țării la cursurile de schimb de piață era al doilea cel mai mare din America Latină, după Brazilia, cu 1.830,392 miliarde USD, ceea ce a condus la cel mai mare venit pe cap de locuitor din regiune, de 15.311 USD.

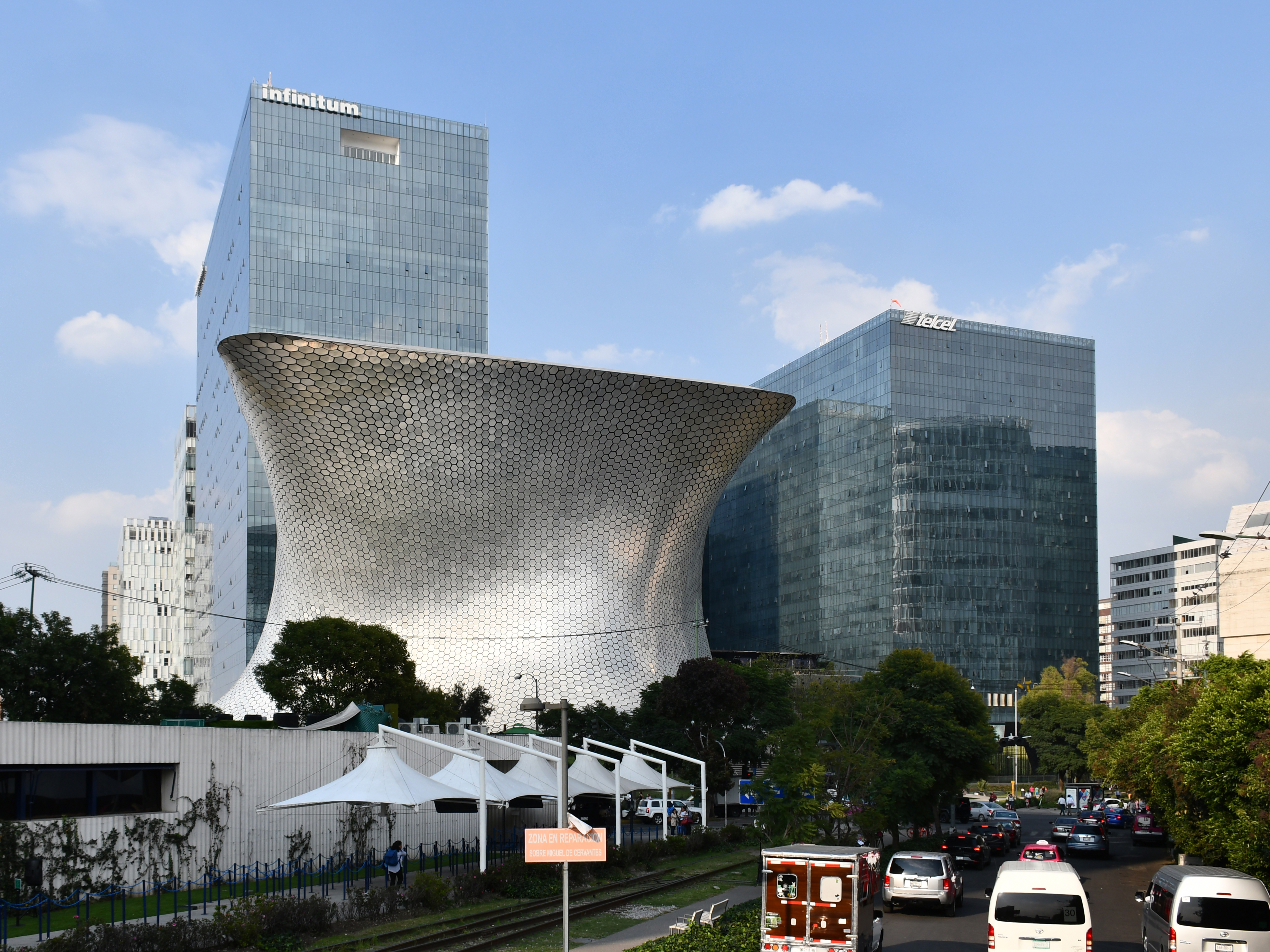
Sediul America Móvil din Mexico City, cel mai mare operator de rețele mobile din afara Asiei.

Mexicul este acum văzut ca o țară cu venituri medii-superioare. După încetinirea din 2001, țara și-a revenit și a înregistrat o creștere de 4,2%, 3,0% și 4,8% în 2004, 2005 și 2006, chiar dacă aceasta este considerată mult sub potențialul de creștere al Mexicului. Fondul Monetar Internațional preconizează rate de creștere de 2,3% și 2,7% pentru 2018 și 2019, respectiv. Până în 2050, Mexicul ar putea deveni a cincea sau a șaptea cea mai mare economie a lumii.
Industria electronicelor din Mexic a crescut enorm în ultimul deceniu. Mexicul are a șasea cea mai mare industrie a electronicelor din lume, după China, Statele Unite, Japonia, Coreea de Sud și Taiwan. Mexicul este al doilea cel mai mare exportator de electronice către Statele Unite, unde a exportat electronice în valoare de 71,4 miliarde de dolari în 2011. Industria electronicelor din Mexic a crescut cu 20% între 2010 și 2011, față de rata sa constantă de creștere de 17% între 2003 și 2009. În prezent, electronicele reprezintă 30% din exporturile Mexicului.

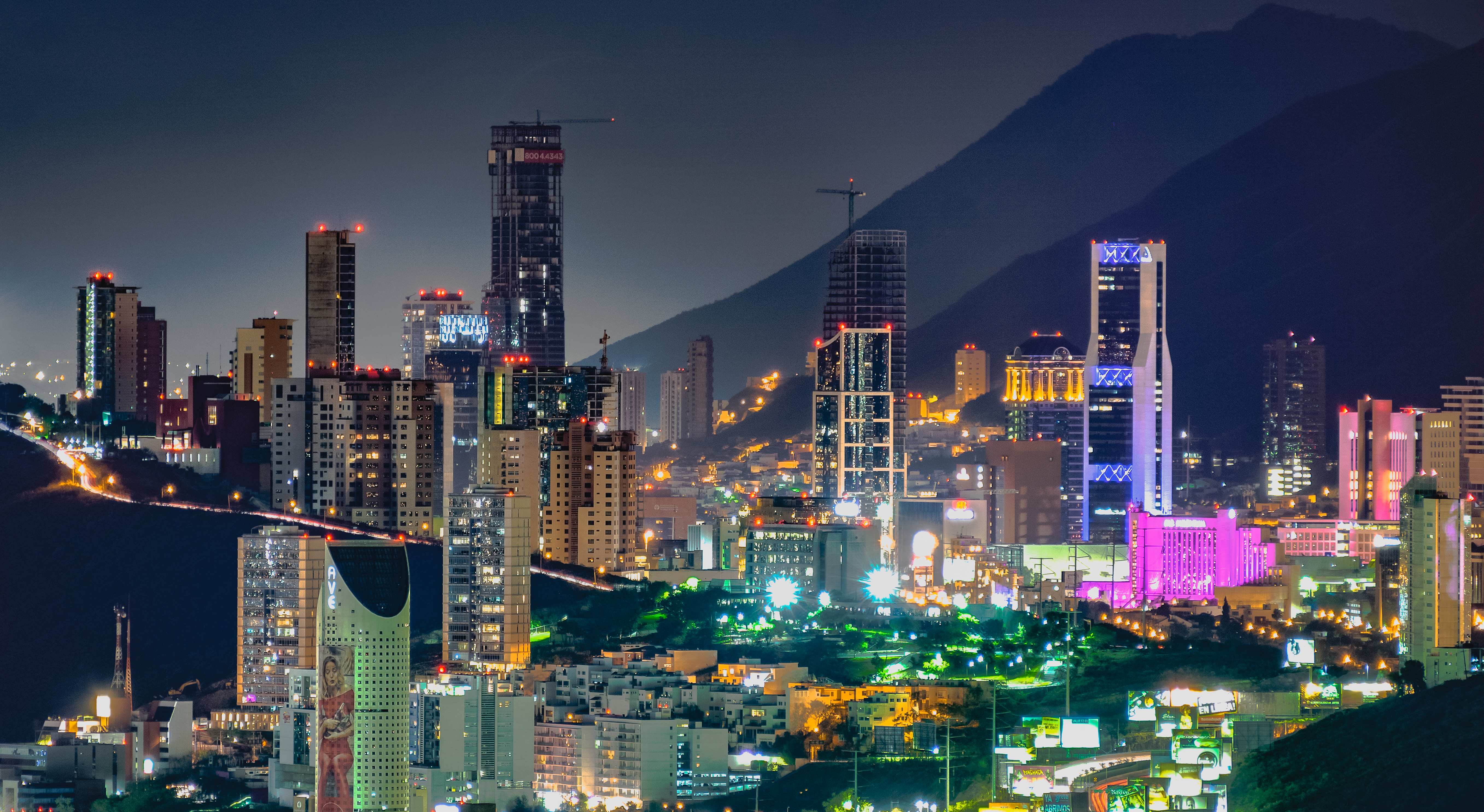
Zgârie-nori în San Pedro Garza García, Nuevo León.

Mexicul produce cele mai multe automobile dintre toate națiunile din America de Nord. Industria produce componente tehnologice complexe și se implică în unele activități de cercetare și dezvoltare. „Marele Trio” (General Motors, Ford și Chrysler) operează în Mexic încă din anii 1930, în timp ce Volkswagen și Nissan și-au construit fabricile în anii 1960. Doar în Puebla, 70 de producători de piese industriale sunt concentrați în jurul Volkswagen. În anii 2010, expansiunea sectorului era în plină creștere. În septembrie 2016, Kia a deschis o fabrică de un miliard de dolari în Nuevo León, iar Audi a deschis și ea o fabrică de asamblare în Puebla în același an. BMW, Mercedes-Benz și Nissan au în prezent fabrici în construcție. Industria autohtonă de automobile este reprezentată de DINA S.A., care construiește autobuze și camioane din 1962, și de noua companie Mastretta, care construiește mașina sport de înaltă performanță Mastretta MXT. În 2006, comerțul cu Statele Unite și Canada a reprezentat aproape 50% din exporturile Mexicului și 45% din importurile sale.
În primele trei trimestre ale anului 2010, Statele Unite au avut un deficit comercial de 46,0 miliarde de dolari cu Mexicul. În august 2010, Mexicul a depășit Franța pentru a deveni cel de-al 9-lea cel mai mare deținător de datorie a SUA. Dependenta comercială și financiară față de SUA este o cauză de îngrijorare.
Deși multiple organizații internaționale coincid și clasifică Mexicul ca fiind o țară cu venituri medii-superioare, sau o țară de clasă mijlocie, Consiliul Național pentru Evaluarea Politicii de Dezvoltare Socială din Mexic (CONEVAL), care este organizația responsabilă de măsurarea sărăciei în țară, raportează că un procentaj mare din populația Mexicului trăiește în sărăcie. Conform consiliului menționat, între 2006 și 2010 (anul în care CONEVAL a publicat primul său raport național privind sărăcia) porțiunea mexicanilor care trăiesc în sărăcie a crescut de la 18%–19% la 46% (52 de milioane de oameni). În ciuda acestei situații, CONEVAL a raportat în 2023 că rata sărăciei în țară a scăzut în ultimii ani, deoarece organizația a înregistrat, în perioada dintre 2018 și 2022, o scădere de 5.6%, de la 41.9% la 36.3% (de la 51.9 milioane la 46.8 milioane de oameni), conform Indicelui de Sărăcie Multidimensională, deși rata sărăciei extreme a crescut cu 0.1% (410 mii de persoane) în aceeași perioadă, rămânând la 7.1% (9.1 milioane de oameni), și numărul persoanelor care nu au acces la servicii de sănătate a crescut semnificativ, de la 16.2% la 39.1% (50.4 milioane de persoane), deși unii specialiști și-au exprimat un anumit grad de îndoială în ceea ce privește acuratețea acestor rate. Conform propriei linii de sărăcie a OCDE (definită ca procentul din populația unei țări care câștigă 60% sau mai puțin din venitul median național), 20% din populația Mexicului trăia într-o situație de sărăcie în 2019.
Dintre țările OCDE, Mexicul are al doilea cel mai ridicat grad de disparitate economică între cei extrem de săraci și cei extrem de bogați, după Chile – deși această disparitate a scăzut în ultimul deceniu, fiind una dintre puținele țări în care s-a întâmplat acest lucru. Procentul de jos, de zece la sută din ierarhia veniturilor, dispune de 1,36% din resursele țării, în timp ce procentul superior, de zece la sută, dispune de aproape 36%. OCDE menționează, de asemenea, că cheltuielile bugetate ale Mexicului pentru combaterea sărăciei și dezvoltarea socială reprezintă doar aproximativ o treime din media OCDE. Acest lucru se reflectă și în faptul că mortalitatea infantilă în Mexic este de trei ori mai mare decât media țărilor OCDE, în timp ce nivelurile de alfabetizare se situează în gama mediană a țărilor OCDE. Cu toate acestea, conform unui raport Goldman Sachs publicat în 2007, până în 2050 Mexicul va avea a cincea cea mai mare economie din lume. Conform unui raport ONU din 2008, venitul mediu într-o zonă urbanizată tipică din Mexic era de 26.654 de dolari, în timp ce venitul mediu în zonele rurale, aflate la doar câțiva kilometri distanță, era de numai 8.403 dolari. Salariile minime zilnice sunt stabilite anual. Salariul minim zilnic va fi de 248,93 pesos mexicani (13,24 dolari SUA) în 2024 (375 pesos în zona de graniță nordică a țării), ceea ce îl face comparabil cu salariile minime din țări precum Uruguay, Chile și Ecuador. Salariul minim a crescut rapid în ultimii ani, fiind stabilit la 88,15 pesos în 2018.

### Comunicații

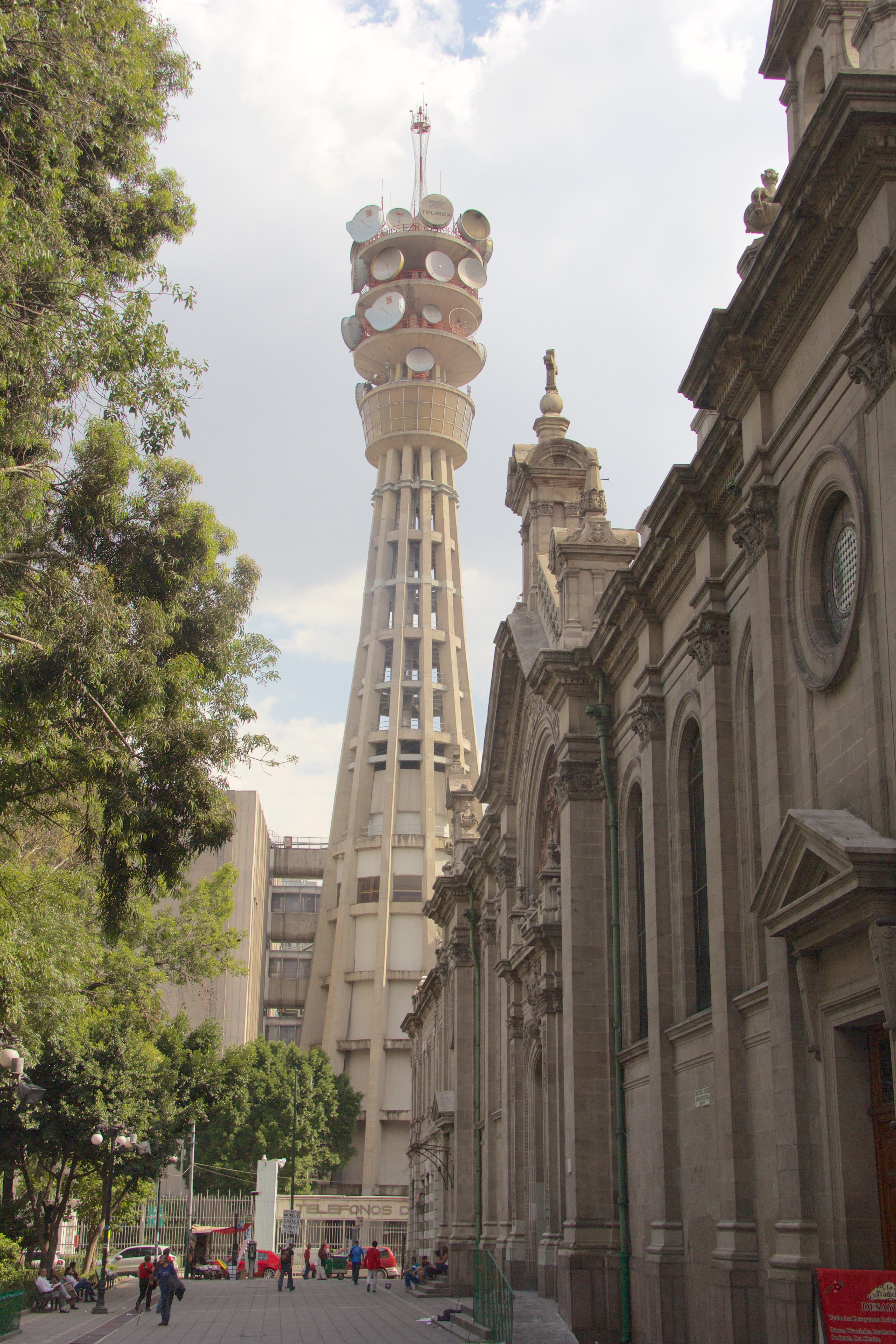
Turnul Telmex, Mexico City.

Industria telecomunicațiilor este dominată în mare parte de Telmex (Teléfonos de México), anterior un monopol guvernamental privatizat în 1990. Până în 2006, Telmex și-a extins operațiunile în Columbia, Peru, Chile, Argentina, Brazilia, Uruguay și Statele Unite. Alți jucători pe piața internă sunt Axtel, Maxcom, Alestra, Marcatel și AT&T Mexico. Datorită orografiei Mexicului, furnizarea de servicii de telefonie fixă în zonele montane izolate este costisitoare, iar penetrarea telefoanelor fixe per capita este scăzută comparativ cu alte țări din America Latină, situându-se la 40%; cu toate acestea, 82% dintre mexicanii cu vârsta peste 14 ani dețin un telefon mobil. Telefonia mobilă are avantajul de a ajunge în toate zonele la un cost mai mic, iar numărul total de linii mobile este aproape dublu față de cel al liniilor fixe, estimându-se la 63 de milioane de linii. Industria telecomunicațiilor este reglementată de guvern prin Cofetel (Comisión Federal de Telecomunicaciones).
Sistemul de sateliți mexican este domestic și operează 120 de stații terestre. Există, de asemenea, o rețea extinsă de relee radio pe microunde și o utilizare considerabilă a cablurilor de fibră optică și coaxiale. Sateliții mexicani sunt operați de Satélites Mexicanos (Satmex), o companie privată, lider în America Latină și care deservește atât America de Nord, cât și America de Sud. Aceasta oferă servicii de difuzare, telefonie și telecomunicații către 37 de țări din cele două Americi, de la Canada până la Argentina. Prin parteneriate de afaceri, Satmex oferă conectivitate de mare viteză către furnizorii de servicii internet (ISP) și servicii de difuzare digitală. Satmex își menține propria flotă de sateliți, majoritatea fiind proiectați și construiți în Mexic. Jucătorii majori în industria de radiodifuziune sunt Televisa, cea mai mare companie media mexicană din lumea vorbitoare de limbă spaniolă, TV Azteca și Imagen Televisión.

### Energie

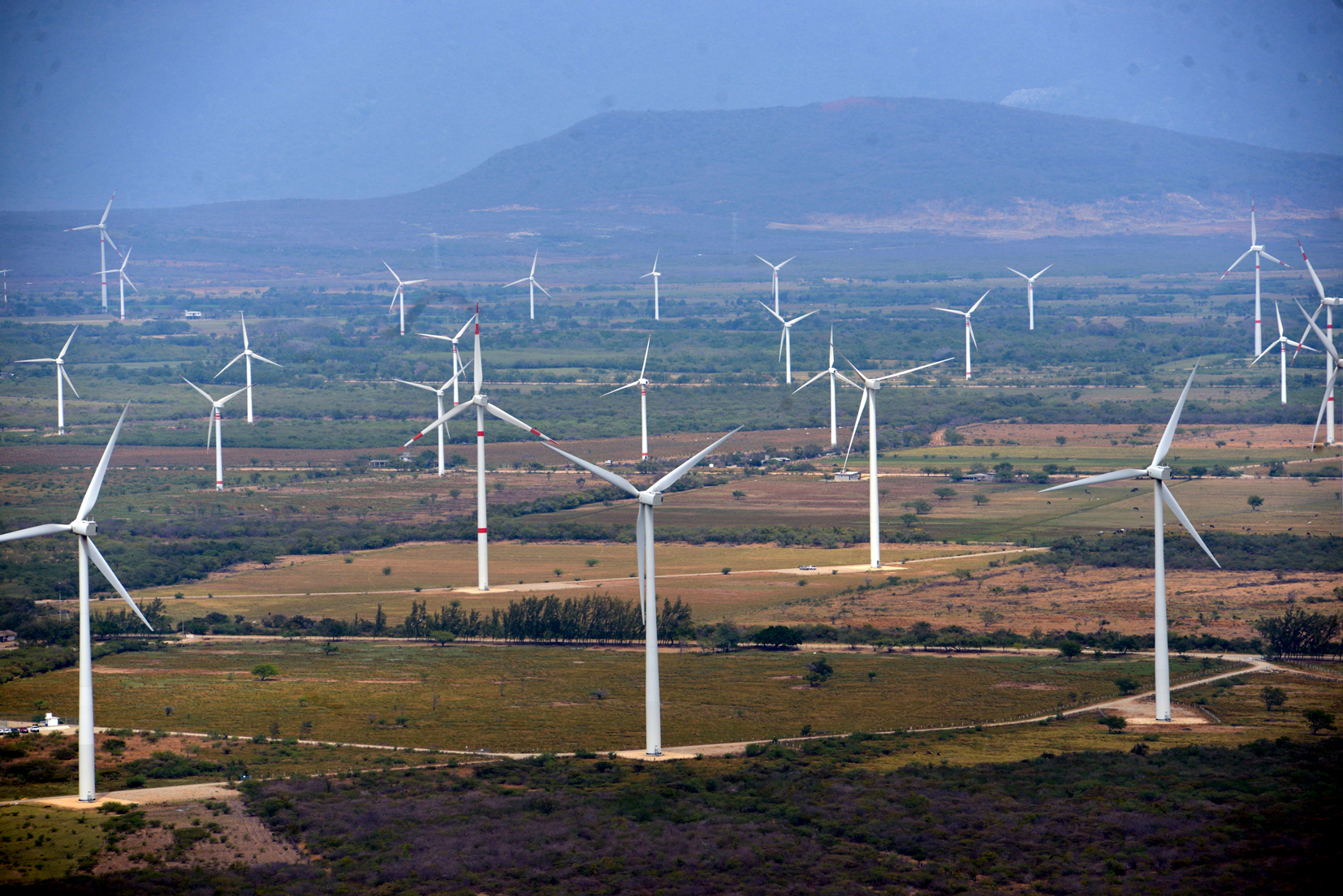
Centrala Eoliana Sureste I.

Producția de energie în Mexic este gestionată de companiile de stat Comisia Federală de Electricitate și Pemex. Pemex, compania publică responsabilă cu explorarea, extracția, transportul și comercializarea de petrol brut și gaze naturale, precum și rafinarea și distribuția produselor petroliere și petrochimice, este una dintre cele mai mari companii din lume în ceea ce privește veniturile, realizând vânzări anuale de 86 miliarde de dolari americani. Mexicul este al șaselea cel mai mare producător de petrol din lume, cu 3,7 milioane de barili pe zi. În 1980, exporturile de petrol reprezentau 61,6% din totalul exporturilor; până în 2000, acest procent scăzuse la doar 7,3%. Cel mai mare hidrocentral din Mexic este barajul Manuel Moreno Torres de 2.400 MW din Chicoasén, Chiapas, pe râul Grijalva. Acesta este a patra hidrocentral ca productivitate din lume.
Mexicul este țara cu al treilea cel mai mare potențial solar din lume. Potențialul solar brut al țării este estimat la 5 kWh/m2 pe zi, ceea ce corespunde cu 50 de ori producția națională de electricitate. În prezent, sunt instalate peste 1 milion de metri pătrați de panouri solare termice în Mexic, în timp ce în 2005 erau 115.000 de metri pătrați de panouri solare fotovoltaice. Se estimează că în 2012 vor exista 1,8 milioane de metri pătrați de panouri solare termice instalate. Proiectul numit SEGH-CFE 1, situat în Puerto Libertad, Sonora, în nord-vestul Mexicului, va avea o capacitate de 46,8 MW dintr-o matrice de 187.200 de panouri solare atunci când va fi finalizat în 2013. Toată energia electrică va fi vândută direct către CFE și absorbită în sistemul de transmisie al utilității pentru distribuție în întreaga lor rețea existentă. Cu o capacitate instalată de 46,8 MWp, când va fi finalizat în 2013, proiectul va fi primul proiect de scară utilitară de acest fel din Mexic și cel mai mare proiect solar de orice fel din America Latină.

### Știință și Tehnologie

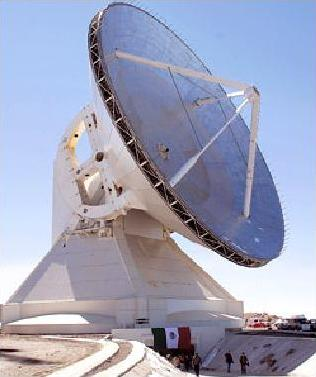
Telescopul milimetric mare din Puebla.

Universitatea Națională Autonomă din Mexic a fost oficial înființată în 1910, iar universitatea a devenit unul dintre cele mai importante institute de învățământ superior din Mexic. UNAM oferă educație de clasă mondială în domeniul științei, medicinei și ingineriei. Multe institute științifice și noi institute de învățământ superior, cum ar fi Institutul Politehnic Național (înființat în 1936), au fost înființate în prima jumătate a secolului al XX-lea. Majoritatea noilor institute de cercetare au fost create în cadrul UNAM. Douăsprezece institute au fost integrate în UNAM între 1929 și 1973. În 1959, Academia Mexicană de Științe a fost creată pentru a coordona eforturile științifice între academicieni.
Universitatea Națională Autonomă din Mexic a fost oficial înființată în 1910, iar universitatea a devenit unul dintre cele mai importante institute de învățământ superior din Mexic. UNAM oferă educație de clasă mondială în domeniul științei, medicinei și ingineriei. Multe institute științifice și noi institute de învățământ superior, cum ar fi Institutul Politehnic Național (înființat în 1936), au fost înființate în prima jumătate a secolului al XX-lea. Majoritatea noilor institute de cercetare au fost create în cadrul UNAM. Douăsprezece institute au fost integrate în UNAM între 1929 și 1973. În 1959, Academia Mexicană de Științe a fost creată pentru a coordona eforturile științifice între academicieni.
În 1995, chimistul mexican Mario J. Molina a împărțit Premiul Nobel pentru Chimie cu Paul J. Crutzen și F. Sherwood Rowland pentru munca lor în chimia atmosferică, în special în ceea ce privește formarea și descompunerea ozonului. Molina, absolvent al UNAM, a devenit primul cetățean mexican care a câștigat Premiul Nobel în știință.
În ultimii ani, cel mai mare proiect științific dezvoltat în Mexic a fost construcția Telescopului Milimetric Mare (Gran Telescopio Milimétrico, GMT), cel mai mare și mai sensibil telescop cu un singur orificiu în domeniul său de frecvență. Acesta a fost conceput pentru a observa regiuni ale spațiului acoperite de praf stelar. Mexicul a ocupat locul 58 în Indicele Global de Inovație în 2023.

### Turism

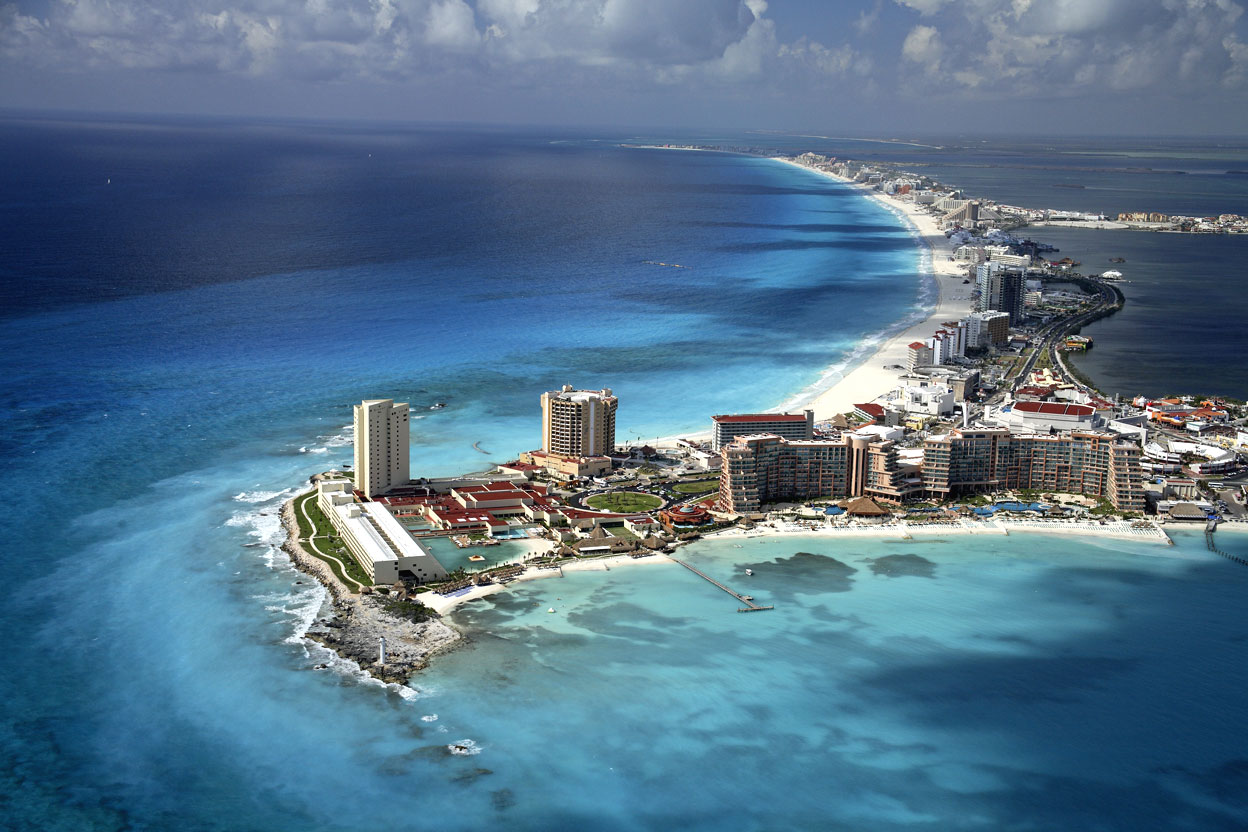
Orașul stațiune Cancún, luna mai 2008

Începând cu anul 2017, Mexicul a fost a șasea cea mai vizitată țară din lume și a avut al 15-lea cel mai mare venit din turism din lume, ceea ce este și cel mai mare în America Latină. Majoritatea covârșitoare a turiștilor vin în Mexic din Statele Unite ale Americii și Canada, urmate de Europa și Asia. Un număr mai mic vine și din alte țări din America Latină. În Raportul Competitivității în Turism și Călătorii din 2017, Mexicul a fost clasat pe locul 22 în lume, fiind al treilea în Americi.
Coastele Mexicului sunt bogate în plaje însorite întinse. Conform Constituției Mexicului, Articolul 27, întreaga litoral este deținută de guvernul federal. Pe peninsula Yucatan, una dintre destinațiile de plajă cele mai populare este stațiunea Cancún, în special printre studenții universitari în timpul vacanței de primăvară. La sud de Cancun se află fâșia litorală numită Riviera Maya, care include orașul de pe plajă Playa del Carmen și parcurile ecologice Xcaret și Xel-Há. La sud de Cancún se află orașul Tulum, remarcabil pentru ruinele sale ale civilizației Maya. Alte destinații turistice notabile includ Acapulco, cu plaje aglomerate și hoteluri cu mai multe etaje pe maluri. La extremitatea sudică a peninsulei Baja California se află stațiunea Cabo San Lucas, cunoscută pentru pescuitul la marlin. Mai aproape de granița cu Statele Unite este atracția de weekend a orașului San Felipe, Baja California.
În orașele mexicane de-a lungul frontierei Mexic-SUA, industria de ospitalitate cea mai profitabilă este acum turismul medical, cu urme ale motivațiilor tradiționale care au atras turiștii în teritoriile de la frontiera nordică a Mexicului timp de aproape un secol. Principalele servicii medicale căutate în cadrul turismului medical sunt achiziționarea de medicamente, stomatologia, chirurgia elective, optometria și chiropractica.

### Apa potabilă și canalizare
Serviciul de apă potabilă, canalizare și salubritate este operat de microîntreprinderi care lucrează exclusiv cu fiecare oraș din țară; acestea gestionează entități de stocare precum canale, puțuri, turnuri hidraulice și altele. Deși Mexicul se mândrește cu unele dintre cele mai bune organizații de operare a apei potabile și a salubrității din America Latină, are și altele a căror performanță este slabă. Accesul, eficiența și calitatea serviciilor de apă și salubritate variază considerabil de la o localitate la alta, reflectând în mare parte diferitele niveluri de dezvoltare din întreaga țară. În general, sectorul de apă și salubritate din Mexic se confruntă cu următoarele probleme:
- Eficiență tehnică și comercială redusă în furnizarea serviciilor;
- Calitate inadecvată a serviciilor de alimentare cu apă;
- Calitate slabă a serviciilor de salubritate, în special în ceea ce privește tratarea apelor uzate;
- Acoperire insuficientă în cele mai sărace zone rurale.

### Petrochimie
Industria petrochimică din Mexic este o ramură a activității productive care include unități dedicate producției de substanțe chimice de bază derivate din gaz natural, petrol și cărbune, cum ar fi hidrocarburi aciclice: etan, hexan, etilenă, propilenă etc. Mexicul are o infrastructură extinsă pentru explorarea și producția de țiței și gaz natural, rafinării, complexe de procesare a gazului și complexe petrochimice pentru transformarea hidrocarburilor. În prezent, dispune de cincisprezece rafinării care au o capacitate totală de rafinare de 818.000 de barili pe zi. Industria petrochimică servește ca o platformă de sprijin pentru dezvoltarea și creșterea Mexicului, pe lângă formarea lanțurilor productive. Această industrie furnizează produse pentru mai mult de 40 de ramuri ale activității industriale și solicită bunuri și servicii de la 30 de industrii. Principalele lanțuri sprijinite de petrochimie sunt: textile, auto/transport, detergenți și cosmetice, încălțăminte, ambalaje/băuturi și alimente, agricultură, construcții și îmbrăcăminte.

### Transport

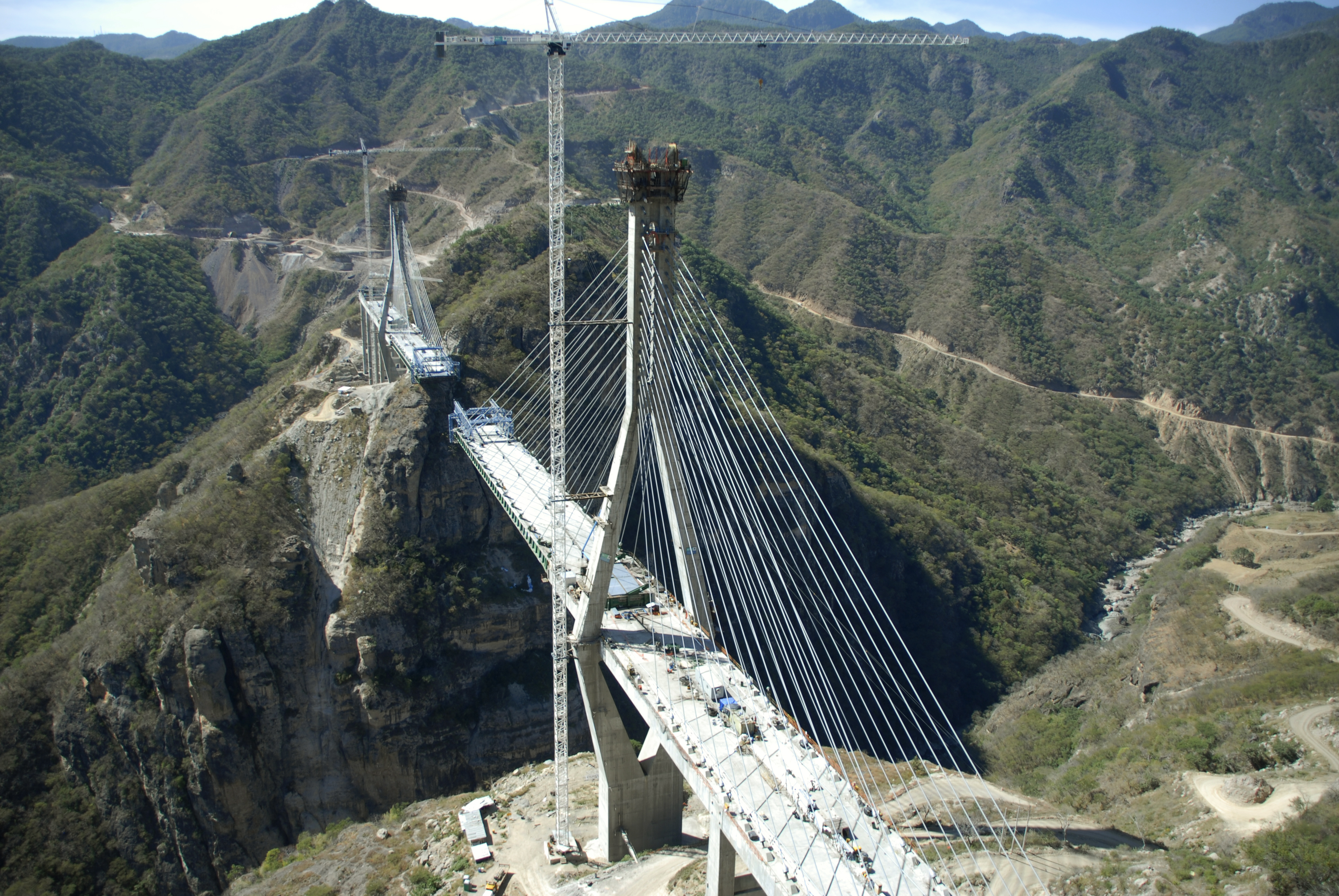
Podul Baluarte, cel mai înalt pod din America.

În ciuda topografiei sale dificile, rețeaua de drumuri din Mexic este extinsă și acoperă cea mai mare parte a țării. Rețeaua de drumuri din Mexic are o lungime de 366.095 km (227.481 mile), din care 116.802 km (72.577 mile) sunt asfaltate, ceea ce o face a noua ca mărime în lume, și are al șaptelea cel mai bun indice de conectivitate din lume. Dintre acestea, 10.474 km (6.508 mile) sunt autostrăzi cu mai multe benzi: 9.544 km (5.930 mile) sunt autostrăzi cu patru benzi, iar restul au 6 sau mai multe benzi.
Începând din ultima parte a secolului al XIX-lea, Mexicul a fost una dintre primele țări din America Latină care a promovat dezvoltarea feroviară, iar rețeaua acoperă 30.952 km (19.233 mile). Secretariatul Comunicațiilor și Transporturilor din Mexic a propus o legătură feroviară de mare viteză care va transporta pasagerii de la Ciudad de México la Guadalajara, Jalisco. Trenul, care va circula cu o viteză de 300 de kilometri pe oră (190 mile pe oră), va permite pasagerilor să călătorească de la Ciudad de Mexico la Guadalajara în doar 2 ore. Întregul proiect a fost estimat să coste 240 de miliarde de peso, sau aproximativ 25 de miliarde de dolari americani, și este finanțat în comun de guvernul mexican și sectorul privat local, inclusiv de unul dintre cei mai bogați oameni din lume, magnatul mexican de afaceri Carlos Slim. Guvernul statului Yucatan finanțează și construcția unei linii de mare viteză care să lege orașele Cozumel de Mérida și Chichen Itza și Cancún.
Mexicul are 233 de aeroporturi cu piste asfaltate; dintre acestea, 35 transportă 97% din traficul de pasageri. Aeroportul Internațional din Ciudad de México rămâne cel mai aglomerat din America Latină și al 36-lea cel mai aglomerat din lume, transportând 45 de milioane de pasageri pe an.

## Demografie

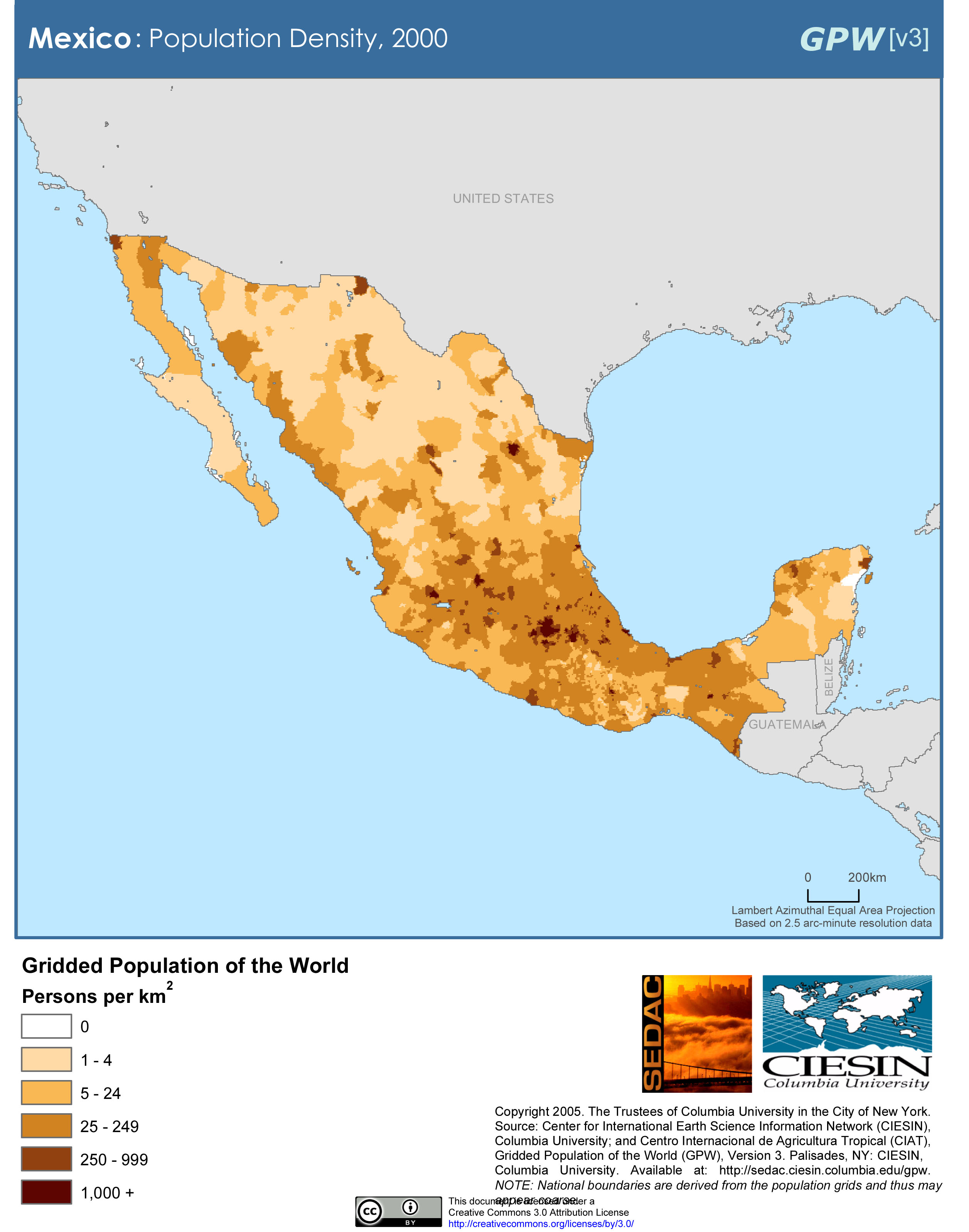
Densitatea populației în Mexic

Pe parcursul secolului al XIX-lea, populația Mexicului a crescut foarte puțin. Această tendință a continuat în primele două decenii ale secolului al XX-lea. În 1900, populația mexicană era de 13,6 milioane de locuitori. Recensământul din 1921 a raportat o scădere de aproximativ 1 milion de locuitori. Revoluția Mexicană (aprox. 1910–1920) a avut un impact semnificativ asupra creșterii populației. Rata de creștere a crescut dramatic între anii 1930 și 1980, când țara a înregistrat rate de creștere de peste 3% (1950–1980). Populația Mexicului s-a dublat în douăzeci de ani, iar la acea rată se aștepta ca până în anul 2000 să trăiască 120 de milioane de oameni în Mexic. Populația Mexicului a crescut de la 70 de milioane în 1982 la 120 de milioane în 2015.
Speranța de viață a crescut de la 36 de ani (în 1895) la 72 de ani (în 2000). Conform estimărilor făcute de Institutul Național de Geografie și Statistică al Mexicului, se estimează că în 2022 populația Mexicului va fi de 129.150.971 de locuitori. Până în 2017, Mexicul avea 123,5 milioane de locuitori, făcându-l cea mai populată țară vorbitoare de limbă spaniolă din lume.

### Etnie și rasă
Populația Mexicului este extrem de diversă, dar cercetările privind etnicitatea mexicană au resimțit impactul discursurilor naționaliste asupra identității. Din anii 1930, guvernul mexican a promovat opinia conform căreia toți mexicanii fac parte din comunitatea Mestizo, fiind distinși doar prin apartenența sau neapartenența la o comunitate indigenă, gradul de fluență într-o limbă indigenă și gradul de respectare a obiceiurilor indigene.
Abia foarte recent guvernul mexican a început să efectueze sondaje care iau în considerare alte grupuri etnice care trăiesc în țară, cum ar fi Afro-mexicanii (care au reprezentat 2% din populația Mexicului în 2020) sau Mexicani albi (47%). Grupuri mai puțin numeroase în Mexic, cum ar fi asiaticii și persoanele din Orientul Mijlociu, sunt de asemenea luate în considerare, cu cifre de aproximativ 1% fiecare.

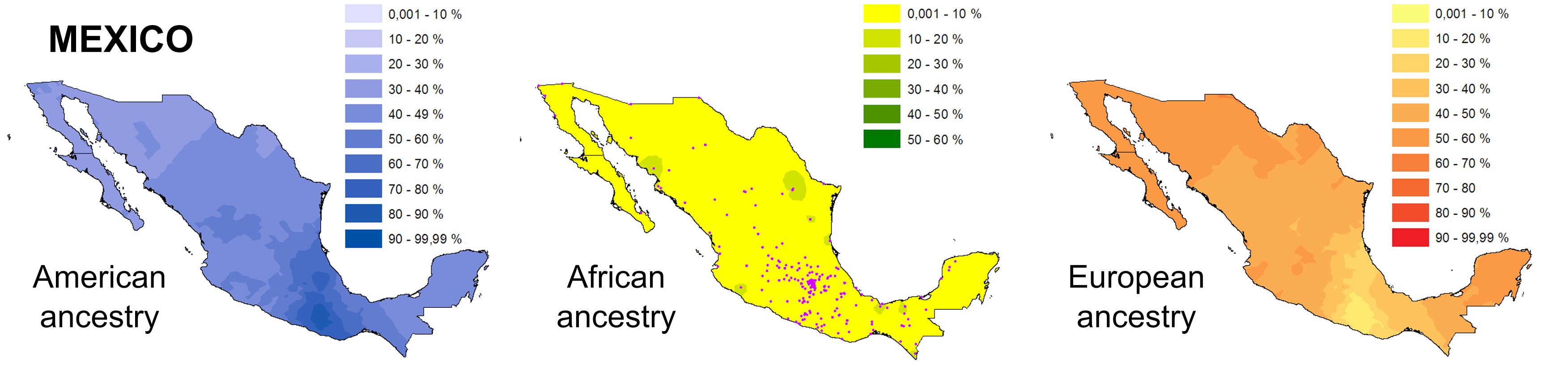
Variația regională a ascendenței conform unui studiu realizat de Ruiz-Linares în 2014

### Limbi

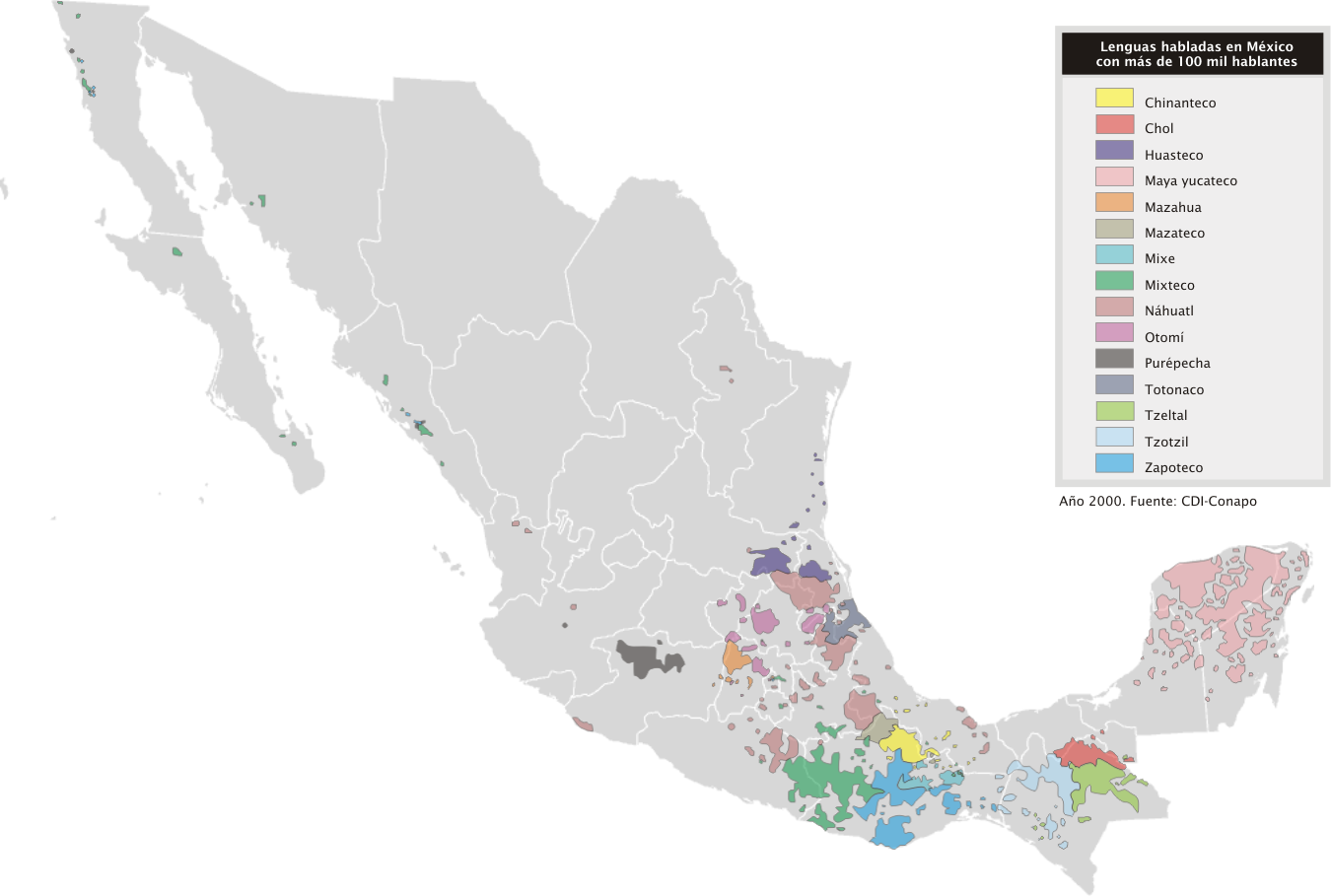
Harta pentru anul 2000 a limbilor indigene din Mexic cu peste 100.000 de vorbitori.

Spaniola este limba națională de facto vorbită de o vastă majoritate a populației, făcând din Mexic cea mai populată țară hispanofonă din lume. Spaniola mexicană se referă la varietățile limbii vorbite în țară, care diferă de la o regiune la alta în ceea ce privește sunetul, structura și vocabularul.
Guvernul federal recunoaște oficial șaizeci și opt de grupuri lingvistice și 364 de varietăți de limbi indigene. Se estimează că aproximativ 8,3 milioane de cetățeni vorbesc aceste limbi, cu limba Nahuatl fiind cea mai vorbită de peste 1,7 milioane de oameni, urmată de limba maya yucatecă, folosită zilnic de aproape 850.000 de persoane. Tzeltal și Tzotzil, alte două limbi maya, sunt vorbite de aproximativ jumătate de milion de oameni fiecare, în principal în statul sudic Chiapas. Mixtec și Zapotec, cu aproximativ 500.000 de vorbitori nativi fiecare, sunt alte două grupuri lingvistice proeminente. Din momentul înființării sale în martie 2003, Institutul Național de Limbi Indigene este responsabil cu promovarea și protejarea utilizării limbilor indigene ale țării, prin Legea Generală a Drepturilor Lingvistice ale Popoarelor Indigene, care le recunoaște ca "limbi naționale" cu un statut egal cu cel al spaniolei. Cu toate acestea, în practică, popoarele indigene se confruntă adesea cu discriminare și nu au acces complet la servicii publice precum educația și asistența medicală, sau la sistemul de justiție, deoarece spaniola este limba predominantă.
În afară de limbile indigene, există mai multe limbi minoritare vorbite în Mexic datorită migrației internaționale, cum ar fi limba germană scrisă, vorbită de populația Menonită de aproximativ 80.000 de persoane, stabilită în principal în statele nordice, alimentată de toleranța guvernului federal față de această comunitate, care le permite să-și stabilească propriul sistem educațional compatibil cu obiceiurile și tradițiile lor. Dialectul Chipilo, o variație a limbii venețiene, este vorbit în orașul Chipilo, situat în statul central Puebla, de aproximativ 2.500 de persoane, în principal descendenți ai venețienilor care au emigrat în zona la sfârșitul secolului al XIX-lea. În plus, engleza este cea mai frecvent predată limbă străină în Mexic. Se estimează că aproape 24 de milioane, sau aproximativ o cincime din populație, studiază limba prin școli publice, instituții private sau canale de acces personal. Cu toate acestea, un nivel ridicat de competență în limba engleză este limitat la doar 5% din populație. În plus, franceza este a doua cea mai frecvent predată limbă străină, deoarece în fiecare an între 200.000 și 250.000 de studenți mexicani se înscriu la cursuri de limbă.

### Emigrația și imigrația

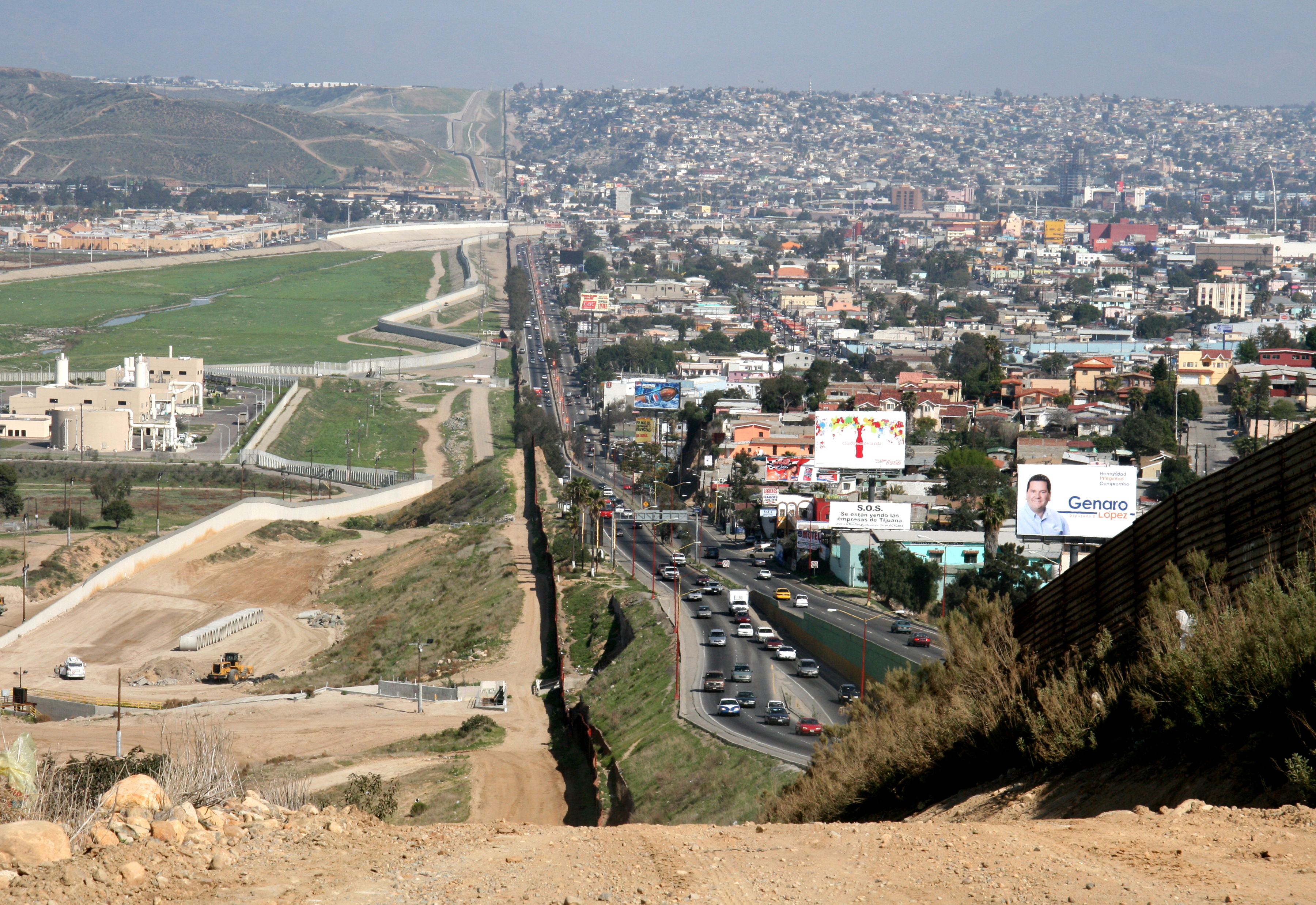
Bariera Mexic-Statele Unite între birourile de patrulare de frontieră din San Diego din California, SUA (stânga) și Tijuana, Mexic (dreapta).

La începutul anilor 1960, aproximativ 600.000 de mexicani trăiau în străinătate, cifra care a crescut de șapte ori până în anii 1990, ajungând la 4,4 milioane. La începutul secolului al XXI-lea, această cifră s-a dublat, ajungând la 9,5 milioane. Începând cu anul 2017, se estimează că 12,9 milioane de mexicani trăiesc în străinătate, în principal în Statele Unite ale Americii, care concentrează aproape 98% din populația emigrată.
Majoritatea mexicanilor s-au stabilit în state precum California, Texas și Illinois, în special în zonele metropolitane ale Los Angelesului, Chicago, Houstonului și Dallas–Fort Worthului. Ca rezultat al acestor fluxuri majore de migrație în ultimele decenii, aproximativ 36 de milioane de rezidenți ai SUA, adică 11,2% din populația țării, s-au identificat ca având o ascendență mexicană completă sau parțială.
Restul de 2% dintre expatriați s-au stabilit în Canada (86.000), în principal în provinciile Ontario și Québec, urmate de Spania (49.000) și Germania (18.000), ambele destinații europene reprezentând aproape două treimi din populația mexicană care trăiește în continent. În ceea ce privește America Latină, se estimează că 69.000 de mexicani trăiesc în regiune, Guatemala (18.000) fiind principala destinație pentru expatriați, urmată de Bolivia (10.000) și Panama (5.000).
Începând cu anul 2017, se estimează că 1,2 milioane de străini s-au stabilit în Mexic, față de aproape 1 milion în 2010. Cea mai mare parte a migranților provine din Statele Unite (900.000), făcând din Mexic destinația principală pentru cetățenii americani în străinătate. Cel de-al doilea grup ca mărime vine din vecina Guatemala (54.500), urmată de Spania (27.600). Alte surse majore de migrație sunt țările vecine din America Latină, printre care Columbia (20.600), Argentina (19.200) și Cuba (18.100). Din punct de vedere istoric, diaspora libaneză și migrația menoniților născuți în Germania au avut un impact semnificativ asupra culturii țării, în special în gastronomie și muzica tradițională. La începutul secolului al XXI-lea, mai multe tendințe au crescut numărul străinilor care locuiesc în țară, cum ar fi criza financiară spaniolă din perioada 2008-2014, criza politică și economică în curs de desfășurare din Venezuela și boom-ul industriei auto condus de investițiile japoneze și sud-coreene.

### Religie
Deși Constituțiile din 1857 și 1917 au impus limite asupra rolului Bisericii Catolice Romane în Mexic, catolicismul rămâne afilierea religioasă dominantă a țării. Recensământul din 2020 realizat de Instituto Nacional de Estadística y Geografía (Institutul Național de Statistică și Geografie) indică catolicismul ca fiind principala religie, cu 77,7% (97.864.218) din populație, în timp ce 11,2% (14.095.307) aparțin denominațiilor creștine protestante/evanghelice—printre care se numără și alți creștini (6.778.435), evanghelici (2.387.133), penticostali (1.179.415), martorii lui Iehova (1.530.909), adventiștii de ziua a șaptea (791.109). Cei 97.864.218 de catolici din Mexic constituie, în termeni absoluti, cea de-a doua cea mai mare comunitate catolică din lume, după cea a Braziliei. 47% dintre aceștia participă la serviciile bisericii săptămânal. Ziua de sărbătoare a Născătoarei de Dumnezeu a Guadalupului, ocrotitoarea Mexicului, este sărbătorită la 12 decembrie și este considerată de mulți mexicani cea mai importantă sărbătoare religioasă a țării lor. Denominațiile Penticostale au, de asemenea, o prezență importantă, în special în orașele de la graniță și în comunitățile indigene. Începând cu anul 2010, bisericile Penticostale au împreună peste 1,3 milioane de adepți, ceea ce le plasează ca a doua credință creștină din Mexic. Situația se schimbă atunci când diferitele denominații penticostale sunt considerate entități separate. Fenomenele migratorii au dus la răspândirea diferitelor aspecte ale creștinismului, inclusiv ramuri protestante, Biserici Catolice Orientale și Biserica Ortodoxă Orientală.
Prezența evreilor în Mexic datează din anul 1521, când Hernán Cortés a cucerit aztecii. Potrivit recensământului din 2020, în Mexic există 58.876 de evrei. Islamul în Mexic (cu 7.982 de membri) este practicat în principal de către mexicanii de origine arabă. În recensământul din 2010, 36.764 de mexicani au raportat că aparțin unei religii spiritualiste, o categorie care include o mică populație budistă.
Potrivit lui Jacobo Grinberg, supraviețuirea ritualurilor religioase ale vechilor grupuri indigene este remarcabilă.
Adesea există un sincretism între șamanism și tradițiile catolice. O altă religie a sincretismului popular în Mexic (mai ales în ultimii ani) este Santería. Acest lucru se datorează în principal numărului mare de cubanezi care s-au stabilit în teritoriu după Revoluția Cubaneză. Chiar dacă Mexicul a fost și el beneficiarul sclavilor negri din Africa în secolul al XVI-lea, apogeul acestor culturi este relativ nou. În general, religiozitatea populară este privită cu ochi răi de către religiile instituțional structurate.

### Sănătate

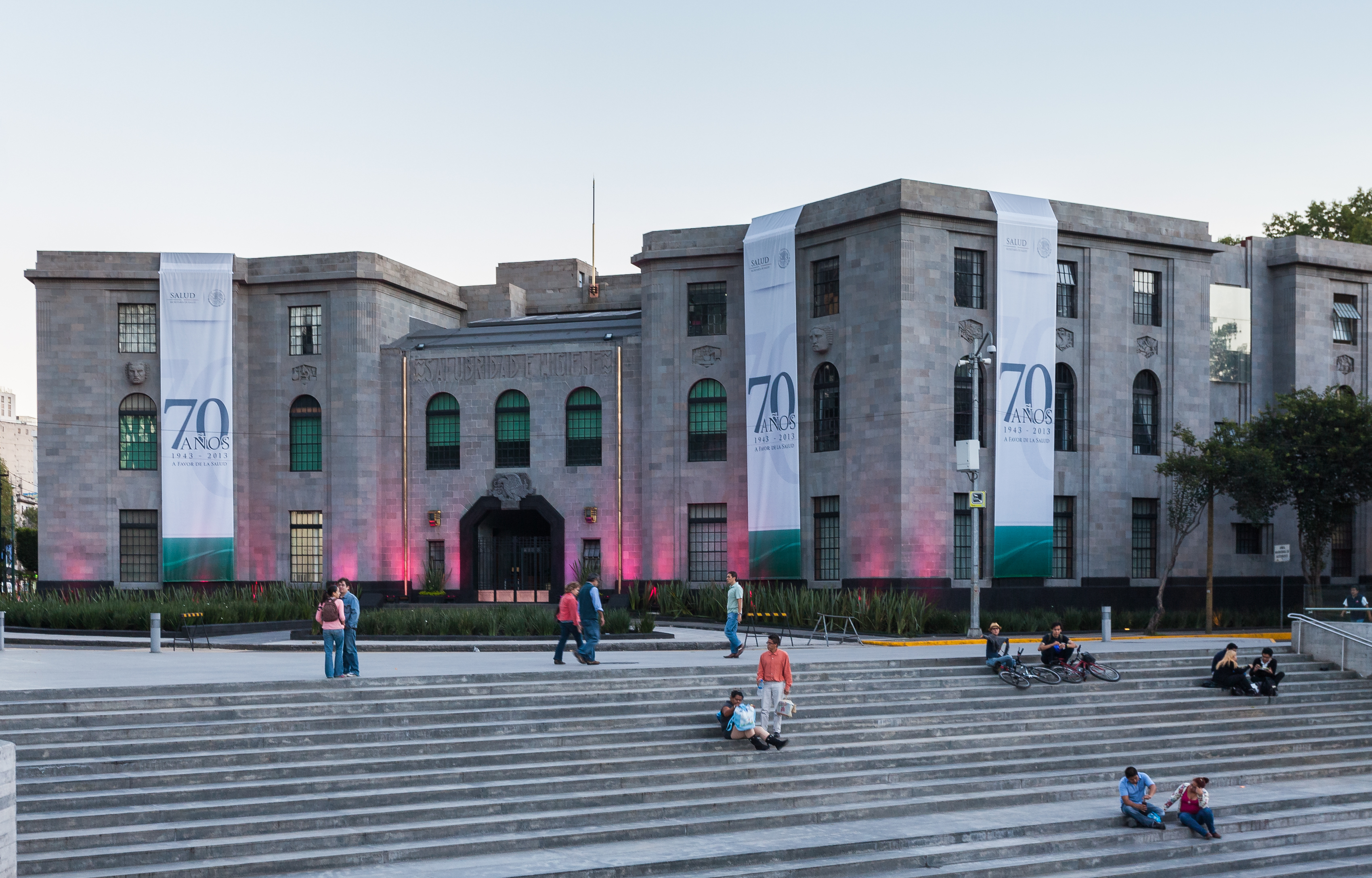
Secretariatul Sănătății, Mexico City, Mexic.

În anii 1930, Mexicul s-a angajat să ofere îngrijiri medicale în mediul rural, cerând ca studenții la medicină, în mare parte din mediul urban, să primească pregătire în acest sens și să-i facă agenți ai statului pentru a evalua zonele marginale. Începând cu începutul anilor 1990, Mexicul a intrat într-o etapă de tranziție în ceea ce privește sănătatea populației sale, iar unii indicatori precum modelele de mortalitate sunt identice cu cele găsite în țări foarte dezvoltate precum Germania sau Japonia.
Infrastructura medicală a Mexicului este în mare parte bine evaluată și de obicei excelentă în marile orașe, dar comunitățile rurale încă se lipsesc de echipamente pentru proceduri medicale avansate, forțând pacienții din acele locații să călătorească către cele mai apropiate zone urbane pentru a primi îngrijire medicală specializată.
Instituțiile finanțate de stat precum Institutul Mexic de Asigurări Sociale (IMSS) și Institutul pentru Asigurări Sociale și Servicii pentru Lucrătorii Statului (ISSSTE) joacă un rol major în domeniul sănătății și securității sociale. Serviciile de sănătate private sunt, de asemenea, foarte importante și reprezintă 13% din totalul unităților medicale din țară. Pregătirea medicală se face în mare parte la universitățile publice, cu multe specializări realizate în cadrul unor stagii de pregătire profesională sau internship. Unele universități publice din Mexic, precum Guadalajara, au semnat acorduri cu Statele Unite ale Americii pentru a primi și a pregăti studenți americani în medicină. Costurile îngrijirii medicale în instituțiile private și prețurile medicamentelor pe rețetă în Mexic sunt, în medie, mai scăzute decât cele ale partenerilor săi economici din America de Nord.

### Educație

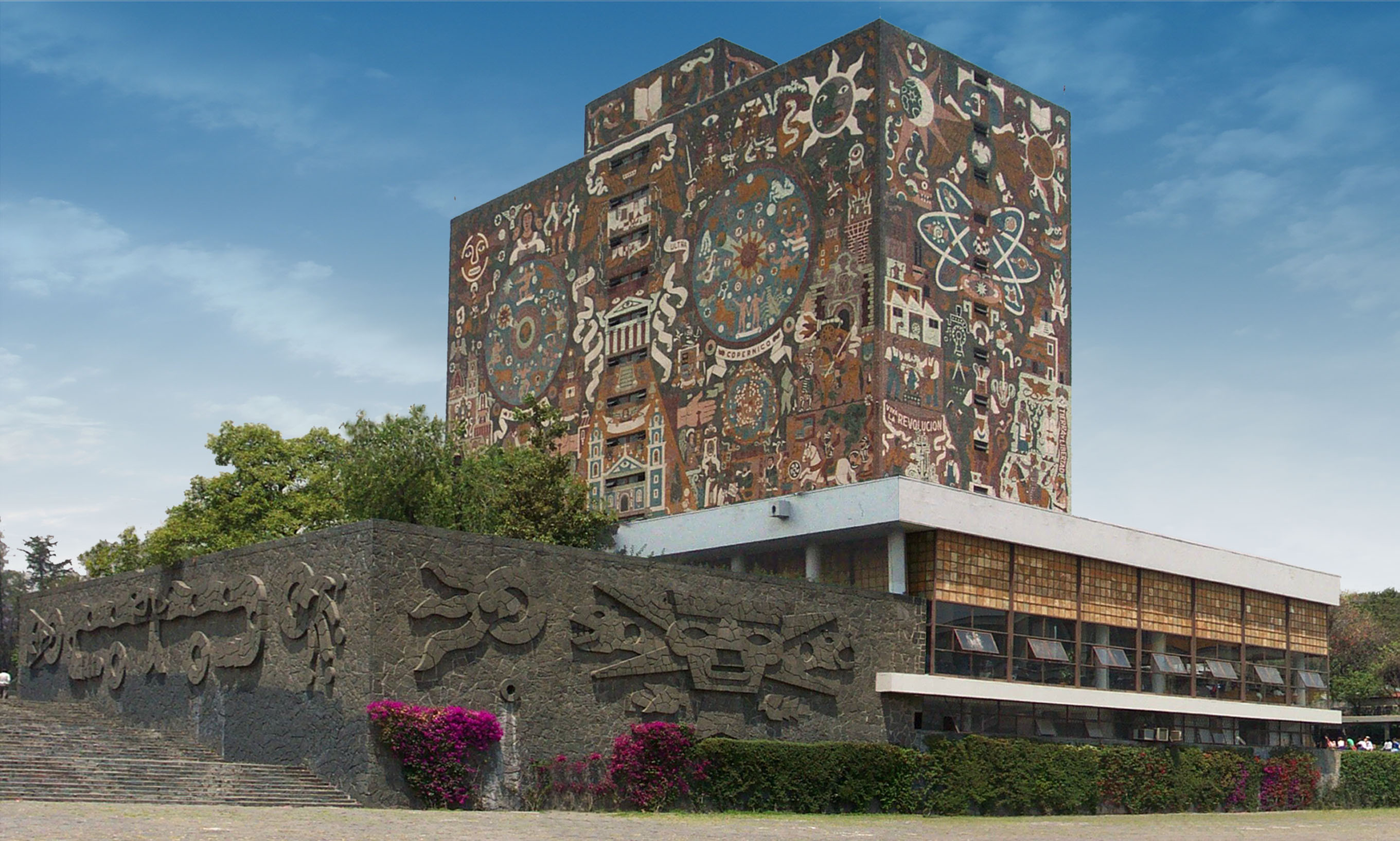
Biblioteca Centrală a Universității Naționale Autonome din Mexic.

Primele semne ale unui sistem educațional care au fost prezentate în istoria Mexicului au venit din mâna civilizației aztece. Au avut două tipuri de instituții de învățământ principale: Calmécac, care erau folosite pentru a pregăti războinici; și cuicacalli, folosite pentru educarea preoților.
Civilizația maya avea și ea un sistem educațional, deși era mult mai selectiv decât cel al omologilor săi azteci. Maya a educat numai clasele sociale cele mai înalte, șefii tribali și liderii de război. Oameni din clasele sociale mai puțin bogați sau independenți au fost educați la domiciliu de familiile lor. A fost un sistem destul de selectiv și exclusiv. Pe de altă parte, în multe cazuri s-au folosit hieroglife pentru a transcrie anumite cuvinte.
Pe baza acestor două principii aztece, s-au născut primele sisteme educaționale din Mesoamerica și, în consecință, din Mexic. În timpul domniei aztece din Mexic, cultura religioasă a primit o importanță deosebită. Din acest motiv, sa considerat esențial crearea unor instituții care să servească la pregătirea viitoarelor preoți din sate. În aceștia au învățat totul legat de cultul zeștrilor azteci, așa cum și ei învățau să facă ritualuri ceremoniale. Fără îndoială, religia catolică a fost principalul factor care a definit politicile educaționale ale țării sub dominația coroanei spaniole. Universitatea Națională a Mexicului a fost fondată in 1551 de catre Carlos V al Spaniei și este cea mai veche universitate din America de Nord. Structura actuală a învățământului din Mexic a fost dezvoltată în secolul XX. În plus, în acest secol a fost înființat cel mai mare număr de instituții de învățământ mexicane care se află astăzi și care sunt printre cele mai importante din țară.

## Cultură
Cultura mexicană reflectă complexitatea istoriei țării prin amestecul culturilor indigene și a culturii Spaniei în timpul celor 300 de ani de dominație colonială a Mexicului de către Spania. Perioada porfiristă (el Porfiriato) (1876–1911) a fost marcată de progres economic și pace. După patru decenii de tulburări civile și război, Mexicul a cunoscut dezvoltarea filozofiei și a artelor, promovate de însuși președintele Porfirio Díaz. Începând cu acea perioadă, așa cum a fost accentuat în timpul Revoluției Mexicane, identitatea culturală și-a avut fundația în mestizaje: amestecul diferitelor rase și culturi, dintre care elementul indigen (adică amerindian) este nucleul. În contextul diversității etnice care a format poporul mexican, José Vasconcelos în "La Raza Cósmica" (Rasa Cosmică) (1925) a definit Mexicul și America Latină ca fiind vasul de amestec al tuturor raselor (extinzând astfel definiția mestizo) nu doar biologic, ci și cultural. Alți intelectuali mexicani s-au luptat cu ideea de Lo Mexicano, care caută "să descopere ethos-ul național al culturii mexicane".

### Artă

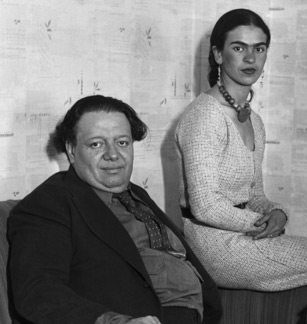
Diego Rivera și Frida Kahlo, doi dintre cei mai cunoscuți artiști mexicani.

Pictura este una dintre cele mai vechi arte din Mexic. Pictura pe pereți din teritoriul mexican are aproximativ 7500 de ani și a fost găsită în peșterile Peninsulei Baja California. Mexicul pre-columbian este prezent în clădiri și peșteri, în codicele aztece, în ceramica, în veșminte. Pictura murală cu teme religioase creștine a avut o înflorire importantă în secolul al XVI-lea, în perioada colonială timpurie, în bisericile și mănăstirile nou construite. Exemple pot fi găsite la Acolman, Actopan, Huejotzingo, Tecamachalco și Zinacantepec.
La fel ca și majoritatea artei din epoca modernă timpurie în Occident, arta mexicană din perioada colonială a fost religioasă în secolele al XVI-lea și al XVII-lea. Începând cu sfârșitul secolului al XVII-lea, și, cel mai prominent în secolul al XVIII-lea, au apărut portrete seculare și imagini ale tipurilor rasiale, așa-numita pictură de tip casta. Pictori importanți din perioada colonială târzie au fost Juan Correa, Cristóbal de Villalpando și Miguel Cabrera. În Mexicul post-independență timpurie, pictura secolului al XIX-lea a avut o marcantă influență romantică; peisajele și portretele au fost cele mai mari expresii ale acestei ere. Hermenegildo Bustos este unul dintre cei mai apreciați pictori din istoriografia artei mexicane. Alți pictori includ pe Santiago Rebull, Félix Parra, Eugenio Landesio, și elevul său remarcabil, artistul peisagist José María Velasco.

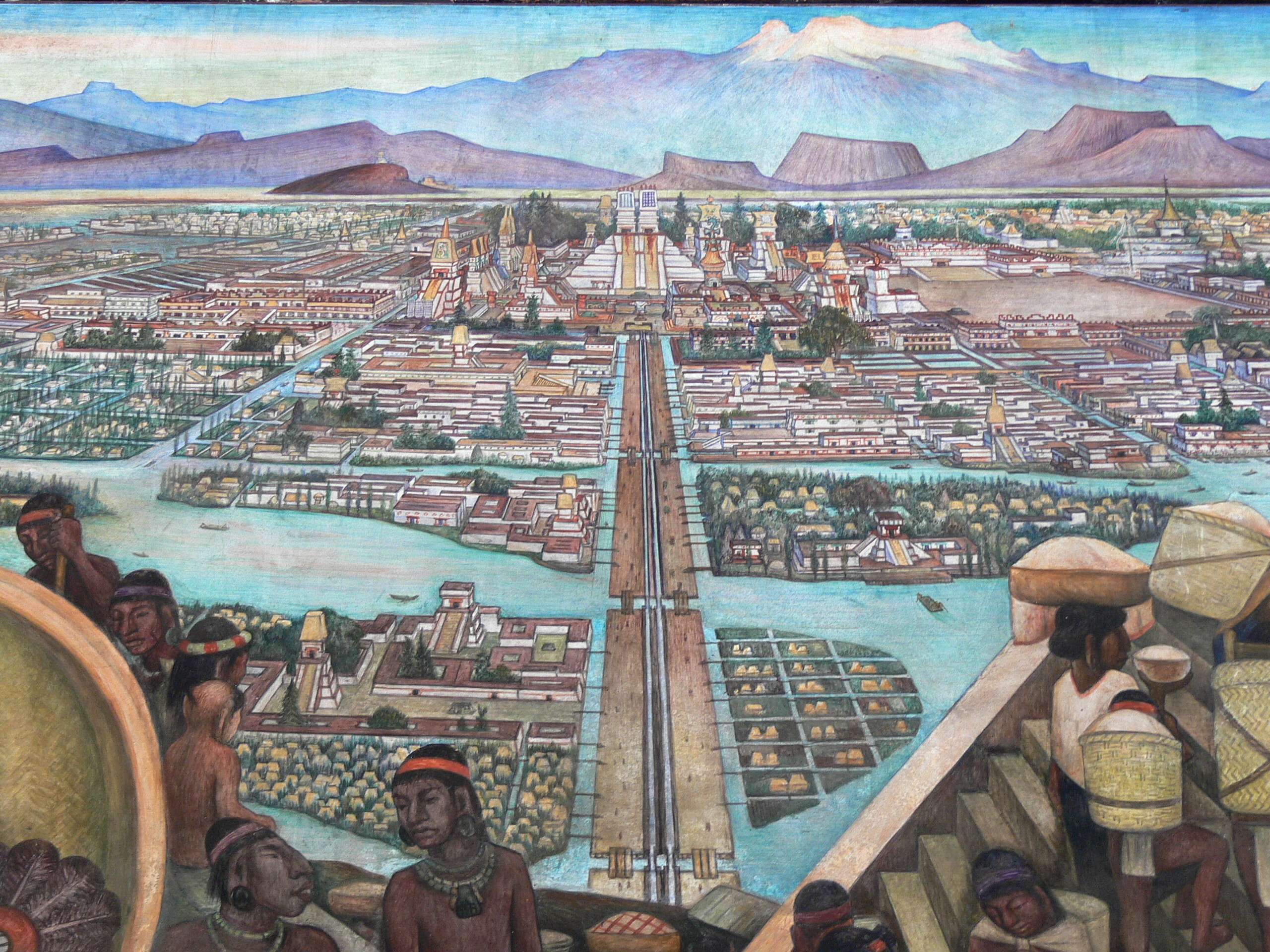
Mural de Diego Rivera care arată orașul aztec precolumbian Tenochtitlán.

În secolul al XX-lea, artiști precum Diego Rivera, David Alfaro Siqueiros și José Clemente Orozco, cunoscuți sub numele de "Marii Trei" ai muralismului mexican, au obținut recunoaștere mondială. Aceștia au fost comisionați de guvernul mexican să picteze fresce istorice de mari dimensiuni pe pereții clădirilor publice, ceea ce a contribuit la conturarea percepțiilor populare despre Revoluția Mexicană și identitatea culturală mexicană. Portretele larg personale ale lui Frida Kahlo sunt considerate de mulți ca fiind cea mai importantă lucrare istorică realizată de o artistă feminină.
În secolul al XXI-lea, Ciudad de México a devenit gazda celei mai mari concentrații de muzee de artă din lume. Instituții precum Museo Jumex, cea mai mare colecție de acest fel, fondată de colecționarul Eugenio López Alonso și consolidată de consultantul de artă Esthella Provas, au schimbat percepția asupra artei contemporane în America Latină. Museo Tamayo Arte Contemporaneous, fondat de Rufino Tamayo, este, de asemenea, considerat o instituție de prim rang și a introdus artiști străini unui public mai larg. Țara este, de asemenea, un epicentru pentru galerii de artă internaționale, inclusiv Kurimanzutto și FF Projects, și pentru artiști de frunte, cum ar fi Gabriel Orozco, Bosco Sodi, Stefan Brüggemann și Mario García Torres.

### Arhitectură

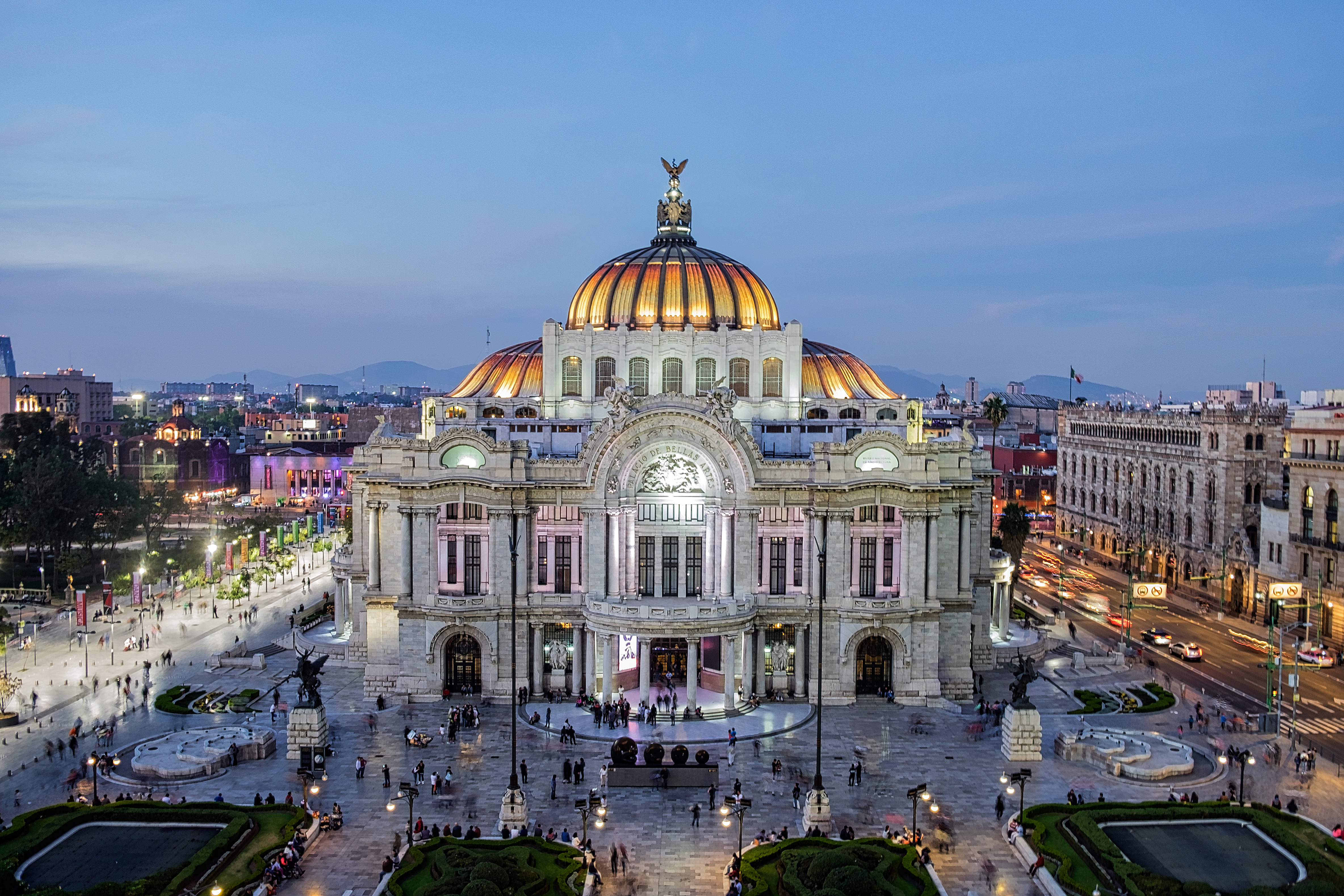
Palacio de Bellas Artes (Palatul Artelor Frumoase), cu picturi murale.

Structurile mesoamericane au evoluat stilistic de la simplu la complex. În cadrul urbanismului ambiental, orașele mayașe se evidențiază prin încorporarea lor în monumentalitatea clădirilor, cu densitatea junglei și complexe rețele de drumuri numite sakbés. Odată cu sosirea spaniolilor, au fost introduse teoriile arhitecturale ale ordinului grec-latin cu influențe arabe. Interacțiunea dintre spanioli și populațiile indigene a dat naștere unor stiluri artistice precum cel numit tequitqui (din limba nahuatl: muncitor sau constructor). Mai târziu, barocul și manierismul au prevalat în marile catedrale și clădiri civile, în timp ce în zonele rurale s-au construit haciende sau conace cu tendințe mozarabe.
În secolul al XIX-lea a apărut mișcarea neoclasică ca răspuns la obiectivele națiunii republicane, un exemplu fiind Hospicio Cabañas. Art Nouveau și Art Deco au fost stiluri introduse în designul Palacio de Bellas Artes pentru a marca identitatea națiunii mexicane cu simboluri greco-romane și pre-columbiene.
Apariția noii arhitecturi mexicane s-a născut ca o ordine formală a politicilor unui stat naționalist care căuta modernitatea și diferențierea de alte națiuni. Dezvoltarea unei arhitecturi moderne mexicane s-a manifestat, probabil, cel mai complet în construcția din anii '50 a Ciudad Universitaria, Mexico City, campusul principal al Universității Naționale Autonome din Mexic. Proiectată de cei mai prestigioși arhitecți ai epocii, printre care Mario Pani, Eugenio Peschard și Enrique del Moral, clădirile prezintă fresce realizate de artiști precum Diego Rivera, David Alfaro Siqueiros și José Chávez Morado. De atunci, a fost recunoscută ca sit înscris pe Lista Patrimoniului Mondial UNESCO.
Juan O'Gorman a fost unul dintre primii arhitecți de mediu din Mexic, dezvoltând teoria "organică", încercând să integreze clădirea în peisaj, folosind aceleași abordări ca Frank Lloyd Wright. În căutarea unei noi arhitecturi care să nu semene cu stilurile trecutului, el a realizat o manifestare comună cu pictura murală și peisajul. Luis Barragán a combinat forma spațiului cu forme ale arhitecturii vernaculare rurale din Mexic și țările mediteraneene (Spania-Maroc), integrând culoarea care manipulează lumina și umbra în diferite tonuri și deschide o privire către minimalismul internațional. A câștigat Premiul Pritzker din 1980, cea mai înaltă distincție în arhitectură.

### Gastronomie

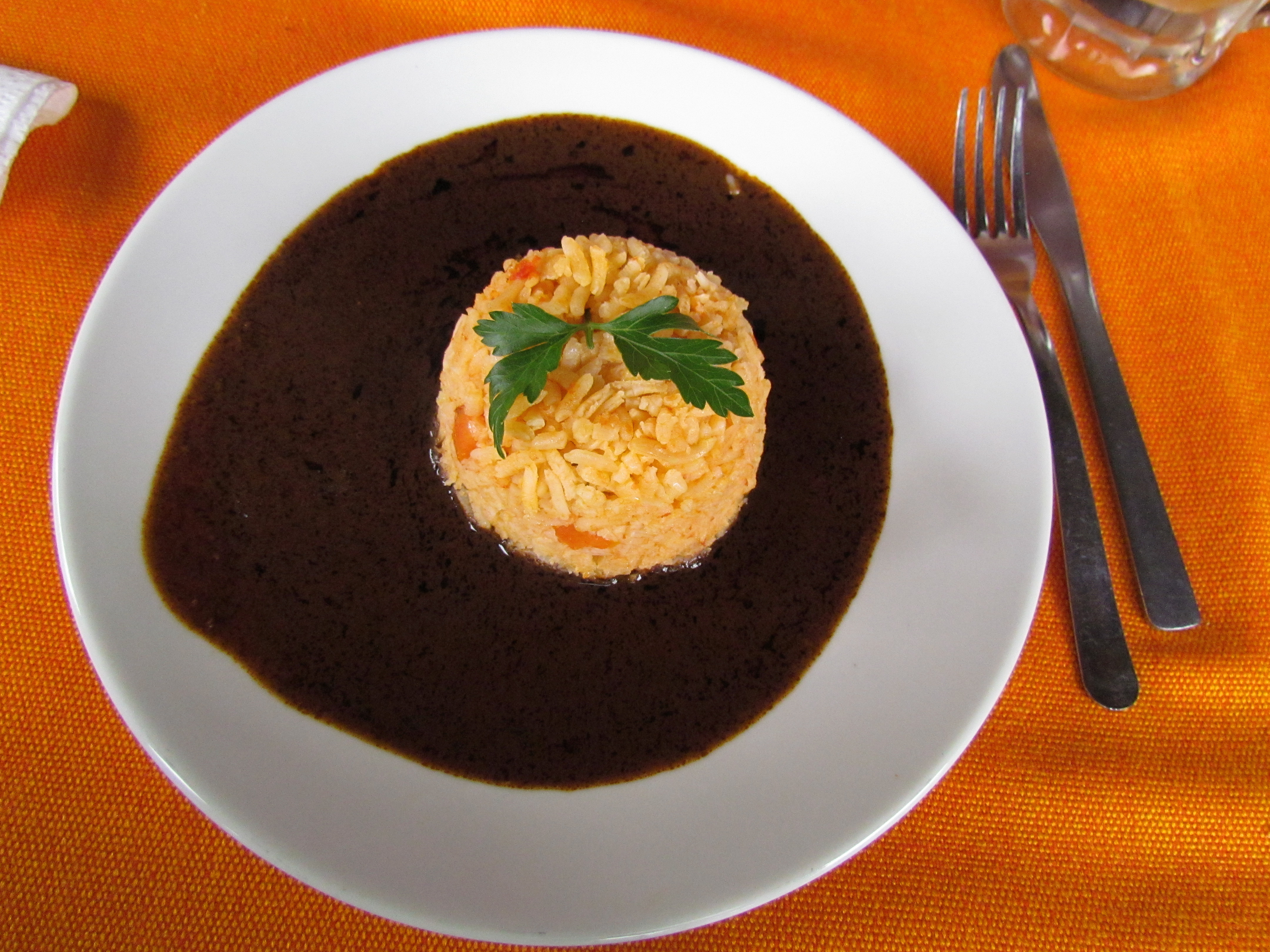
Sosul Mole, care are zeci de varietăți în întreaga republică, este văzut ca un simbol al Mexicului.

Originea actuală a bucătăriei mexicane a fost stabilită în timpul perioadei coloniale spaniole, fiind rezultatul amestecului dintre alimentele Spaniei și ingredientele indigene autohtone. Alimentele indigene din Mexic includ porumbul, legumele picante, dovlecii, avocado, cartoful dulce, curcanul, multe tipuri de fasole și alte fructe și condimente. De asemenea, unele tehnici culinare folosite în prezent au fost moștenite de la popoarele pre-columbiene. Odată cu sosirea spaniolilor, au fost introduse carnea de porc, vită și puiul, piperul, zahărul, laptele și toate derivatele sale, grâul și orezul, fructele citrice.
Din această întâlnire a două tradiții culinare s-au născut pozole, sosul mole, barbacoa și tamale în formele lor actuale, ciocolata, o gamă largă de pâini, taco-uri și repertoriul vast al mâncărurilor stradale mexicane.
Băuturi precum atole, champurrado, ciocolata caldă cu lapte și aguas frescas s-au născut; deserturi precum acitrón și întreaga gamă de dulciuri cristalizate, rompope, cajeta, jericaya și repertoriul larg de delicii create în mănăstirile de maici din toate părțile țării.
În 2005, Mexicul a prezentat candidatura gastronomiei sale pentru includerea în Patrimoniul Mondial UNESCO, fiind prima dată când o țară a prezentat tradiția sa gastronomică în acest scop. Rezultatul a fost negativ, deoarece comitetul nu a acordat importanța cuvenită porumbului în bucătăria mexicană. La 16 noiembrie 2010, gastronomia mexicană a fost recunoscută ca Patrimoniu Cultural Imaterial de către UNESCO. În plus, Daniela Soto-Innes a fost numită cea mai bună bucătăreasă din lume de către The World's Best 50 Restaurants în aprilie 2019.

### Literatură

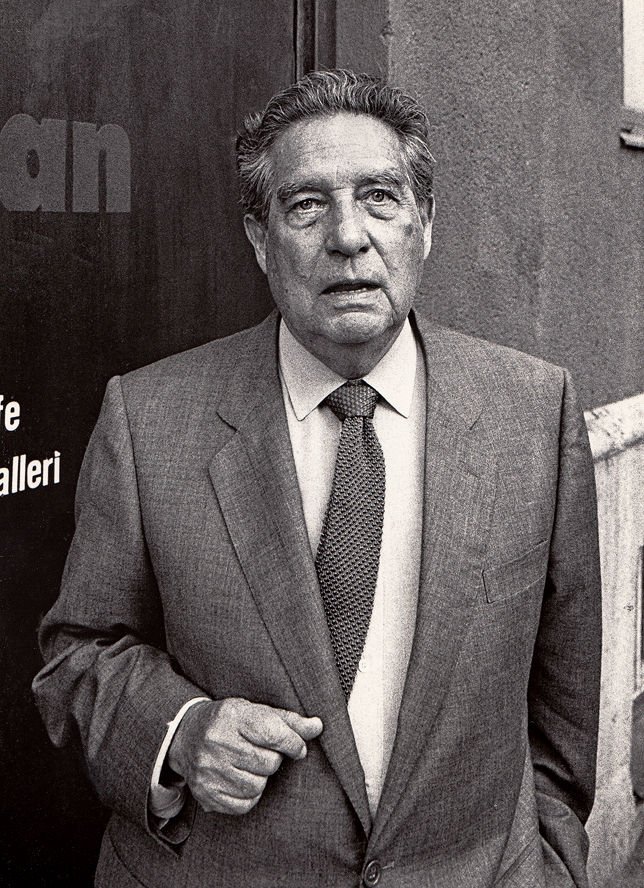
Octavio Paz, singurul mexican care a primit Premiul Nobel pentru Literatură.

Literatura mexicană își are antecedentele în literatura așezărilor indigene din Mesoamerica. Poezia avea o tradiție culturală bogată în Mexicul precolumbian, fiind împărțită în două categorii mari: laică și religioasă. Poezia aztecă era cântată, recitată sau rostită, adesea însoțită de tobe sau harpe. În timp ce Tenochtitlan era capitala politică, Texcoco era centrul cultural; limba texcocană era considerată cea mai melodioasă și rafinată. Cel mai cunoscut poet precolumbian este Nezahualcoyotl.
Există cronici istorice ale cuceririi Mexicului scrise de participanți și, mai târziu, de istorici. Adevărata istorie a cuceririi Noii Spanii de Bernal Díaz del Castillo este încă citită pe scară largă astăzi.
Literatura barocă a înflorit în secolul al XVII-lea; cei mai notabili scriitori ai acestei perioade au fost Juan Ruiz de Alarcón și Juana Inés de la Cruz. Sor Juana era faimoasă în timpul său, fiind numită „a zecea muză.”
Romanul de la sfârșitul perioadei coloniale al lui José Joaquín Fernández de Lizardi, al cărui El Periquillo Sarniento este considerat a fi primul roman latino-american. Liberarul din secolul al XIX-lea de origine nahua, Ignacio Manuel Altamirano, este un scriitor important al epocii, alături de Vicente Riva Palacio, nepotul eroului mexican al independenței Vicente Guerrero, care a scris o serie de romane istorice precum și poezie. În era modernă, romanul Revoluției Mexicane de Mariano Azuela (Los de abajo, tradus în engleză ca The Underdogs) este remarcabil.

### Cinematografie

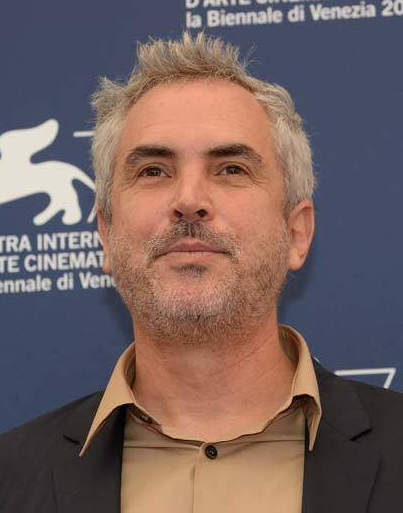
Alfonso Cuarón, primul regizor mexican care a câștigat Premiul Oscar pentru cel mai bun regizor.

Filmele mexicane din Epoca de Aur a anilor 1940 și 1950 sunt cele mai bune exemple de cinematografie latino-americană, având o industrie vastă comparabilă cu Hollywood-ul acelor ani. Filmele mexicane erau exportate și prezentate în toată America Latină și Europa. María Candelaria (1943) de Emilio Fernández a fost unul dintre primele filme premiate cu Palme d'Or la Festivalul Internațional de Film de la Cannes în 1946, prima ediție a evenimentului după Al Doilea Război Mondial. Renumitul regizor de origine spaniolă Luis Buñuel a realizat în Mexic, între 1947 și 1965, câteva dintre capodoperele sale, precum Los Olvidados (1949) și Viridiana (1961). Actori și actrițe faimoși din această perioadă îi includ pe María Félix, Pedro Infante, Dolores del Río, Jorge Negrete și comediantul Cantinflas.
Mai recent, filme precum Como agua para chocolate (1992), Y tu mamá también (2001) și El crimen del padre Amaro (2002) au reușit să creeze povești universale despre subiecte contemporane și au fost recunoscute internațional.

### Muzică și dans

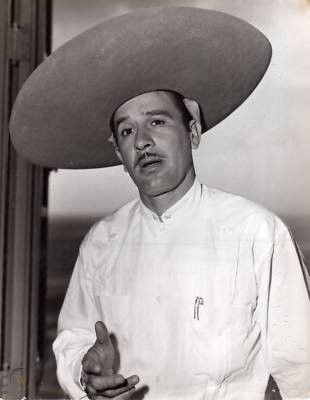
Pedro Infante a fost unul dintre cei mai buni cântăreți de rancheră.

Mexicul are o lungă tradiție muzicală, de la era prehispanică până în prezent. O mare parte din muzica din perioada colonială a fost compusă în scopuri religioase.
Deși tradițiile operei europene și, în special, ale operei italiene au dominat inițial conservatoarele de muzică mexicane și au influențat puternic compozitorii de operă locali (atât în stil, cât și în tematică), elemente ale naționalismului mexican au apărut deja în a doua jumătate a secolului al XIX-lea, cu opere precum Guatimotzin de Aniceto Ortega del Villar din 1871, o relatare romanticizată a apărării Mexicului de către ultimul său conducător aztec, Cuauhtémoc. Cel mai cunoscut compozitor mexican din secolul al XX-lea este Carlos Chávez (1899–1978), care a compus șase simfonii cu teme indigene și a reînnoit muzica mexicană, fondând Orquesta Sinfónica Nacional.
Muzica tradițională mexicană include mariachi, banda, norteño, ranchera și corridos. Corridos au fost deosebit de populare în timpul Revoluției Mexicane (1910–1920), iar în prezent includ și narcocorridos. Adoptarea rock and roll-ului de către tinerii mexicani în anii 1960 și 1970 a adus Mexicul în mișcarea transnațională și contraculturală a epocii. În Mexic, cultura rock nativă s-a contopit cu mișcarea contraculturală și politică mai largă de la sfârșitul anilor 1960, culminând cu protestele din 1968 și redirecționându-se în rebeliunea contraculturală.
În viața de zi cu zi, majoritatea mexicanilor ascultă muzică contemporană, cum ar fi pop, rock și altele, atât în engleză, cât și în spaniolă. Dansul popular mexican, împreună cu muzica sa, este profund regional și tradițional. Fondat în 1952, Ballet Folklórico de México interpretează muzică și dans din perioada prehispanică până în timpul Revoluției Mexicane, în costume regionale, la Palacio de Bellas Artes.

### Mass-Media

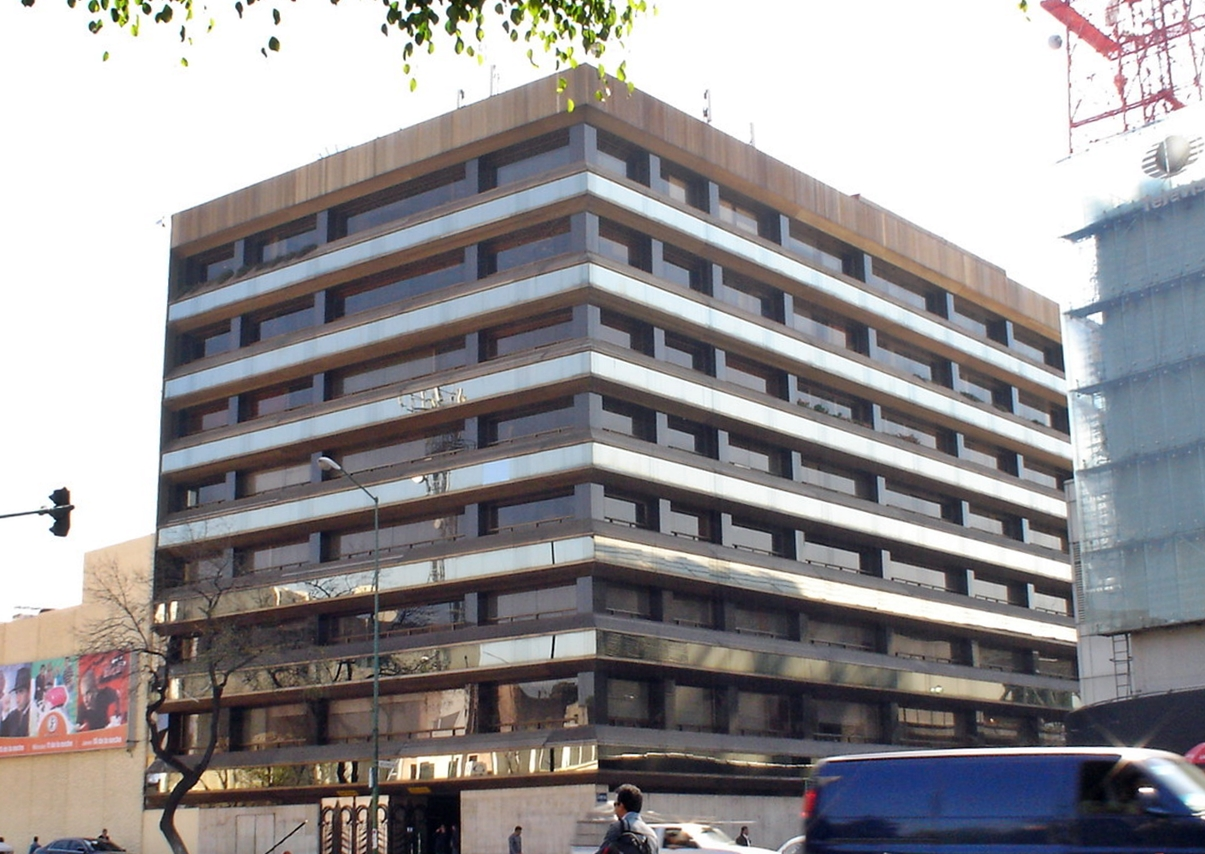
Sediul Televisa din Mexico City

A avut loc o reformă majoră a industriei de telecomunicații în 2013, cu crearea de noi canale de televiziune. A existat o limitare de lungă durată a numărului de rețele, cu firma Televisa având un monopol virtual. Noile tehnologii au permis intrarea companiilor străine de satelit și cablu. Mexicul a devenit prima țară din America Latină care a făcut tranziția de la transmisii analogice la transmisii complet digitale.
Telenovelele sunt foarte tradiționale în Mexic și sunt traduse în multe limbi și vizionate în întreaga lume. Mexicul a fost un pionier în edutainment, cu producătorul TV Miguel Sabido creând în anii 1970 "telenovele pentru schimbare socială". Guvernul mexican a folosit cu succes o telenovelă pentru a promova planificarea familială în anii 1970, pentru a reduce rata ridicată a natalității din țară.
Stațiile de radio guvernamentale bilingve care transmit în limba spaniolă și în limbi indigene au fost un instrument pentru educația indigenă (1958–1965), iar din 1979, Institutul Național Indigenist a înființat o rețea națională de stații de radio bilingve.

### Sport

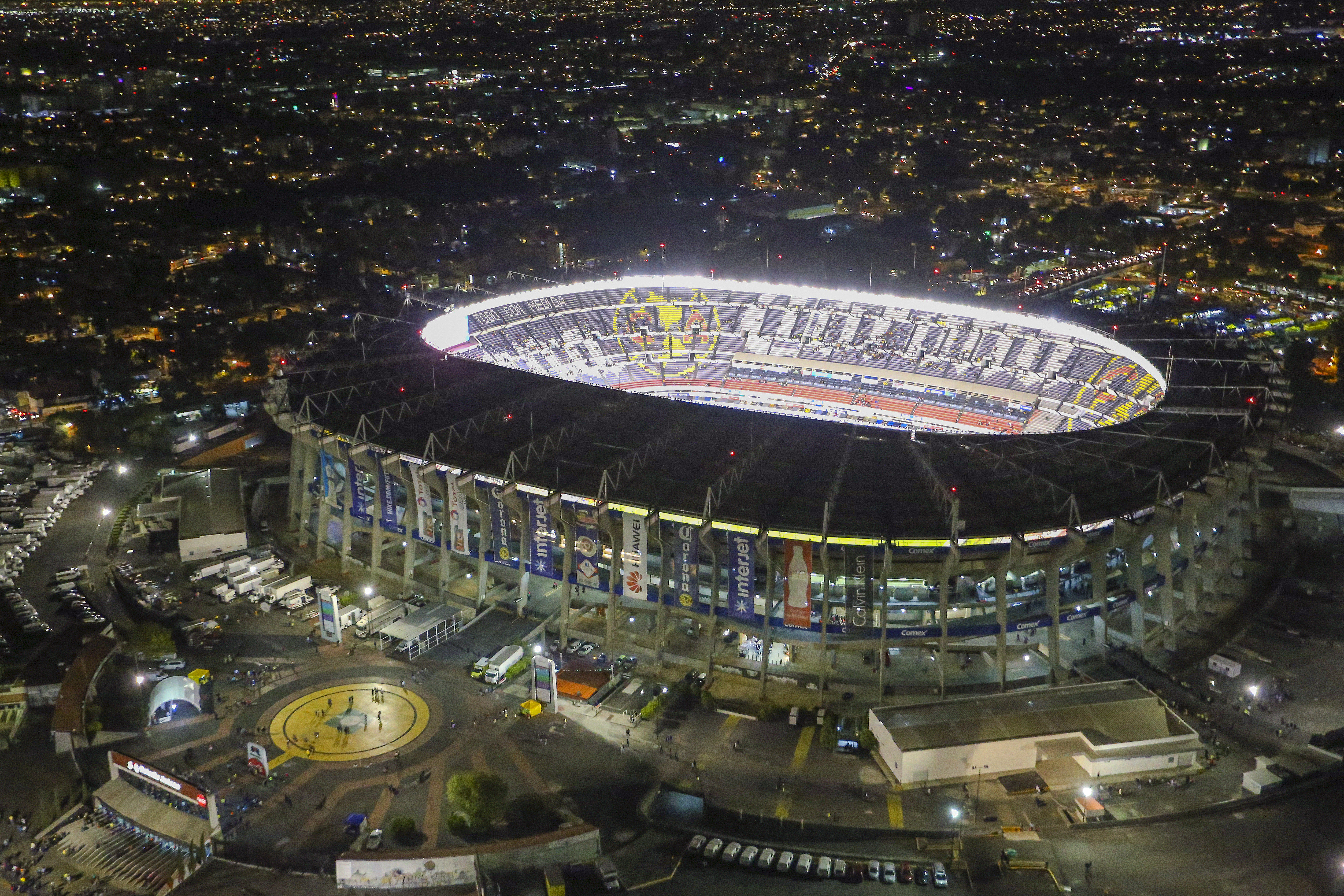
Stadionul Azteca, Mexico City

Sporturile organizate în Mexic au o origine care datează în mare parte din secolul al XIX-lea, cu excepția coridei, care are o istorie lungă ce se întinde până în perioada colonială timpurie. Abia după ce turbulențele politice ale republicii timpurii au fost înlocuite de stabilitatea perioadei Porfirio, sportul organizat a devenit o distracție publică, cu jocuri structurate. Baseball-ul a fost introdus din Statele Unite și, de asemenea, prin intermediul Cubei în anii 1880, iar echipele organizate au fost create. După Revoluția Mexicană, guvernul a sponsorizat sporturile pentru a contracara imaginea internațională a turbulențelor politice și violenței.
Oferta de a găzdui Jocurile Olimpice de vară din 1968 a fost menită să îmbunătățească statutul Mexicului la nivel internațional, fiind prima țară latino-americană care găzduiește această competiție.
Guvernul a cheltuit sume mari de bani pe facilități sportive și alte infrastructuri pentru a face competiția un succes, dar aceste cheltuieli au alimentat nemulțumirea publicului față de lipsa de cheltuieli a guvernului pe programe sociale. Ciudad de México a găzduit Jocurile Olimpice din 1968, devenind astfel primul oraș latino-americană care a făcut acest lucru. Țara a găzduit de asemenea Cupa Mondială FIFA de două ori, în 1970 și 1986. Sportul cel mai popular din Mexic este fotbalul.

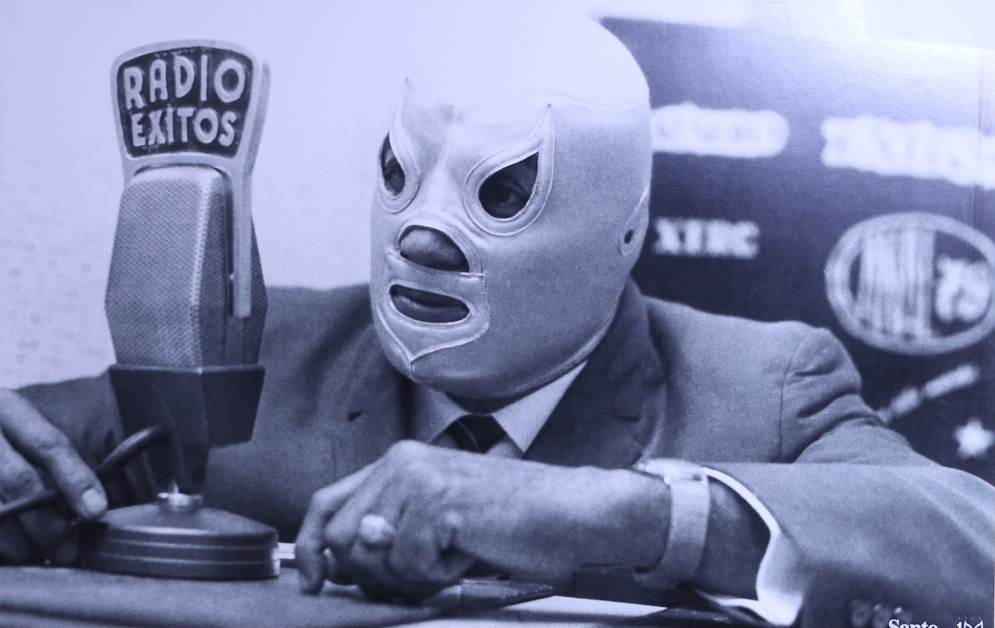
El Santo, unul dintre cei mai emblematici luchadores mexicani

Liga de baseball profesionist mexicană poartă numele de Liga Mexicana de Béisbol. De obicei, liga nu este la fel de puternică ca cea din Statele Unite dar Mexicul totuși a obținut mai multe titluri internaționale în baseball.
Alte activități sportive includ călăritul taurilor, boxul și Lucha Libre (lupte profesioniste în stil liber). Acest sport a ajuns în Mexic acum 500 de ani odată cu sosirea spaniolilor. În ciuda eforturilor activiștilor pentru drepturile animalelor de a o interzice, acest sport ramane popular în țară, iar aproape toate marile orașe au arene taurine. Plaza México din Ciudad de México, care poate găzdui 45.000 de oameni, este cea mai mare arenă taurină din lume.
Mexicul este o putere internațională în boxul profesionist. Treisprezece medalii olimpice la box au fost câștigate de Mexic.

## Patrimoniu mondial UNESCO
Până în anul 2011 pe lista patrimoniului mondial UNESCO au fost incluse 31 obiective din această țară. În 2008, sărbătoarea Día de los Muertos (Ziua Morților) a fost inclusă de către UNESCO în Patrimoniul cultural imaterial al umanității.